# Буэнос-Айрес
Буэ́нос-А́йрес (исп. Buenos Aires, букв. «хороший воздух» или «добрые ветра»; [ˈbwenos ˈai̯ɾes]) — столица и крупнейший город Аргентины, административный, культурный и экономический центр страны и один из крупнейших городов Южной Америки. Буэнос-Айрес расположен в центрально-восточной части страны, на западном берегу крупнейшего залива-эстуария Рио-де-ла-Плата, являющегося продолжением устья второй по длине реки Южной Америки — Параны́. Своё современное укороченное название — «Буэнос-Айрес» город носит с XVII века. До этого город официально именовался следующим полным именем: исп. Ciudad de la Santísima Trinidad y Puerto de Nuestra Señora de Santa María de los Buenos Aires, букв. «Город Пресвятой Троицы и Порт Богородицы Святой Марии Добрых Ветров».
В Аргентине столицу порой называют «город с разными названиями». Название «Капита́ль Федера́ль» (исп. Capital Federal) — «федеральная столица» является одним из наиболее часто используемых имён города. Часто используется также термин «Город Буэнос-Айрес» (исп. Ciudad de Buenos Aires), или просто «Буэнос-Айрес», хотя это название иногда вводит в заблуждение из-за одноимённой провинции. Название города «Автономный город Буэнос-Айрес» (исп. Ciudad Autónoma de Buenos Aires, сокр. исп. CABA) официально принято уставом города в 1996 году. Часто в просторечии город называют «Ба́йрес» (Baires), это сокращение оригинальной формы, распространённое в городе (особенно среди молодёжи), но такое название не используется в официальных документах. Жителей столицы в Аргентине называют «порте́ньос» (исп. porteños), то есть — «обитатели порта».
Город Буэнос-Айрес был основан дважды. Первый раз его основал в 1536 году Педро де Мендоса. При нападении индейцев в 1541 году город был сожжён, а в 1580 году восстановлен Хуаном де Гараем (по настоянию юриста Хуана де Матьенсо). В момент основания и после восстановления, город входил в состав Вице-королевства Перу, которое являлось частью Испанской империи. В 1776 году Буэнос-Айрес стал столицей вновь созданного Вице-королевства Рио-де-ла-Плата.
Во время первого британского вторжения, которое произошло в 1806 году, город в течение нескольких месяцев был оккупирован британскими войсками. В 1810 году произошла Майская революция, во время которой в городе был смещён испанский наместник и сформирован временный правительственный орган — Первая хунта, ставшая первым национальным правительством Аргентины. В начале XX века Большой Буэнос-Айрес стал одним из основных центров иммиграции в Южную Америку. В 1913 году в городе было начато строительство метро, ставшего первым в Латинской Америке.
Буэнос-Айрес также является федеральной столицей, в которой расположено правительство Аргентины. Буэнос-Айрес не является частью одноимённой провинции, а представляет собой отдельный административный район, основанный в 1880 году, который входит в число 24 провинций Аргентины. Официально город разделён на 48 районов, такое деление города утверждено в XIX веке. После конституционной реформы 1994 года город получил право на самоуправление, и глава города избирается прямым голосованием. По переписи 2010 года, численность населения города равна 2 891 082 жителям, а в черте мегаполиса Большого Буэнос-Айреса (Gran Buenos Aires) проживает 12 801 364 жителя. Буэнос-Айрес — крупнейший город в Аргентине, восьмой в Южной Америке.
Город Буэнос-Айрес является главным образовательным центром страны. Среди его известных институтов Colegio Nacional de Buenos Aires (Национальный институт Буэнос-Айреса) и Университет Буэнос-Айреса. Буэнос-Айрес стал одним из городов Аргентины, где были проведены матчи чемпионата мира по футболу 1978 года.
По индексу уровня глобализации (Global Cities Index) занимает первое место в Южной Америке (2012 год).
В рейтинге глобальных городов GaWC он признан Альфа-городом, стоя в одном ряду с Амстердамом, Москвой и Брюсселем.

## Этимология
Основатель города Педро де Мендоса назвал его «Порт Владычицы нашей Святой Марии добрых ветров» (исп. Puerto de Nuestra Señora Santa María del Buen Ayre) в честь Святой Марии — покровительницы моряков из гильдии купцов Триана, членом которой он был. Выражение «Буэн Айр» было частью имени Девы Марии, в честь которой мерседарианцы построили собор в Кальяри, Сардиния. На протяжении многих лет название города было связано с именем конкистадора Руя Диаса де Гусмана. Но в 1892 году Эдуардо Мадеро после обширного исследования в испанских архивах пришёл к выводу, что название города было тесно связано с преданностью испанских моряков Севильской Богородице в Буэнос-Айресе.
Восстановив город после пожара, Хуан де Гарай дал новому поселению имя Троицы — «Город Пресвятой Троицы и Порт Владычицы нашей Святой Марии Добрых Ветров» (исп. Ciudad de la Trinidad, Puerto de Nuestra Señora Santa María del Buen Ayre). Причина переименования может заключаться в том, что дата праздника была близка к дате восстановления города, или, как считают некоторые историки, судно Гарая встало на якорь у города во время праздника Троицы. Однако порт, основанный Гараем, был назван Puerto de Santa María de los Buenos Ayres.
Решение Гарая о переименовании города осталось невыполненным, поскольку официальное решение об изменении названия города принято не было.

## История

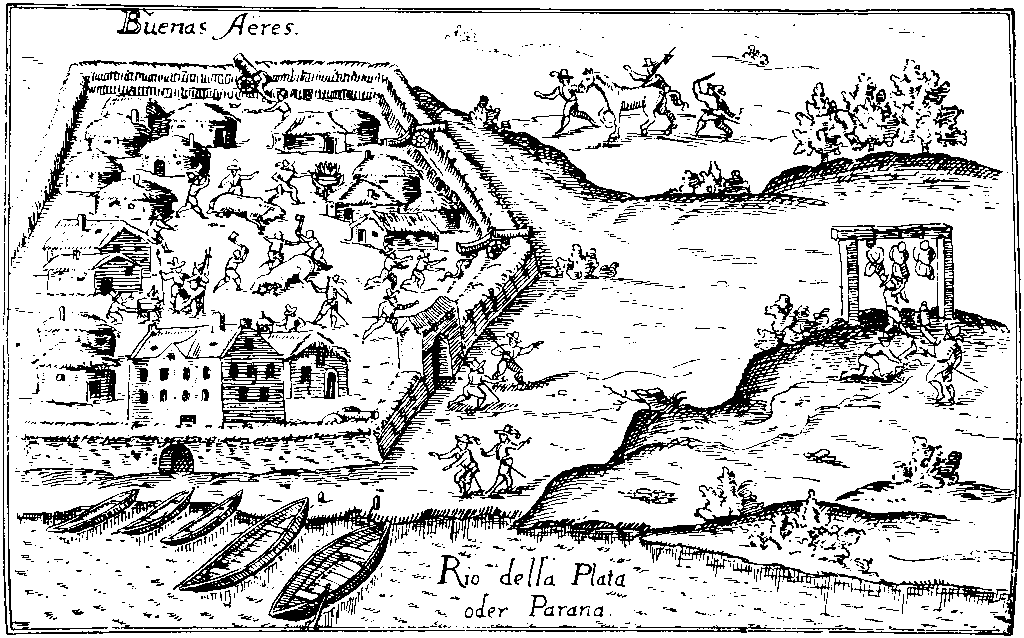
Буэнос-Айрес после основания в 1536 году

### Ключевые даты в истории города
- 1580 — 16 декабря 1617: административный центр провинции Рио-Ла-Плата, входящей в Вице-королевство Перу[15].
- 16 декабря 1617—1776: административный центр провинции Буэнос-Айрес, входящей в Вице-королевство Перу; в 1671—1776 — город подчинён Королевской Ауденции Харкаса в современной Боливии[15].
- 1 августа 1776 — 25 мая 1810: столица отдельного Вице-королевства Рио-де-ла-Плата[15].
- 9 июня 1816 — 23 января 1825: столица Объединённых провинций Южной Америки[15].
- 23 января 1825 — 4 января 1831: столица Объединённых провинций Ла-Платы[15].
- 4 января 1831 — 11 сентября 1852: столица Аргентинской Конфедерации[15].
- 6 апреля 1852 — 17 декабря 1861: Буэнос-Айрес — отдельное непризнанное государство[15].
- 1862—1994: столица Аргентины[15].
- 1994 — по настоящее время: столица республики Аргентина[15].

### От основания города до 1810 года
2 февраля 1536 года испанский конкистадор Педро де Мендоса основал поселение в местности, заселённой коренным населением, керанди. Экспедиции Мендосы стал угрожать голод, ситуация усугублялась постоянными столкновениями с индейцами чарруа. Из-за болезни и опасаясь гибели экспедиции, Мендоса решил покинуть Южную Америку и вернуться в Испанию, однако умер по пути домой. Колонисты, оставшиеся в поселении, в течение пяти лет отражали нападения индейцев, а в 1541 году были вынуждены уйти вверх по реке в город Асунсьон, основанный в 1537 году экспедицией Мендосы. Буэнос-Айрес был брошен и сожжён. 11 июня 1580 года Хуан де Гарай восстановил город. В этот период население города составило 65 поселенцев, не считая индейцев гуарани. Слияние морского порта и стоявшего неподалёку городка стало причиной объединения их названий в одну длинную фразу «Город Пресвятой Троицы и Порт Богоматери Святой Марии Добрых Ветров» (исп. Ciudad de la Trinidad, Puerto de Nuestra Señora Santa María del Buen Ayre).
В момент основания, а позже после восстановления, город входил в состав вице-королевства Перу, которое являлось частью Испанской империи. Буэнос-Айрес был в стороне от торговых путей, которые шли через Лиму и в городе для европейского образа жизни не хватало вещей. В 1610 году население города достигло 500 человек, многие из которых занимались перевозкой контрабанды из Бразилии. В 1680 году на левом берегу залива Ла-Плата португальцами была построена крепость Колония-дель-Сакраменто. Через неё португальцы нелегально ввозили товары в Буэнос-Айрес. Для защиты от контрабандистов испанцы основали город Монтевидео. К середине XVIII века Буэнос-Айрес стал центром кожевенной промышленности.

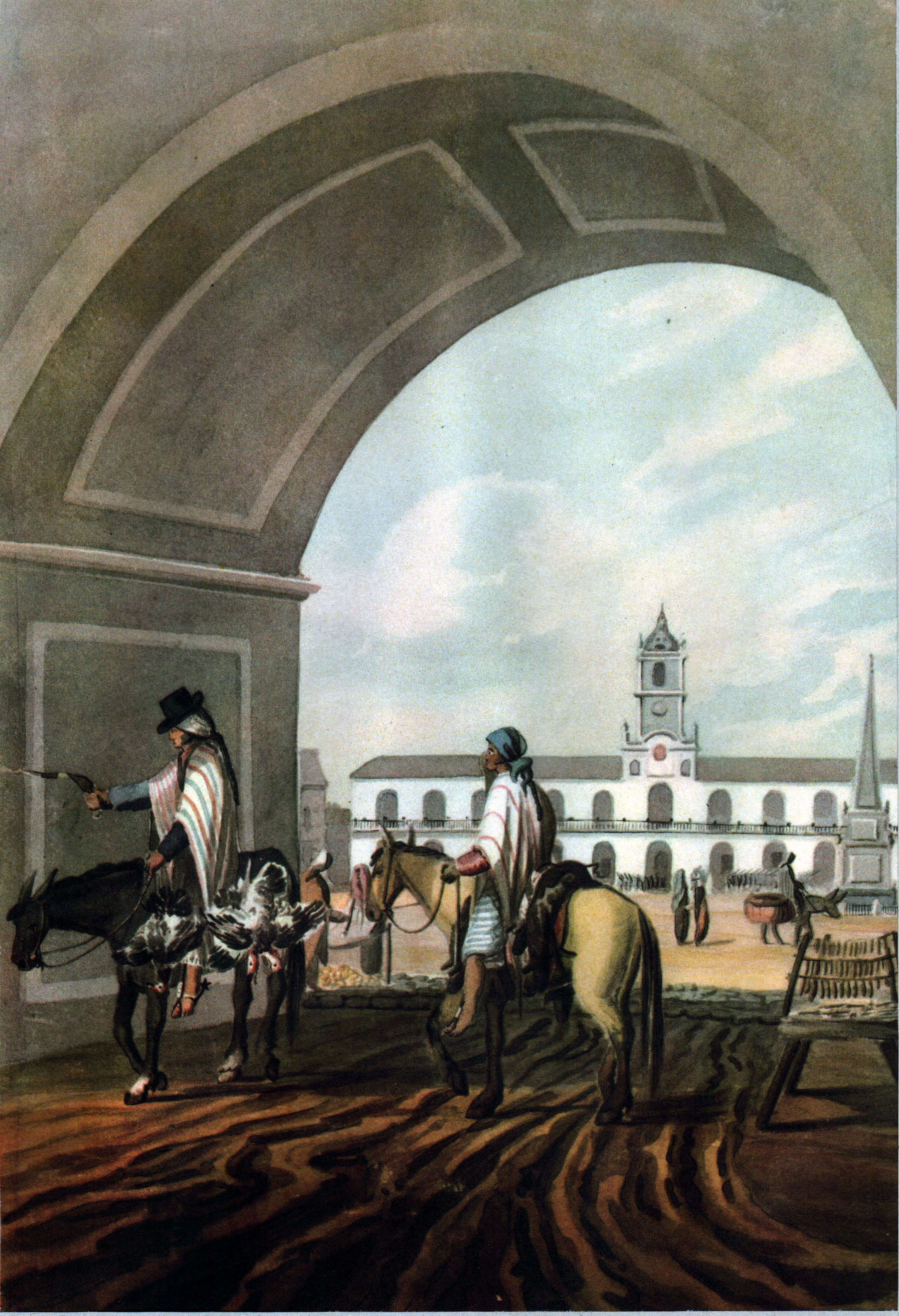
Городской совет в 1817 году

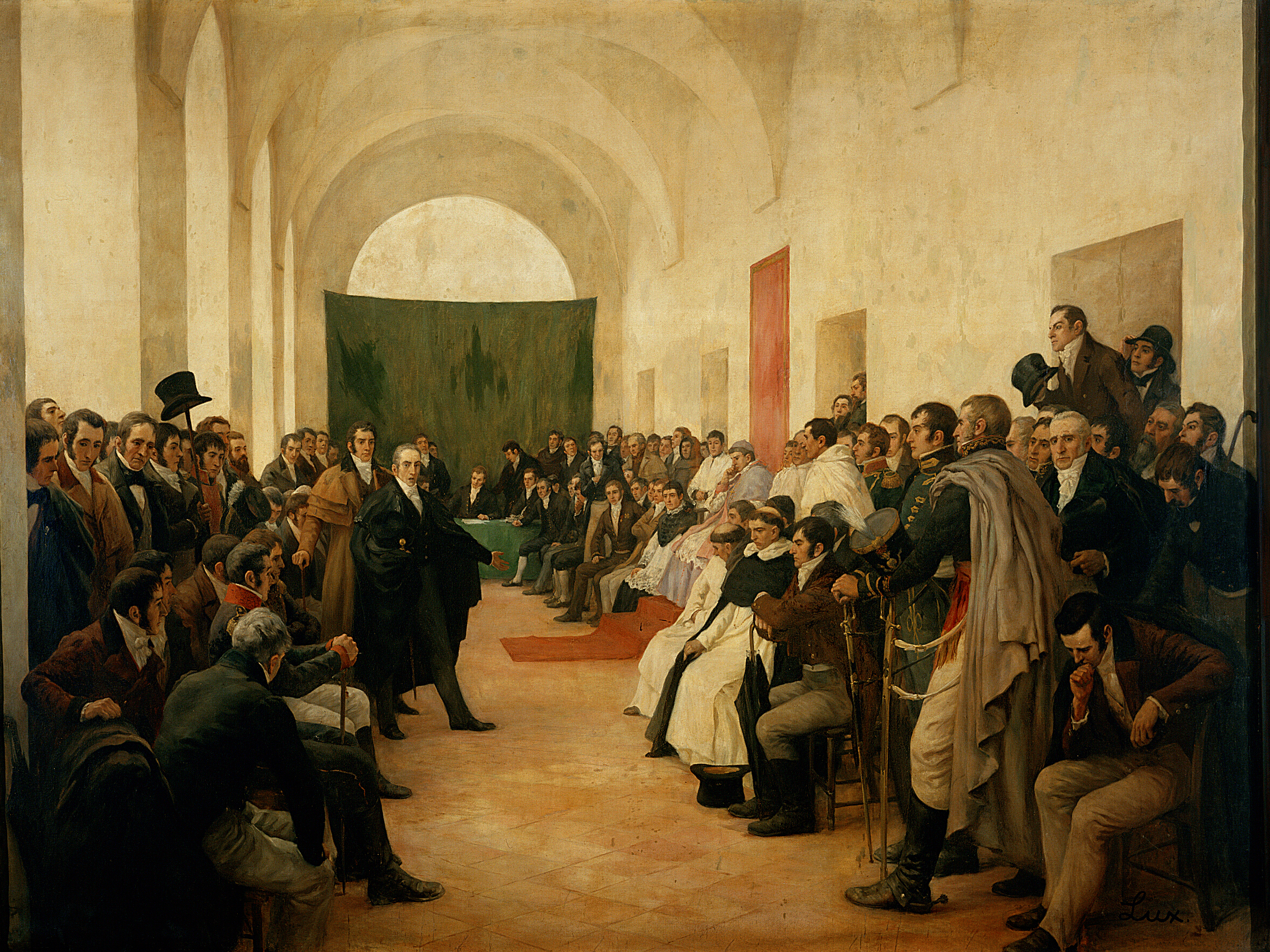
22 мая 1810, на заседании городского совета, состоявшемся после ярких событий Майской революции. Картина Педро Суберкасо, написанная в 1910 году

В 1776 году город становится столицей вновь созданного вице-королевства Рио-де-Ла-Плата. Основными причинами для создания вице-королевства были необходимость создать границу испанских колоний с португальскими и желание покончить с контрабандой. В 1785 году испанские власти разрешили вице-королевству Рио-де-ла-Плата вести самостоятельную торговлю. С этого момента начался период процветания Буэнос-Айреса, который вёл открытую торговлю. Теперь в город поступали заграничные товары, а из города отправлялись корабли в другие порты. Исчезла коммерческая и политическая зависимость от Лимы. В результате процветания города увеличилась иммиграция, в основном за счёт испанцев, в меньшей степени французов и итальянцев. Основное население Буэнос-Айреса в то время составляли торговцы и фермеры.
С момента основания до 1807 года Буэнос-Айрес пережил несколько вторжений. В 1582 году английские каперы высадились на острове Мартин-Гарсия, но были выбиты с острова. В 1587 году англичанин Томас Кавендиш пытался захватить город, но безуспешно. В 1658 году французы, по указу короля Франции Людовика XIV, трижды атаковали, но дон Педро де Баигорри Руис, который был тогда губернатором Буэнос-Айреса, смог организовать успешную защиту порта. Четвёртая попытка была предпринята авантюристом де Пинтисом, который также потерпел поражение. В 1699 году произошло пятое вторжение, в результате которого была побеждена флотилия датских пиратов. В губернаторство Бруно Маурисио де Забала французы во главе с Этьеном Моро высадились на восточном побережье Рио-де-ла-Плата, где были разгромлены испанскими войсками.
Буэнос-Айрес являлся лакомым куском для Британской империи, которая была заинтересована во включении региона в сферу своих интересов, тем более, что Испания состояла в союзе с Францией, бывшей врагом Британской империи. Первым вторжением в вице-королевство Рио-де-Ла-Плата стало нападение 27 июня 1806 года. Отряд генерал-майора Уильяма Карра Бересфорда захватил Буэнос-Айрес. Он объявил себя губернатором, но 12 августа 1806 года был вынуждён капитулировать и после шестимесячного пребывания в плену сумел бежать в Англию. В 1807 году вторая английская экспедиция под руководством Джона Уитлока взяла крепость Монтевидео и занимала её в течение нескольких месяцев. 5 июля 1807 года Уитлок пытался захватить Буэнос-Айрес, но жители города и отряд Сантьяго Линьерса смогли противостоять ему и разбить англичан. Сопротивление жителей города, значительная часть которых была креолами, и их активное участие в обороне помогло отстоять независимость Буэнос-Айреса. В результате оккупации Испании войсками Наполеона в Южной Америке возникли движения за независимость, которые привели в 1810 году к Майской революции и созданию первого национального правительства. В начале XIX века население города составило около 40 000 жителей, он стал важным портом на Атлантическом океане и вышел из состава вице-королевства Рио-де-ла-Плата.

### Буэнос-Айрес до конца XIX века
Первая хунта, которая пришла к власти после смещения испанского наместника Буэнос-Айреса Бальтасара де Сиснероса, придерживалась сходного с ним политического курса. Последовательно сменяли друг друга Хунта Гранде, Первый и Второй Триумвират и директории. Первая хунта также назначала губернаторов и мэров, содержала армию и собирала таможенные пошлины. Это заставило глав остальных вице-королевств сказать, что революция только сменила власть испанского бюрократа на местное правительство, не давая преимуществ населению города.
В 1815 году население провинций критиковало деятельность верховного правителя Объединённых провинций Ла-Платы Карлоса Мария де Альвеара. Он был свергнут 20 апреля 1815 года, через четыре месяца после утверждения в должности. 9 июня 1816 года город стал столицей Объединённых провинций Южной Америки, в нём была разработана Конституция 1819 года. В следующем году в ходе гражданской войны войска федералистов в битве при Сепеда разгромили войска провинции Буэнос-Айрес, которую возглавлял губернатор Мануэль де Сарратеа. Поражение провинции Буэнос-Айрес закончилось подписанием договора Пилар. После периода нестабильности губернатором города стал Мартин Родригес, а его министр Ривадавия в 1826 году был избран первым президентом Аргентинской конфедерации. Во время президентства Ривадавии город стал центром науки и культуры. Начался период порядка и реформ: создан Генеральный Архив Буэнос-Айреса, открыта товарная биржа. Начал свою деятельность Университет Буэнос-Айреса и создано Общество физики и математики.

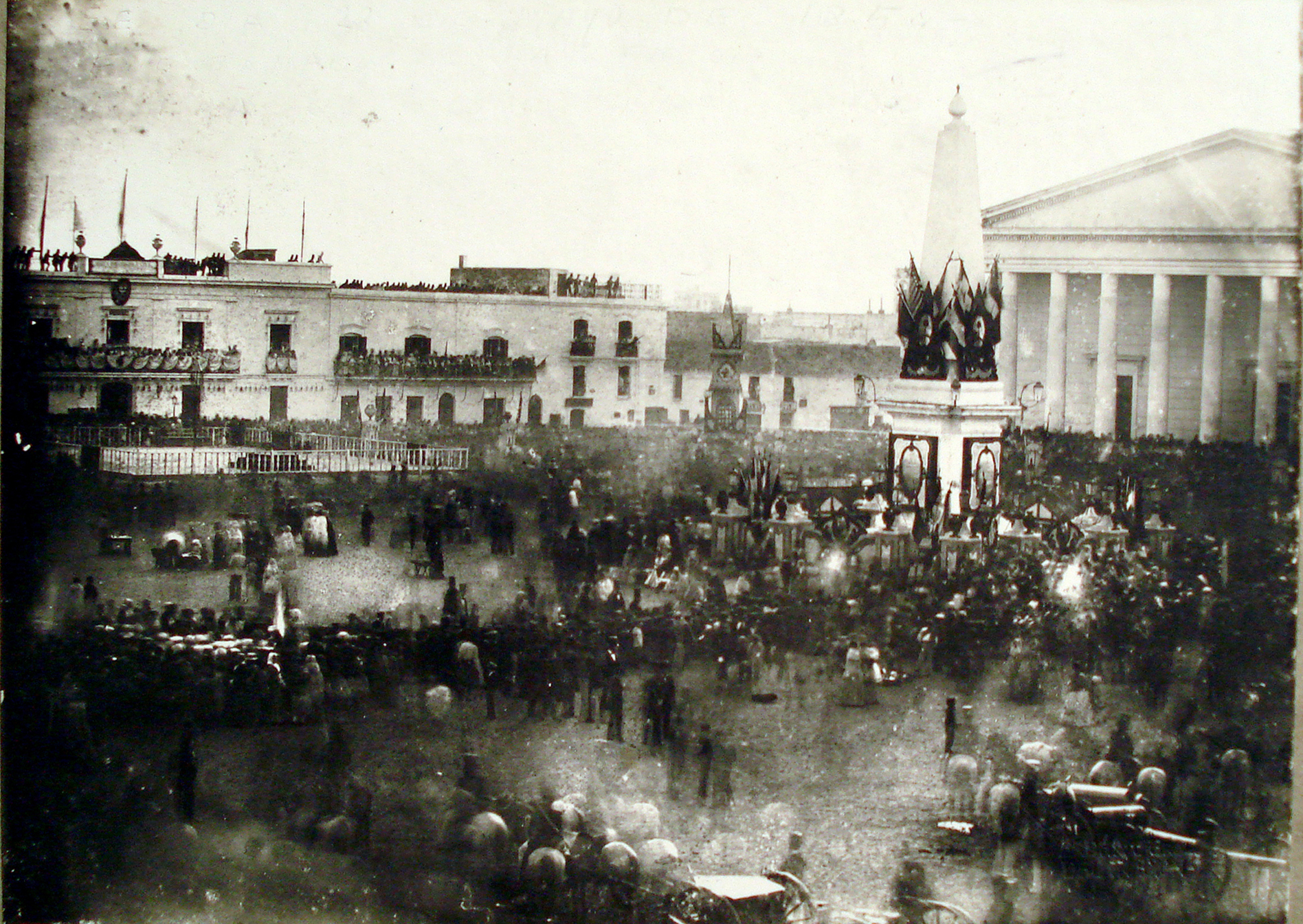
День Конституции штата Буэнос-Айрес в 1854 году

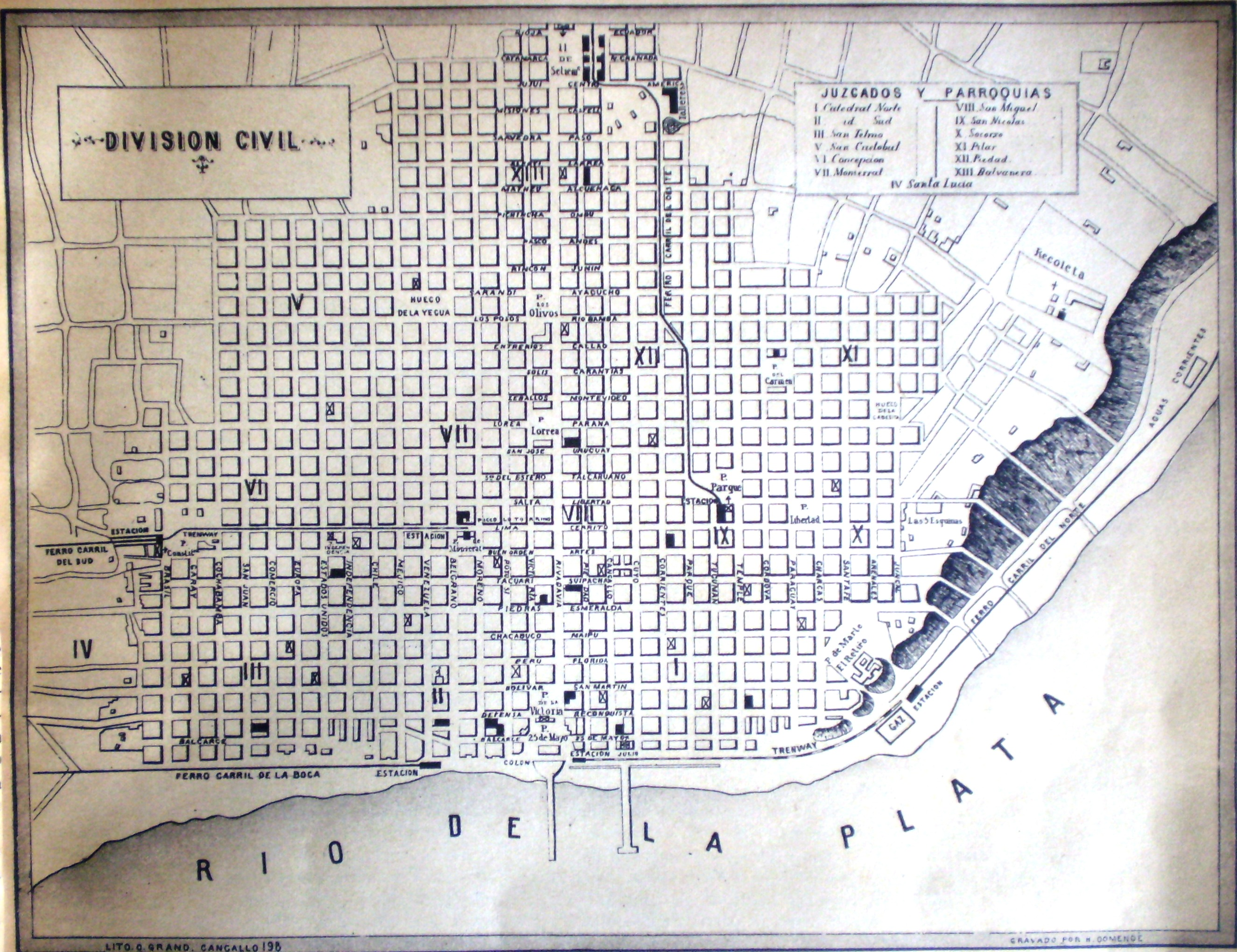
План Буэнос-Айреса в 1870 году

Ривадавия представил Конгрессу план реконструкции Буэнос-Айреса, город был провозглашён столицей государства. По новому закону порт стал основным источником дохода для провинции Буэнос-Айрес.
В 1825 году началась аргентино-бразильская война, в результате которой Аргентина намеревалась получить контроль над бразильской провинцией Сисплатина (современный Уругвай). Сисплатина ранее принадлежала к испанскому вице-королевству Рио-де-Ла-Плата, правопреемницей которого считала себя Аргентина. После поражения Бразилии и объявления независимости Уругвая, в результате вспыхнувшего вооружённого восстания Ривадавия 29 июня 1827 года подал в отставку. В 1829 году президентом страны стал Хуан Мануэль де Росас. С 1831 по 1852 город был столицей Аргентинской Конфедерации. По данным переписи 1836 года в городе проживало 62 000 жителей. Росас, усовершенствовав таможенные пошлины, значительно увеличил доходы Буэнос-Айреса. В 1852 году город отделился от конфедерации и объявил независимость. В течение следующих 2 лет все попытки возвратить провинцию Буэнос-Айрес в состав федерации были безуспешны. В 1859 году войска провинции Буэнос-Айрес были разбиты Хусто Уркисой у Венады. 10 ноября 1859 года был подписан мирный договор в Сан-Хозе-де-Флорес, по которому Буэнос-Айрес был присоединён к конфедерации, а 6 июня 1860 года город окончательно вошёл в состав Аргентины.
Буэнос-Айрес был открыт для иммиграции. Тысячи европейцев, главным образом из Италии и Испании, изменили внешний облик города и его достопримечательности. В городе проходило активное строительство, новые дома и дворцы были построены в итальянском стиле, вместо господствующего тогда «колониального стиля». Также появилась первая железная дорога в Аргентине, которая связала город с пригородом Флорес. В 1871 году значительную часть населения города уничтожила эпидемия жёлтой лихорадки. В 1875 году был основан парк Трес-де-Фебре́ро — Парк имени 3-го Февраля.
Во время длительного процесса, ведущего к созданию аргентинского государства, Буэнос-Айрес был избран местом, где располагалось национальное правительство Аргентины, хотя оно не имело полномочий административной власти над городом, который входил в состав провинции Буэнос-Айрес. В результате столкновений федеральных войск и войск провинции, которыми руководил губернатор Карлос Техедор, произошедших в 1880 году и закончившихся поражением провинции, городу предоставлен статус федеральной столицы. В 1880 году город Буэнос-Айрес был отделён в административном отношении от провинции Буэнос-Айрес и выделен в особый Федеральный округ. Впоследствии к округу были присоединены пригороды Флорес и Бельграно. В 1882 году Конгресс ввёл пост мэра и городской совет Буэнос-Айреса. Мэр не избирался всенародным голосованием, а назначался Администрацией президента в соответствии с решением Сената. Кандидатуру первого мэра утвердил в 1883 году президент Хулио Рока.
Город активно развивался, в отличие от остальной страны, чему помог его финансовый и культурный потенциал. В 1880 году население Буэнос-Айреса составило 337 617 жителей, а в 1895 году достигло 649 000, из которых только 320 000 были коренными жителями города.

### С конца XIX века по настоящее время

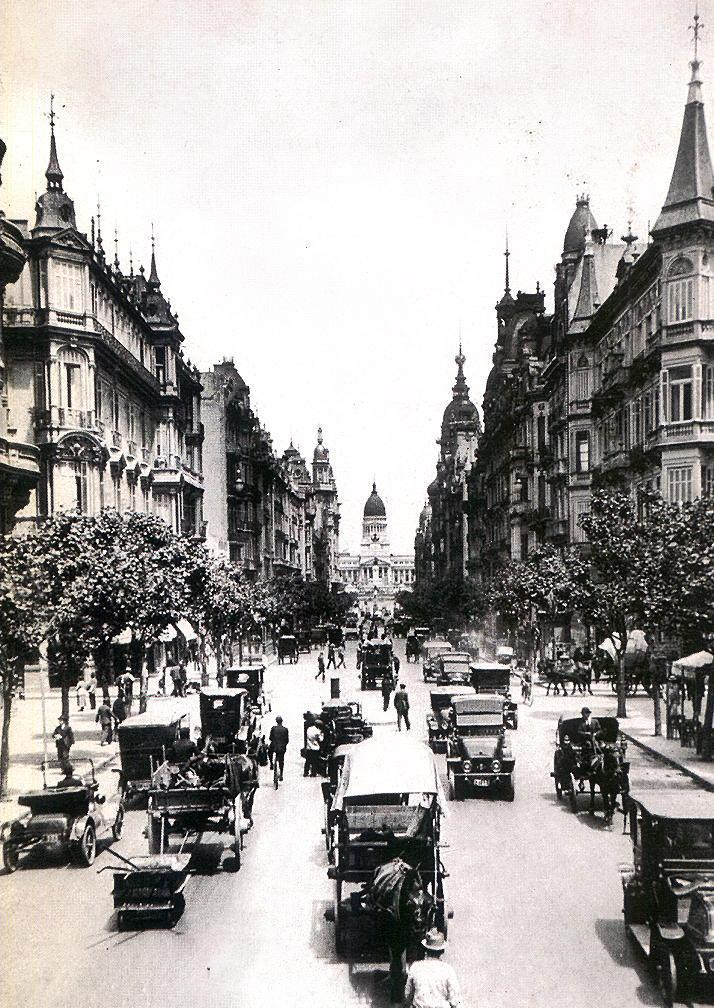
Авенида де Майо в начале 20 -го века

В конце XIX — начале XX века, благодаря активному строительству, город сильно изменился. В 1913 году в Буэнос-Айресе было построено первое метро в Латинской Америке, которое в Буэнос-Айресе называют «Су́бтэ» (Subte). В городе появились здания различных архитектурных стилей. Архитекторы разрабатывали новые проекты с целью сделать столицу страны символом прогресса.
В период с 1880 по 1950 годы в страну прибыло более 5 млн иммигрантов из Европы и Азии. В 1914 году Буэнос-Айрес был двенадцатым по величине городом в мире с населением 1 575 000 жителей. В результате нехватки жилья многие из них были вынуждены жить в трущобах.
Увеличение числа коммерческих рейсов потребовало наличия нового современного порта. Эдуардо Мадеро рассматривал проекты по строительству порта в 1861 и 1869 годах, но только в 1882 году проект был принят вице-президентом Аргентины Франсиско Мадеро. Открытие нового порта состоялось в 1884 году, но работы окончательно были завершены в 1897 году. Этот порт имел много недостатков, поэтому в 1908 году Национальный конгресс постановил приступить к строительству порта Пуэрто-Нуэво, который начал работу в 1919 году, а в 1928 году строительство было завершено. От нового порта идёт улица Авенида Кордоба.
В XX веке Буэнос-Айрес неоднократно становился ареной классовых войн Аргентинской Республики. В 1909 году в ходе всеобщей забастовки рабочих 8 человек погибло и 100 было ранено после разгона демонстрации, которая произошла на площади Конгресса. В историю Аргентины эти события вошли под названием «Кровавая неделя». После подавления забастовки, в течение января 1919 года по всей Аргентине произошли народные волнения, которые привели к восстанию, известному как «Трагическая неделя». В ходе событий 700 человек были убиты и около 4000 получили ранения в Буэнос-Айресе, Росарио, Санта-Фе и др. городах.

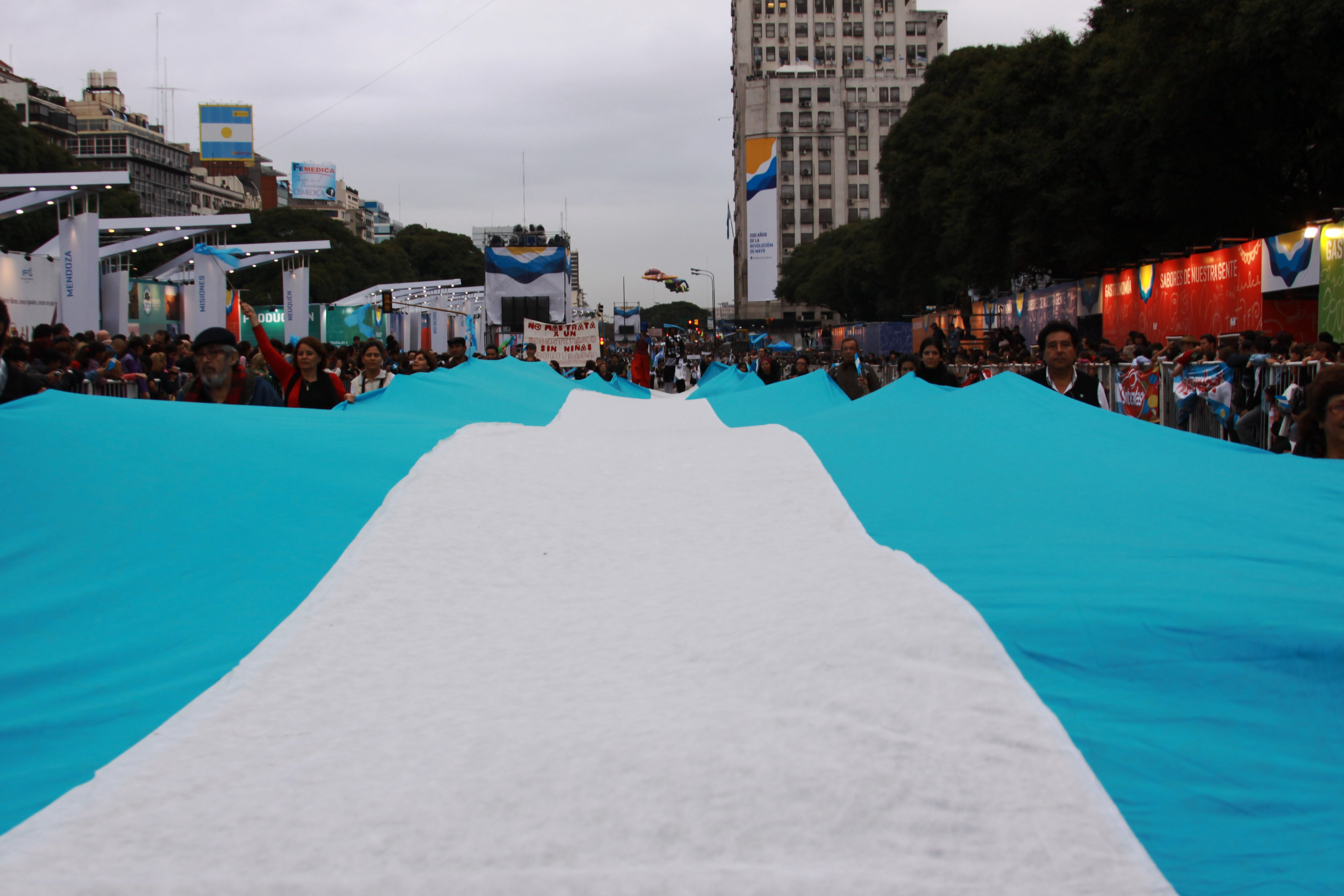
Во время празднования 200-летия независимости Аргентины в 2010 году около миллиона туристов посетили город

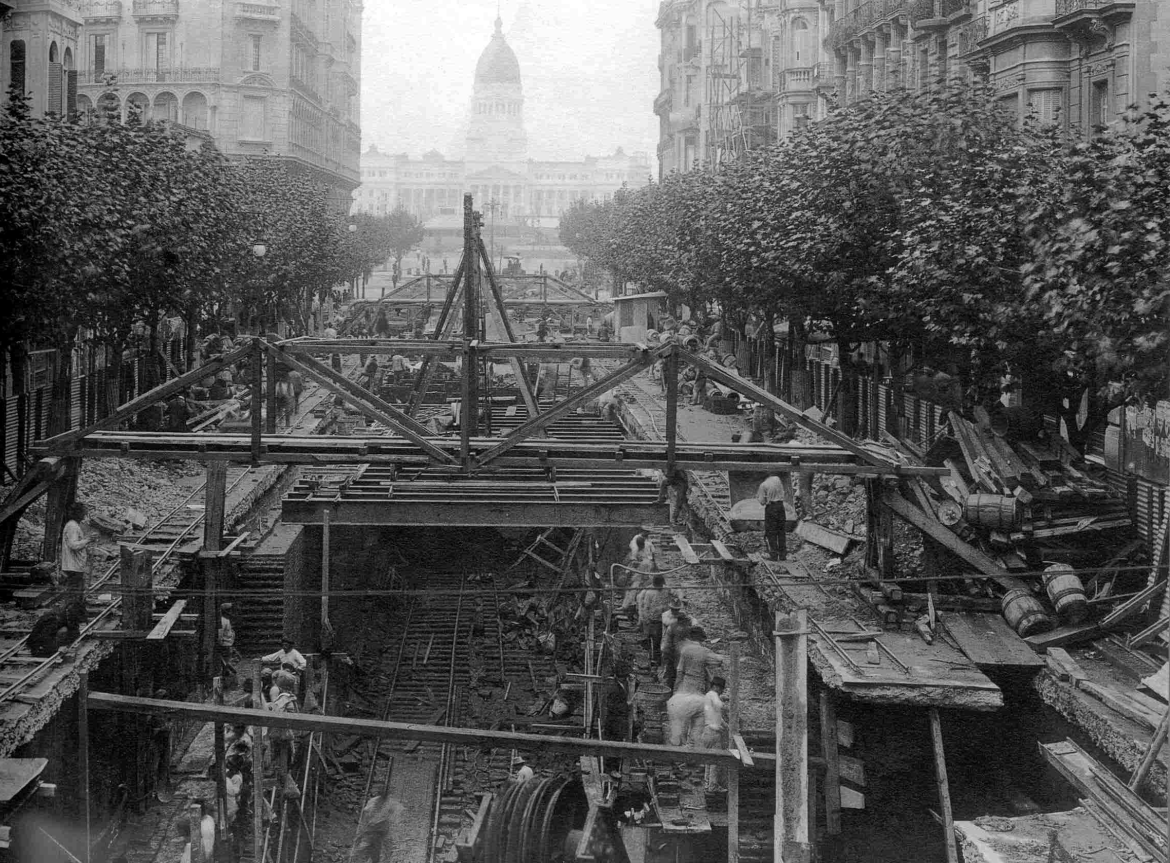
Строительство одной из станций метро (Саэнс Пенья) в 1912 году

В конце XIX и в начале XX века большое развитие получила трамвайная сеть города. Первая трамвайная линия была открыта 14 июля 1863 года. В 1920 году протяжённость трамвайных маршрутов составила 875 км. В городе насчитывалось 3000 трамваев и 12000 сотрудников трамвайного депо. Трамвай был основным общественным транспортом города до 19 февраля 1963 года, после этой даты трамвайные линии начали понемногу убирать с улиц города, заменяя их станциями метро, за исключением линий исторического трамвая Буэнос-Айреса, который работает в праздничные и выходные дни.
В 1930 году к власти в столице пришли военные, которые поддерживали проникновение в столицу иностранного капитала и образование новой буржуазии. В 1936 году в Буэнос-Айресе построен Обелиск, а в следующем году открыт проспект 9 июля, который со временем был значительно удлинён. В 1941 году, после 4-летних строительных работ, было открыто шоссе Авенида Генераль Пас. С этого времени оно образует границу с провинцией Буэнос-Айрес.
В 1950-х годах в городе произошло несколько забастовок. Окончание Второй мировой войны ознаменовалось избранием на должность президента Х. Д. Перона, который в ходе последующих политических волнений в Буэнос-Айресе был смещён с занимаемого поста. В это время к городу были присоединены пригороды, что привело к созданию мегаполиса, известного как Большой Буэнос-Айрес. В 1955 году в Буэнос-Айресе с огромным успехом прошла промышленная выставка СССР, которую посетили более миллиона аргентинцев.
24 марта 1976 года армия под руководством Хорхе Видела совершила переворот и свергла президента Исабель Перон. С помощью военных Видела получил широкие полномочия, что привело к нарушениям прав человека в Аргентине. Проводились массовые аресты, задержанные подвергались пыткам, их часто убивали. За время последней диктатуры физически было уничтожено 10 тысяч человек, 30 тысяч исчезли бесследно, и ещё 60 тысяч по политическим мотивам были подвергнуты длительным срокам заключения, пыткам и насилию. Основными жертвами «Грязной войны» были левые активисты, включая деятелей профсоюзного движения, студентов, журналистов, марксистов и перонистов.
К 1976 году, когда у власти находились военные, под руководством тогдашнего мэра города был разработан план городских автострад, приведший к развитию сети автомобильных дорог. Строительство началось в 1978 году, а 6 декабря 1980 года было открыто шоссе Перито Морено.
Для столицы и страны в целом последовали десятилетия под управлением военных, что привело к экономическому кризису. Лишь с середины 1990-х годов город снова начал интенсивно развиваться.
17 марта 1992 года в 14:45 утра начинённый взрывчаткой автомобиль взорвался недалеко от здания посольства Израиля, подобный же теракт повторился 18 июля 1994 года в 9:53 утра, напротив штаб-квартиры еврейской общины AMIA. В результате второго теракта погибло 85 человек и 300 было ранено.
После конституционной реформы 1994 года город получил свою конституцию и самоуправление. На первых выборах мэра, произошедших в 1996 году, победил Фернандо де ла Руа от партии ГРС. Фернандо де ла Руа оставил свой пост в 1999 году, став президентом Аргентины, его заменил на посту главы города Энрике Оливера. В последующие годы продолжалось развитие культуры и инфраструктуры Буэнос-Айреса. Строились новые станции метро, были отремонтированы и открыты несколько музеев, театров и культурных центров.
В декабре 2001 года вследствие экономического кризиса город стал свидетелем шумных демонстраций и шествий с требованием отставки министра экономики Доминго Кавальо и президента Фернандо де ла Руа. В результате полицейских акций по разгону демонстрантов, несколько человек погибло в непосредственной близости от здания Национального Конгресса. Конфликт закончился отставкой президента, что привело к одному из худших конституционных кризисов в истории Аргентины.
В 2003 году официально разрешены браки для гомосексуальных пар, Буэнос-Айрес стал первым городом в Латинской Америке, где разрешены такие браки.
В 2004 году в городе произошла трагедия, пожар в ночном клубе «Республика Кроманьон». 30 декабря 2004 года от искр пиротехники произошло воспламенение стен и потолка здания, отделанных огнеопасными материалами. В клубе находилось до 3000 посетителей, эвакуация которых происходила только через два из шести выходов, поскольку остальные были заперты, чтобы не допустить безбилетников. В результате пожара погибли 194 человека и как минимум 1432 были ранены, он стал крупнейшей катастрофой в новейшей истории страны.

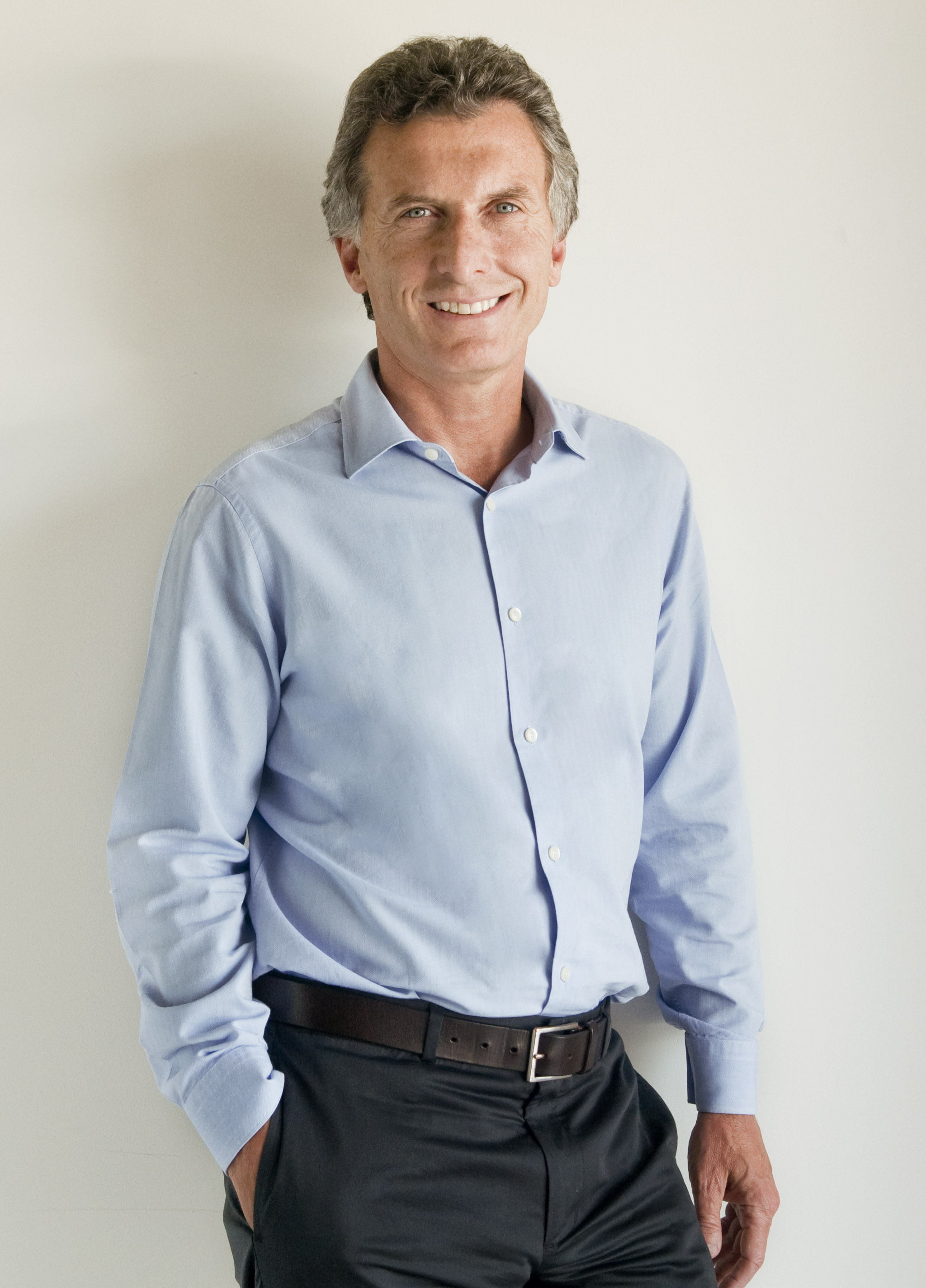
Мэр города (2007—2015) Маурисио Макри

10 декабря 2007 пост мэра Буэнос-Айреса занял Маурисио Макри после победы с результатом 60,96 % голосов над Даниэлем Филмусом во втором туре выборов, состоявшихся в июне того же года. В первом туре Макри получил 45,62 %, более чем на 20 % больше своих основных конкурентов. Заместителем мэра города избрана Габриэла Микетти, которая занимала этот пост до 9 апреля 2009 года. В 2011 году, набрав 64,25 % во втором туре выборов, Макри был переизбран на второй срок.
В 2010 году в городе прошли основные мероприятия, посвящённые 200-летию независимости Аргентины, во время которых был открыт после реставрации театр Колон.

## Перенос столицы
В 1868 году президент Бартоломе Митре наложил вето на закон № 3252, принятый с целью перенести столицу Аргентины в город Росарио.
Президент Доминго Сармьенто наложил вето на два подобных законопроекта, авторы которых стремились переместить столицу страны в том же направлении: закон № 294 в 1869 году и 620 в 1873, а также наложил вето в 1870 году на закон 462, который пытался перенести столицу в город Вилья-Мария.
3 мая 1972 года под руководством президента Алехандро Агустина Лануссе был издан декрет-закон 19 610, в котором говорилось о необходимости перенести столицу страны за пределы Буэнос-Айреса.
27 мая 1987 года, во время президентства Рауля Альфонсина, Национальный конгресс принял закон 23512 о переносе федеральной столицы; в качестве будущей столицы рассматривались города Вьедма, Кармен-де-Патагонес и Гуардия-Митре в провинции Рио-Негро. Этот проект, который называется Проект Патагония, направлен не только на децентрализацию города Буэнос-Айрес, но и на развитие южного региона Патагония. В соответствии с проектом, 21 июля 1987 года по указу № 1156 создан орган для строительства новой столицы — государственная компания ENTECAP. В 1989 году новый президент Карлос Саул Менем, вступив в должность, принял решение о роспуске компании ENTECAP.
Во время предлагаемого переноса столицы в газетах страны шла дискуссия о возможности возвращения города Буэнос-Айрес под юрисдикцию провинции Буэнос-Айрес. Дискуссия завершилась принятием Закона № 23512, который устанавливал новый провинциальный статус города после переноса федеральной столицы на новое место, и что должен быть созван Конституционный Конвент по переносу всех государственных учреждений. Этот закон остаётся в силе, так как он не был отменён Конгрессом.

## География
Буэнос-Айрес — город южного полушария, расположенный на 34° 36' южной широты и 58° 26' западной долготы, в южной части материка Южная Америка, на расстоянии 275 км от Атлантического океана в бухте залива Ла-Плата, на левом берегу реки Риачуэло. В 220 км от города на другом берегу залива Ла-Плата расположена столица Уругвая — Монтевидео.
Залив Рио-де-ла-Плата и Риачуэло являются естественными границами города на востоке и юге. Остальной периметр занимает расположенная полукругом автострада Авенида Генераль Пас, которая окружает город с севера на запад, кроме небольшого участка — не более 2 км — между автострадой и заливом Рио-де-ла-Плата, где проходит граница с провинцией Буэнос-Айрес. Это вызвано тем, что автострада не заканчивается на берегу залива, а соединяется с улицей города Авенида Интенденте Кантило. Автострада обеспечивает быструю связь с остальной частью Буэнос-Айреса. Залив Рио-де-Ла-Плата находится рядом с городом, а другие районы, границей которых служит его побережье, являются частью провинции Буэнос-Айрес.

### Административное деление
Официально город поделён на 48 кварталов или территориальных объединений. Названия самых старинных из них происходят от названий католических приходов, установившихся в XIX веке. Начиная с конца XIX века, возникает новое поколение кварталов, или «ба́рриос», наименование которых определяется не приходами, а связано с известными людьми, оставившими свой вклад в развитие города. Один из таких районов, Пуэрто-Мадеро был назван в честь известного архитектора Эдуардо Мадеро. Хотя и говорят о «Ста столичных кварталах», это выражение связано с популярной песней, а не с числом кварталов. Каждый район имеет свою собственную историю и характер, выраженный в цвете, стиле и оригинальных костюмах, являющихся отражением культурного разнообразия города.
Многие из этих территориальных объединений существуют несколько десятилетий, однако появляются и новые. Например, баррио Парке Час, возникший 25 января 2006 года. Среди жителей города существует большое количество неофициальных обозначений для городских зон, таких как Баррио Парке и Абасто, число которых в действительности продолжает расти по чисто коммерческим мотивам. Северные и северо-восточные кварталы превратились в центры роскоши с преобладанием эксклюзивных магазинов и домов высокого класса, как, например, Реколета, Палермо и Бельграно, а также Пуэрто-Мадеро и значительная часть Ретиро, расположенным южнее. В другом баррио — Барракасе, благодаря сети автодорог, растёт зона проживания среднего класса в наиболее зажиточной его части. Кроме этих двух районов на юге столицы, социально-экономические показатели остаются одними из самых низких.

Коммуны Буэнос-Айреса

В Буэнос-Айресе насчитывается 15 коммун, которые пришли на смену Департаменту по вопросам управления и участия.
Каждая коммуна имеет собственный бюджет, и управляется Общественным Советом Буэнос-Айреса. Этот Совет состоит из семи членов, избираемых раз в четыре года.
Районы, входящие в коммуны Буэнос-Айреса:
- C1: Ретиро, Сан-Николас, Пуэрто-Мадеро, Сан-Тельмо, Монсеррат, Конститусьон
- C2: Реколета
- C3: Сан-Кристобаль, Бальванера
- C4: Ла-Бока, Барракас, Парке Патрисиос, и Нуэва Помпея.
- C5: Альмагро и Боэдо.
- C6: Кабальито
- C7: Флорес и Парке Чакабуко
- C8: Вилья-Солдати, Вилья-Риачуэло и Вилья-Лугано.
- C9: Парке Авельянеда, Линьерс и Матадерос.
- C10: Вилья-Реал, Монте-Кастро, Версальес, Флореста, Велес Сарсфилд и Вилья-Луро.
- C11: Вилья-Хенераль Митре, Вилья-Девото, Вилья-дель-Парке и Вилья-Санта-Рита.
- C12: Кольян, Сааведра, Вилья-Уркиса и Вилья-Пуэйрредон.
- C13: Бельграно, Нуньес и Коллехиалес.
- C14: Палермо.
- C15: Чакарита, Вилья-Креспо, Патерналь, Вилья-Ортузар, Агрономия и Парке Час.

### Гидрография
Регион, в котором расположен Буэнос-Айрес, имеет много рек и озёр. Основные реки: Мальдонадо, Вега, Медрано, Силданьес и Уайт. В 1908 году начались работы по изменению русел мелких рек с целью исправить ситуацию с ежегодными наводнениями города. Уже в 1919 году направление течения большинства рек были изменены. На месте реки Мальдонадо в 1954 году была построена улица Хуан Б. Хусто.

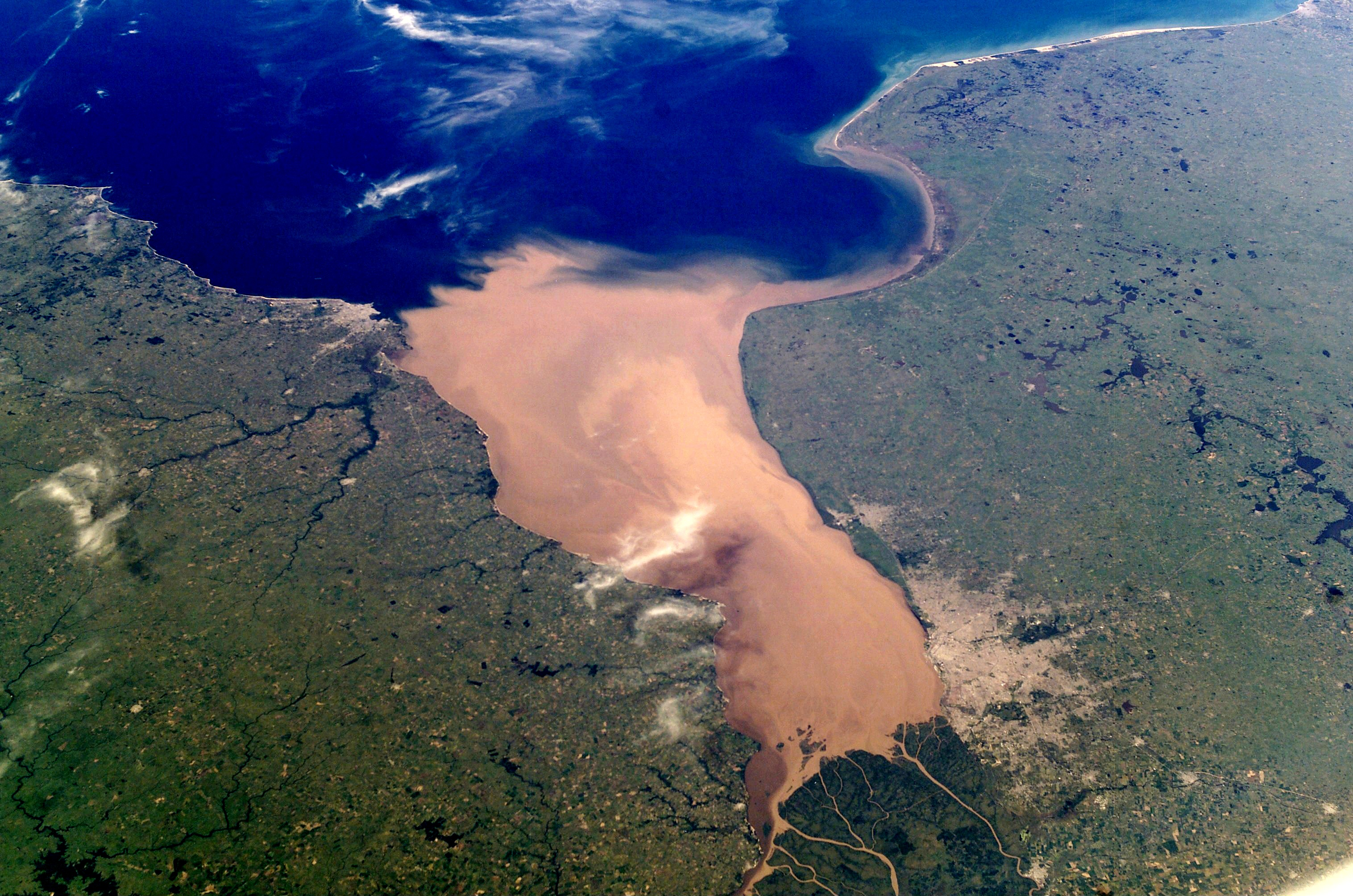
Фотография Рио де ла Плата со спутника

### Рельеф
Буэнос-Айрес почти полностью находится в регионе пампы. Рельеф характеризуется характерным для пампы равнинным ландшафтом, практически без возвышенностей. С Буэнос-Айресом соседствуют экологический заповедник Буэнос-Айрес, футбольный клуб Бока Хуниорс, Аэропорт Хорхе Ньюбери; все они были построены на мелиорированных землях вдоль побережья Ла-Плата — эстуария, образованного при слиянии рек Уругвай и Парана. На побережье залива Ла-Плата находятся периодически затопляемые участки земли, известные как «поймы». Более широкая пойма располагается на берегу реки Риачуэло. Самая высокая точка города находится в районе Монте-Кастро.

### Сейсмичность
Аргентина большей частью располагается на тектонически устойчивой Южно-Американской плите, и сейсмическая активность в её восточной части достаточно низка. Области, в которой расположен город, соответствует «провал Пунта-дель-Эсте», с низкой сейсмичностью, последнее землетрясение силой 5,5 баллов по шкале Рихтера произошло 5 июня 1888 года.

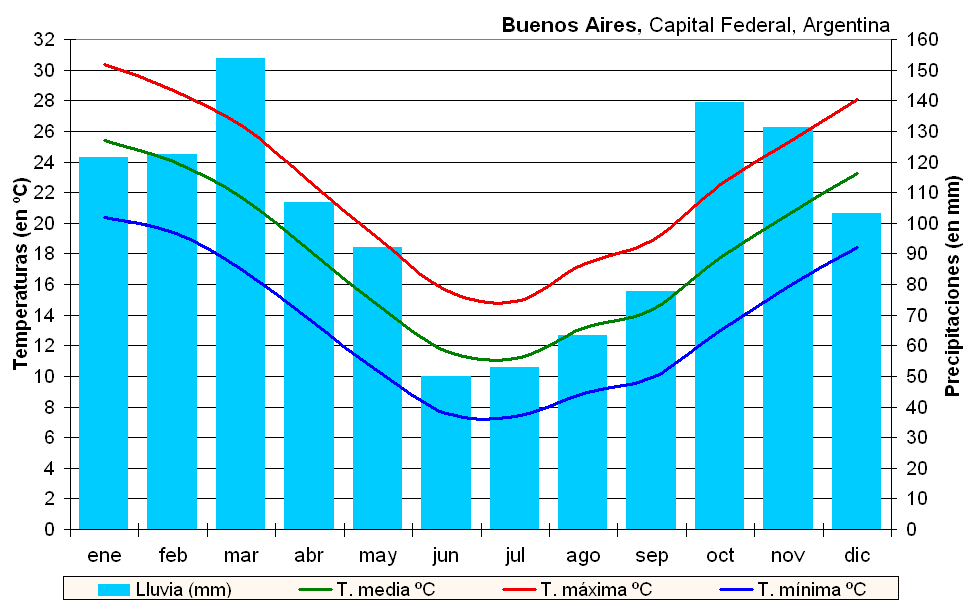
Диаграмма климата в городе

### Климат
Климат города субтропический влажный. Поскольку Буэнос-Айрес расположен в Южном полушарии, лето там длится с декабря по февраль, а зима — с июня по август. Направление ветра меняется в зависимости от времени года, больше осадков выпадает летом. Зима прохладная, с продолжительными дождями, изредка бывают слабые заморозки. Иногда выпадает снег. Лето очень душное и длинное, с жаркой погодой и обильными осадками. Средняя температура воздуха в июле составляет +11 °C, а в январе +25 °C. Количество осадков на территории города составляет 987 мм в год. Столица находится в северо-восточной части Аргентины, на равнинной местности, в субтропическом природном поясе с субтропическим муссонным климатом. Ещё одна особенность города — туманы, которые держатся несколько дней в году.
| Показатель                    | Янв. | Фев. | Март | Апр. | Май  | Июнь | Июль | Авг. | Сен. | Окт. | Нояб. | Дек. | Год  |
| ----------------------------- | ---- | ---- | ---- | ---- | ---- | ---- | ---- | ---- | ---- | ---- | ----- | ---- | ---- |
| Абсолютный максимум, °C       | 43,3 | 38,7 | 37,9 | 33,6 | 31,0 | 28,5 | 30,2 | 33,7 | 34,0 | 34,6 | 36,8  | 40,5 | 43,3 |
| Средний суточный максимум, °C | 29,5 | 28,1 | 26,4 | 22,6 | 19,0 | 15,7 | 15,1 | 17,3 | 18,9 | 22,2 | 25,1  | 28,0 | 22,3 |
| Средняя температура, °C       | 24,8 | 23,6 | 22,0 | 18,2 | 14,8 | 11,9 | 11,1 | 12,8 | 14,6 | 17,8 | 20,4  | 23,2 | 17,9 |
| Средний суточный минимум, °C  | 20,4 | 19,5 | 18,0 | 14,2 | 11,1 | 8,5  | 7,7  | 9,1  | 10,6 | 13,6 | 16,2  | 18,7 | 14,0 |
| Абсолютный минимум, °C        | 5,9  | 4,2  | 2,8  | −2,3 | −2,4 | −5,3 | −5,4 | −4   | −2,4 | −2   | 1,6   | 3,7  | −5,4 |
| Норма осадков, мм             | 144  | 125  | 154  | 123  | 93   | 58   | 62   | 66   | 76   | 129  | 117   | 110  | 1256 |
| Температура воды, °C          | 26   | 25   | 24   | 23   | 21   | 18   | 18   | 17   | 17   | 20   | 23    | 24   | 21   |
| Источник: «Погода и Климат»   |      |      |      |      |      |      |      |      |      |      |       |      |      |

### Ветры

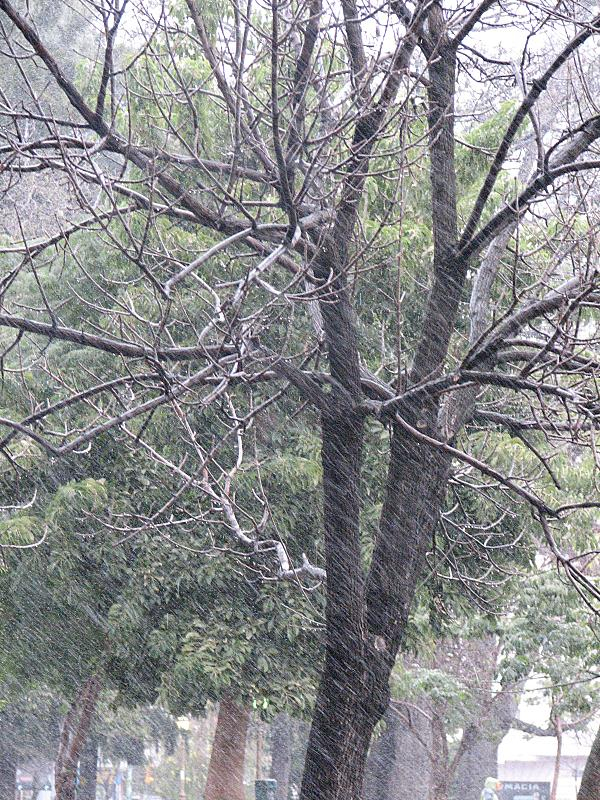
Снегопад 9 июля 2007 года

Буэнос-Айрес находится под влиянием двух типов зональных ветров: памперо и судестада. Памперо дует с юго-запада и как правило начинается с короткого шторма, который быстро сменяется холодным сухим воздухом. Хотя это может произойти в любое время года, памперо чаще происходит летом, он освежает после изнуряющей жары. Судестада наиболее активен в период с апреля по октябрь. Это сильный ветер с юго-востока, прохладный и влажный, который длится несколько дней и часто сопровождается осадками различной интенсивности. Непрерывный ветер разгоняет воды в реке Рио-де-ла-Плата, а иногда вызывает наводнения в тех районах города, которые расположены вблизи реки (в том числе, в районе Ла-Бока).

### Снег
Снегопады в городе очень редки. Наиболее сильные снегопады были в 1912, 1918, 1928 и 1967 годах. Последний значительный снегопад, который начался мокрым снегом, охватил большую часть города и был ещё сильнее в пригородных районах, произошёл 9 июля 2007 года. Снегопад был вызван полярным ветром из Антарктиды, который захватил территорию Аргентины и Чили.

### Экология

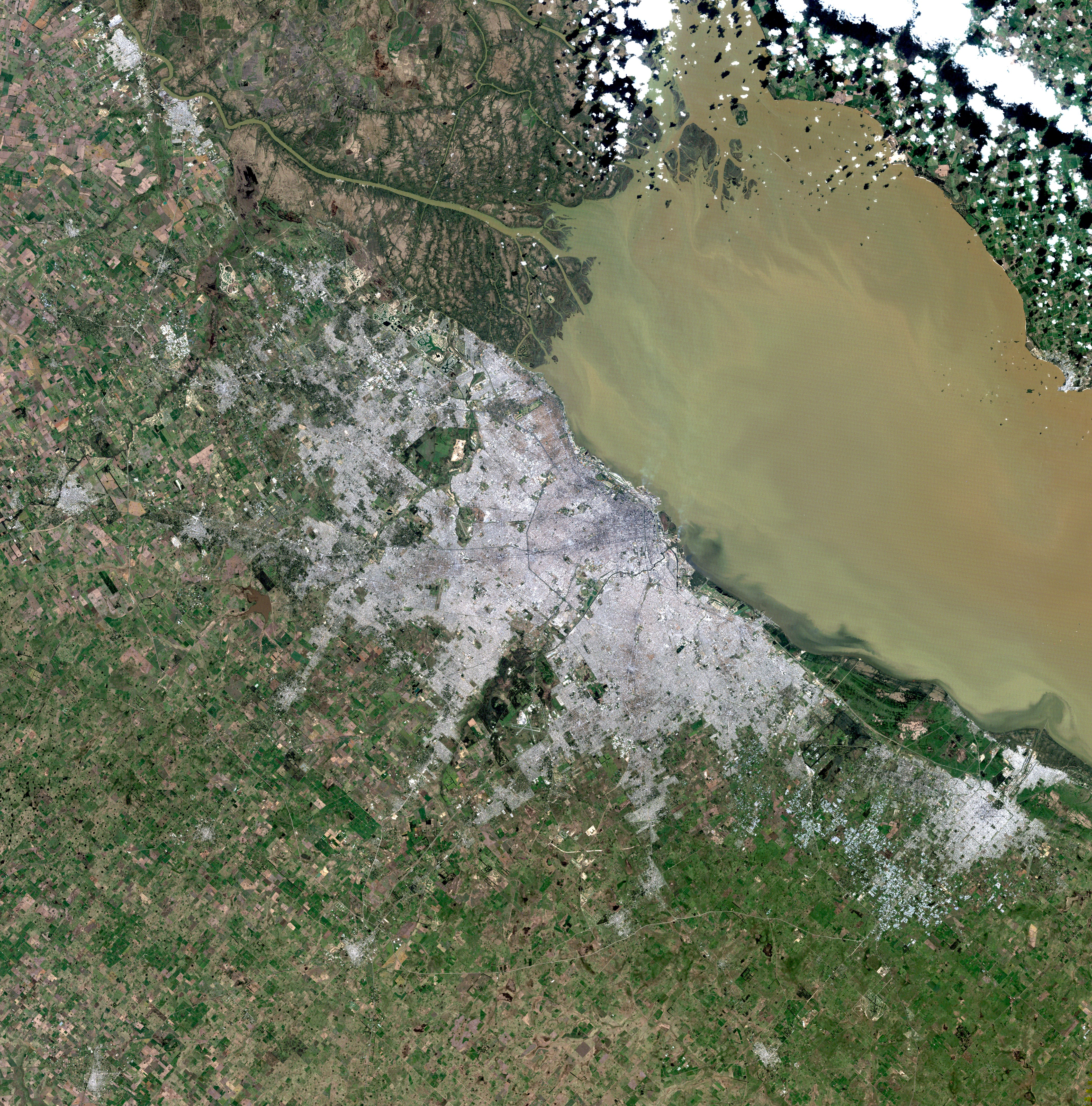
Космическое изображение города и его окрестностей (спутник LandSat-5, 21 августа 2011 г.)

Мегаполис Буэнос-Айрес столкнулся с многочисленными экологическими проблемами. Хотя из-за сравнительно ветреной погоды смог недолго держится в городе, в различных районах города наблюдается значительное загрязнение воздуха в результате промышленных и транспортных выбросов. Это приводит к увеличению числа больных раком лёгких. Ситуация с загрязнением воздуха в городе усугубляется высокой интенсивностью уличного движения.
В очень узких улочках города, застроенных высотными зданиями, существует проблема нехватки притока свежего воздуха (например, с моря). Проблема состоит ещё и в том, что в городе и пригородах сравнительно мало парков, водоёмов или открытых пространств.
Ещё одной проблемой является загрязнение сточными водами залива Рио-де-ла-Плата и его притоков. Другие реки, протекающие через город — Риачуэло и Реконкиста сильно загрязнены, в них погибла вся рыба. Восстановить экологию реки Риачуэло было запланировано в 90-х годах минувшего столетия, однако проект не был осуществлён. В заливе Рио-де-ла-Плата было разрешено плавать до 1980 года, в начале XXI века в Буэнос-Айресе это запрещено в связи с загрязнением воды и несколькими утонувшими в реке. Хотя на противоположной стороне залива, в Уругвае, такого запрета пока нет.
Трущобы города способствуют загрязнению воды и проблемам с вывозом мусора за черту города. Эта проблема не столько в количестве мусора, который в основном состоит из алюминиевых банок, пластиковой тары, полиэтилена. Ранее уборка отходов была децентрализована, часто мусор использовали в качестве бесплатного топлива для отопления домов, но в связи с появлением неконтролируемых свалок, его стали вывозить за город, где мусор скапливается в больших количествах из-за проблемы переработки. Существует тенденция к ухудшению экологической обстановки в городе из-за недостаточного финансирования. Также существует проблема загрязнения грунтовых вод территорией занятой мусором.
Город столкнулся с массой проблем в экологической сфере в прибрежных и морских зонах. Прежде всего, это неконтролируемые объёмы вылова, угрожающие исчезновением многих видов рыб и морских животных. Также в результате развития порта были серьёзно загрязнены прибрежные зоны, где бесконтрольно устраиваются свалки, склады оборудования и хранится топливо для морских судов. Но главный ущерб приносит постоянный выброс канализационных отходов и мусора в море, что приводит к вымиранию флоры и фауны.

## Официальные символы

### Герб

Новый герб города Буэнос-Айрес

Герб Буэнос-Айреса является официальным символом города и используется руководством города.
В верхней части герба изображён орёл, являющийся символом династии Габсбургов, это указывает на факт основания города испанцами. Дизайн верхней части герба, на котором изображены солнечные лучи и голубое небо, отражает дизайн аргентинского флага и подразумевает принадлежность города Аргентине. Большое значение для города имеют мореплавание и рыболовство, поэтому на гербе изображены море, два галеона и рыба на переднем плане.
20 октября 1580 года правительство города Ла-Тринидад и порта Буэн Айр, возглавляемое Хуаном де Гараем, разработало первый проект герба города. На нём был изображён орёл, который смотрел влево (справа от наблюдателя), что в геральдике означает нелегитимность власти. Была и другая ошибка: на гербе присутствовала королевская корона, которая зарезервирована для высшей знати. Эксперты по геральдике утвердили проект герба только 20 сентября 1596 года, после исправления недочётов. Герб был утверждён 7 июля 1856 года городским советом Буэнос-Айреса и получил статус официального символа города указом от 3 декабря 1923 года.
В ноябре 2012 года Законодательное собрание Буэнос-Айреса приняло закон, согласно которому был изменён герб города. Новый символ города является стилизованной версией старого герба, в которую внесены изменения. Это овал с изображением эстуария Рио-де-ла-Плата, в центре которого расположены два галеона, которые символизируют два основания города, и белый голубь с распростёртыми крыльями.

### Флаг
Флаг Буэнос-Айреса, столицы Аргентины официально утверждён 24 октября 1995 года и изображает орла, символа герба династии Габсбургов, к которым принадлежал император Карл V. Буэнос-Айрес был основан в 1536 году во время его правления в качестве короля Испании, и второе основание города произошло в 1580 году во время правления его сына Филиппа II.
Как символ испанского колониализма этот флаг вызвал споры среди сторонников демократии и республиканизма. Член городского совета Адриан Камп от левой партии Proyecto Sur, возглавляемой представителем аргентинского Национального Конгресса Фернандо Соланасом, предложил отменить в 1995 году текущий флаг города Буэнос-Айрес и выбрать новый флаг, который лучше отражает космополитический, демократический и толерантный дух города.

## Демография

### Население

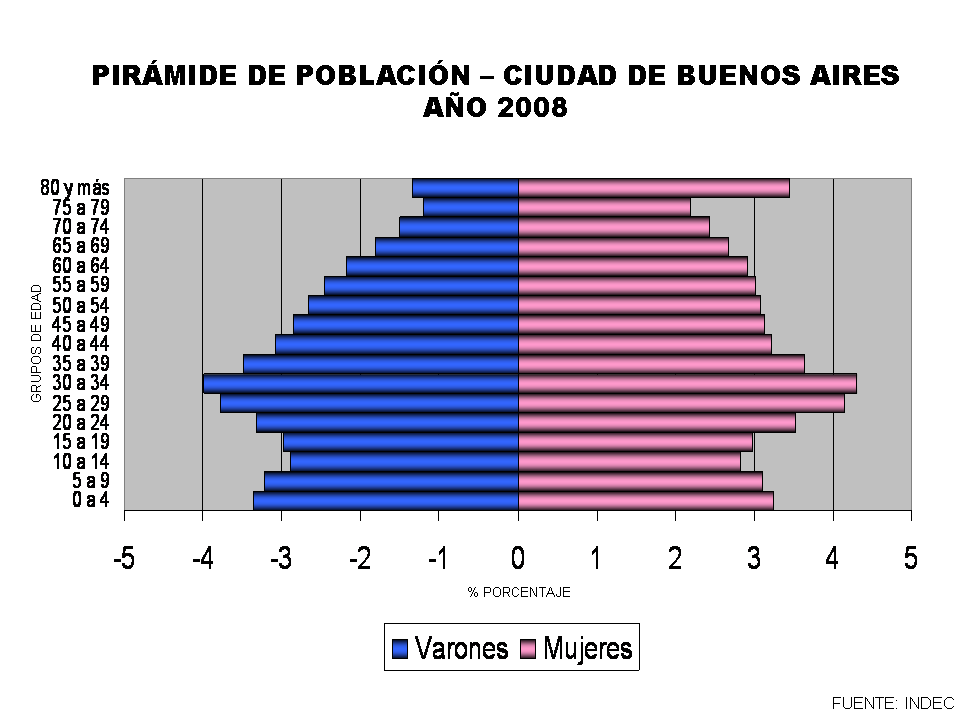
Возрастно-половая пирамида Буэнос-Айреса (2008). Источник: INDEC.

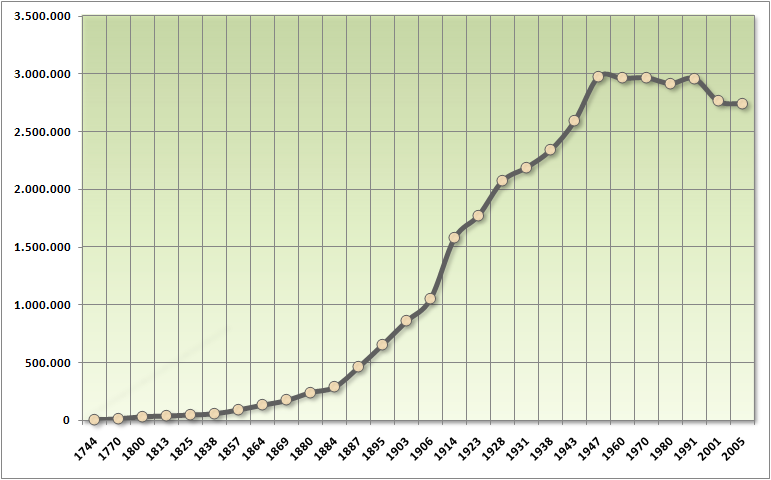
Демография Буэнос-Айреса

На протяжении более 60 лет население города Буэнос-Айреса составляло около 2,9 млн человек с небольшими изменениями численности в период между переписями. В 2010 году город находится на 3-м месте по количеству населения среди субъектов федерации Аргентины, после провинций Кордова и Санта-Фе.
Согласно последней национальной переписи, состоявшейся в октябре 2010 года, население Буэнос-Айреса составило 2 891 151 человек, из которых 53,8 % женщин и 46,2 % — мужчин. В настоящее время город имеет плотность населения от 10 336 человек на км² в коммуне № 9 на севере столицы, до 30 190 человек на км² в коммуне № 3 (районы Сан Кристобаль и Бальбанера). Средняя плотность населения на июль 2017 года составила 15 017 тысяч человек на км².
Особенность демографической ситуации Буэнос-Айреса заключается в наличии фактора маятниковой трудовой миграции. В среднем более 1,2 млн человек приезжают в Буэнос-Айрес на работу из соседних городов в течение каждой недели. Это количество соответствует 47,7 % от общего числа рабочих мест, зарегистрированных в федеральной столице.
В начале XXI века рост населения замедлился в связи со старением коренного населения Буэнос-Айреса, эмиграцией за границу и демографической ямой, в значительной степени вызванной экономическим кризисом. 40 % жителей города родились в различных провинциях Аргентины или в пригородах Большого Буэнос-Айреса. Также, по данным Департамента статистики и переписи населения, 316 739 жителей города мигрировали из других стран. В 2008 году суммарный коэффициент рождаемости составил 1,94 ребёнка на одну женщину (ниже необходимого для поддержания численности уровня 2,1).

### Национальный состав
Коренные жители Буэнос-Айреса имеют полушутливое прозвище — портеньо (букв. «жители порта»). Население столицы и пригородов быстро увеличивается, в том числе и за счёт иммиграции гастарбайтеров из Боливии, Парагвая, Перу и др. соседних стран. Город является очень многонациональным, но основное разделение общин происходит по классовым, а не по расовым линиям, как в США.
| Статистика жителей по национальности(%) | Статистика жителей по национальности(%) | Статистика жителей по национальности(%) | Статистика жителей по национальности(%) | Статистика жителей по национальности(%) | Статистика жителей по национальности(%) | Статистика жителей по национальности(%) | Статистика жителей по национальности(%) |
| Национальность                          | 1869                                    | 1887                                    | 1895                                    | 1904                                    | 1909                                    | 1914                                    | 1936                                    |
| --------------------------------------- | --------------------------------------- | --------------------------------------- | --------------------------------------- | --------------------------------------- | --------------------------------------- | --------------------------------------- | --------------------------------------- |
| Итальянцы                               | 47,9                                    | 60,4                                    | 52,5                                    | 53,4                                    | 49,3                                    | 39,1                                    | 34,3                                    |
| Испанцы                                 | 15,8                                    | 17,3                                    | 23,2                                    | 24,5                                    | 31,0                                    | 38,4                                    | 37,2                                    |
| Французы                                | 15,3                                    | 8,7                                     | 9,6                                     | 6,4                                     | 4,5                                     | 3,4                                     | 1,7                                     |
| Англичане                               | 3,4                                     | 1,8                                     | 1,9                                     | 1,2                                     | 1,2                                     | 1,1                                     | 0,5                                     |
| Немцы                                   | 2,2                                     | 1,7                                     | 1,5                                     | 1,2                                     | 1,3                                     | 1,3                                     | 2,0                                     |

Основную часть населения составляют испанцы, итальянцы и французы, потомки как поселенцев испанского колониального периода 1550—1815 годов, так и более многочисленной волны европейских иммигрантов в Аргентину в 1880—1940 годах. Около 30 % — метисы и представители иных народностей, среди которых выделяются общины арабов, евреев, немцев, славян, англичан, армян, японцев, китайцев и корейцев. Также велико количество переселенцев из соседних стран, в первую очередь из Боливии и Парагвая, в последнее время из Кореи, Китая и Африки. В колониальный период в городе были заметны группы индейцев, метисов и негров-рабов, постепенно растворившиеся в европейском населении, хотя их культурные и генетические влияния ощутимы и сегодня. Так, гены современных жителей столицы довольно смешаны по сравнению с белыми европейцами: в среднем гены жители столицы на 71,2 % европейские, на 23,5 % индейские и на 5,3 % африканские. При этом, в зависимости от квартала, африканские примеси варьируют от 3,5 % до 7,0 %, а индейские от 14,0 % до 33 %.

### Языки Буэнос-Айреса
Государственный язык в столице — испанский. Другие языки — итальянский, португальский, английский, немецкий и французский — ныне практически вышли из употребления в качестве родных из-за массовой ассимиляции иммигрантов второй половины XIX — начала XX веков, но преподаются как иностранные. В период массового наплыва итальянцев (особенно неаполитанцев), в городе получил распространение смешанный итало-испанский социолект лунфардо, постепенно исчезнувший, но оставивший следы в местном языковом варианте испанского языка (См. Испанский язык в Аргентине).
| Иммиграция в Аргентину (1857—1940). | Иммиграция в Аргентину (1857—1940). | Иммиграция в Аргентину (1857—1940). |
| Страна                              | Иммигранты (в тысячах)              | Процент                             |
| ----------------------------------- | ----------------------------------- | ----------------------------------- |
| Италия                              | 2 970                               | 44,9 %                              |
| Испания                             | 2 080                               | 31,5 %                              |
| Франция                             | 239                                 | 3,6 %                               |
| Польша                              | 180                                 | 2,7 %                               |
| Россия                              | 177                                 | 2,7 %                               |
| Турция                              | 174                                 | 2,6 %                               |
| Германия                            | 152                                 | 2,3 %                               |
| Австрия                             | 111                                 | 1,7 %                               |
| Великобритания                      | 75                                  | 1,1 %                               |
| Португалия                          | 65                                  | 1,0 %                               |
| Югославия                           | 48                                  | 0,7 %                               |
| Швейцария                           | 44                                  | 0,7 %                               |
| Бельгия                             | 26                                  | 0,4 %                               |
| Дания                               | 18                                  | 0,3 %                               |
| США                                 | 12                                  | 0,2 %                               |
| Нидерланды                          | 10                                  | 0,2 %                               |
| Швеция                              | 7                                   | 0,1 %                               |
| Другие                              | 223                                 | 3,4 %                               |
| Всего                               | 6 611                               |                                     |

## Религия
Среди верующего населения города большинство является приверженцами католицизма, незначительная часть жителей столицы исповедуют ислам, православие и иудаизм, но в целом уровень религиозности крайне низок, так как преобладает светско-либеральный уклад жизни. Город разделён на 48 административных районов, деление изначально базировалось по привязке к католическим приходам, и оставалось таковым вплоть до 1940 года. В городе располагаются Епархия Покрова Пресвятой Богородицы, Кафедральный собор Буэнос-Айреса, Епархия святого Шарбеля, синагога Храм свободы, Аргентинская и Южноамериканская епархия Русской Православной Церкви Московского Патриархата с Кафедральным собором в честь Благовещения Пресвятой Богородицы на ул. Бульнес, Свято-Троицкая церковь, которая с 2007 года находится под управлением раскольничьего митрополита Агафангела (Пашковского).
Архиепархия Буэнос-Айреса создана 6 апреля 1620 года. В митрополию Буэнос-Айреса входят епархии Авельянеда-Лануса, Грегорио-де-Лаферрере, Ломас-де-Саморы, Мерло-Морено, Морона, Сан-Исидро, Сан-Мартина, Сан-Мигеля и Сан-Хусто. Архиепархия включает в себя остров Мартин Гарсия и город Буэнос-Айрес. Кафедральным собором архиепархии Буэнос-Айреса является Кафедральный собор Пресвятой Троицы. С 28 марта 2013 года архиепископ Буэнос-Айреса — епископ Марио Аурелио Поли.

Храмы Буэнос-Айреса
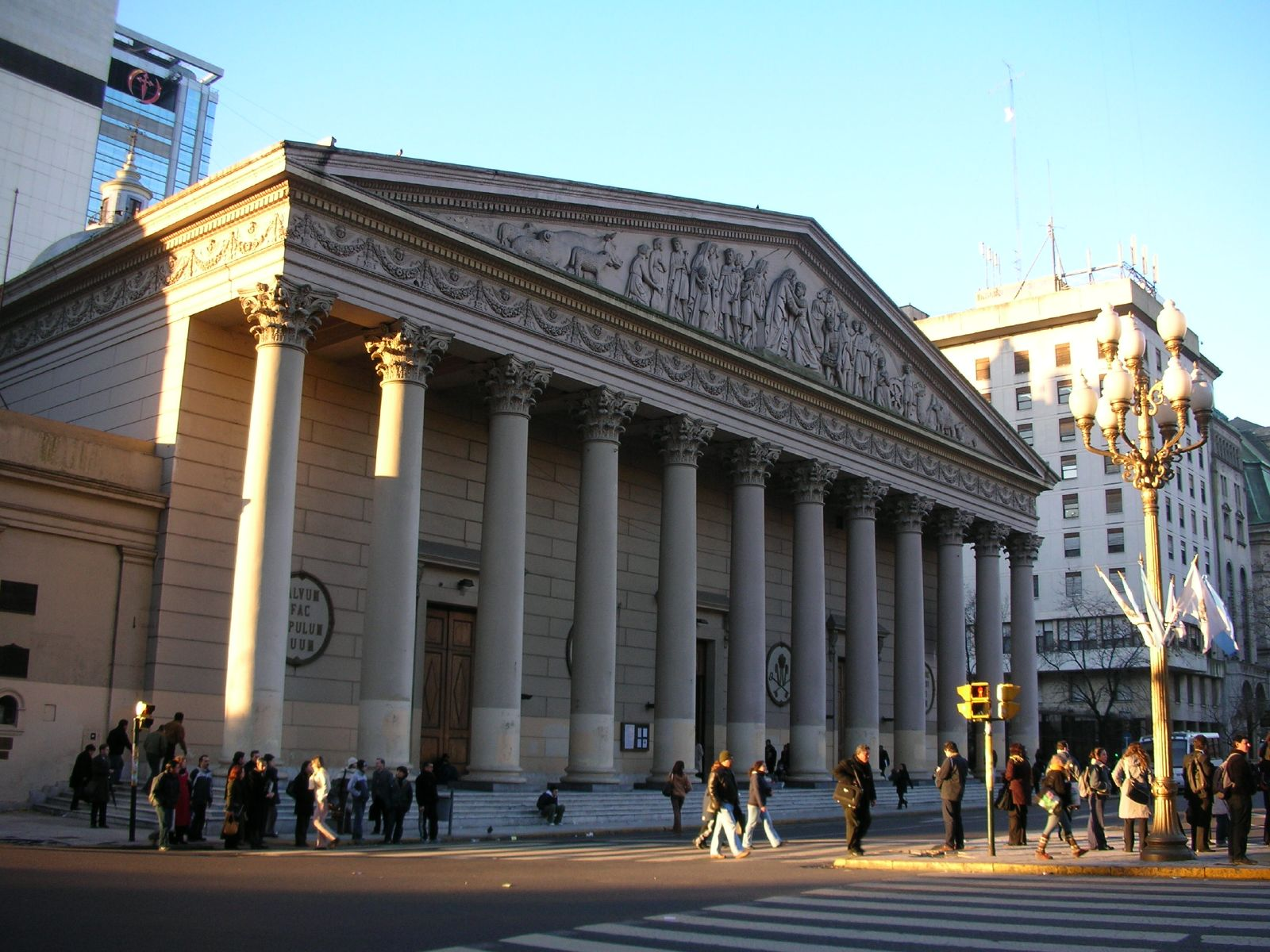
Кафедральный собор Буэнос-Айреса
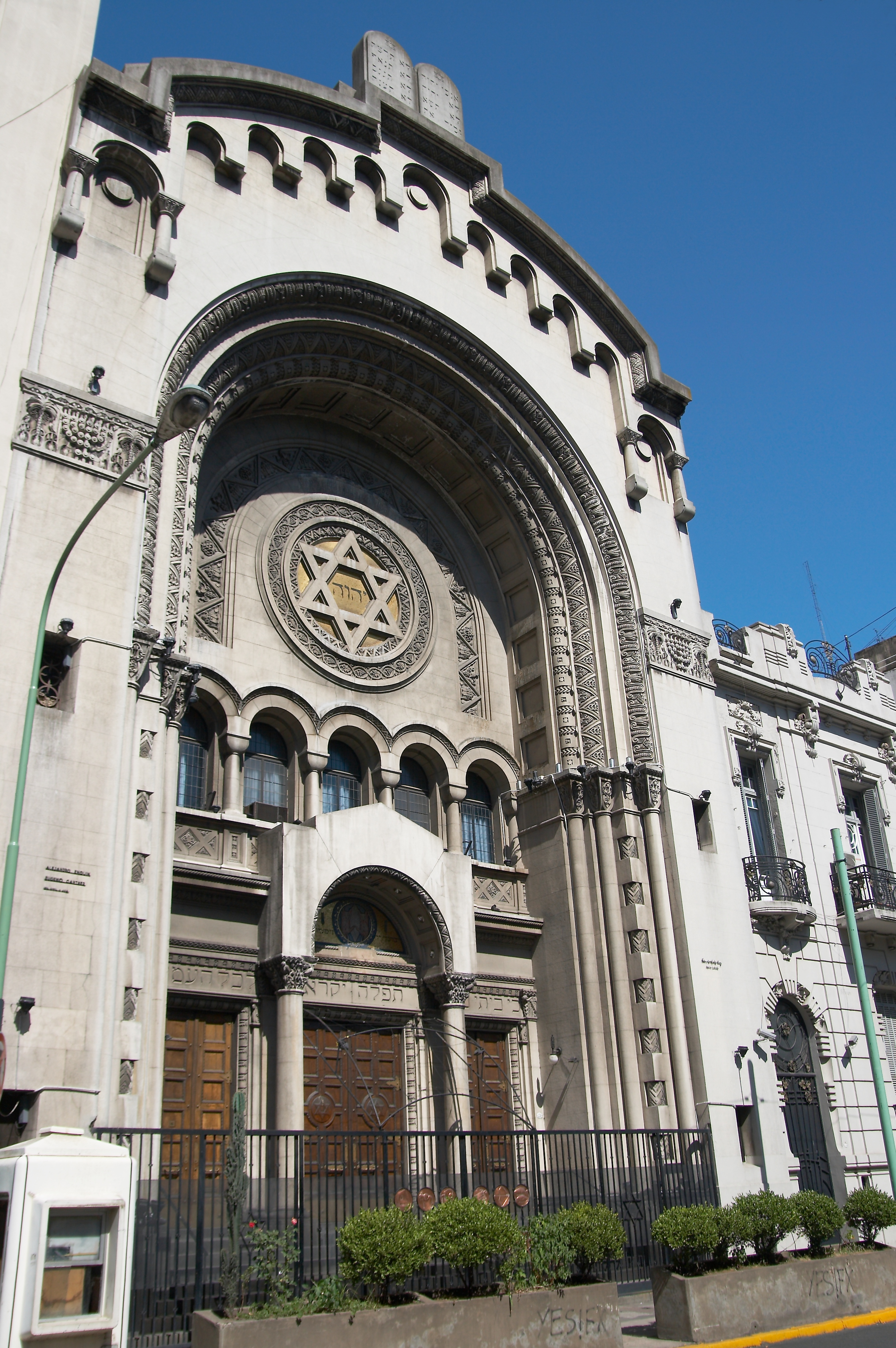
Синагога Храм Свободы
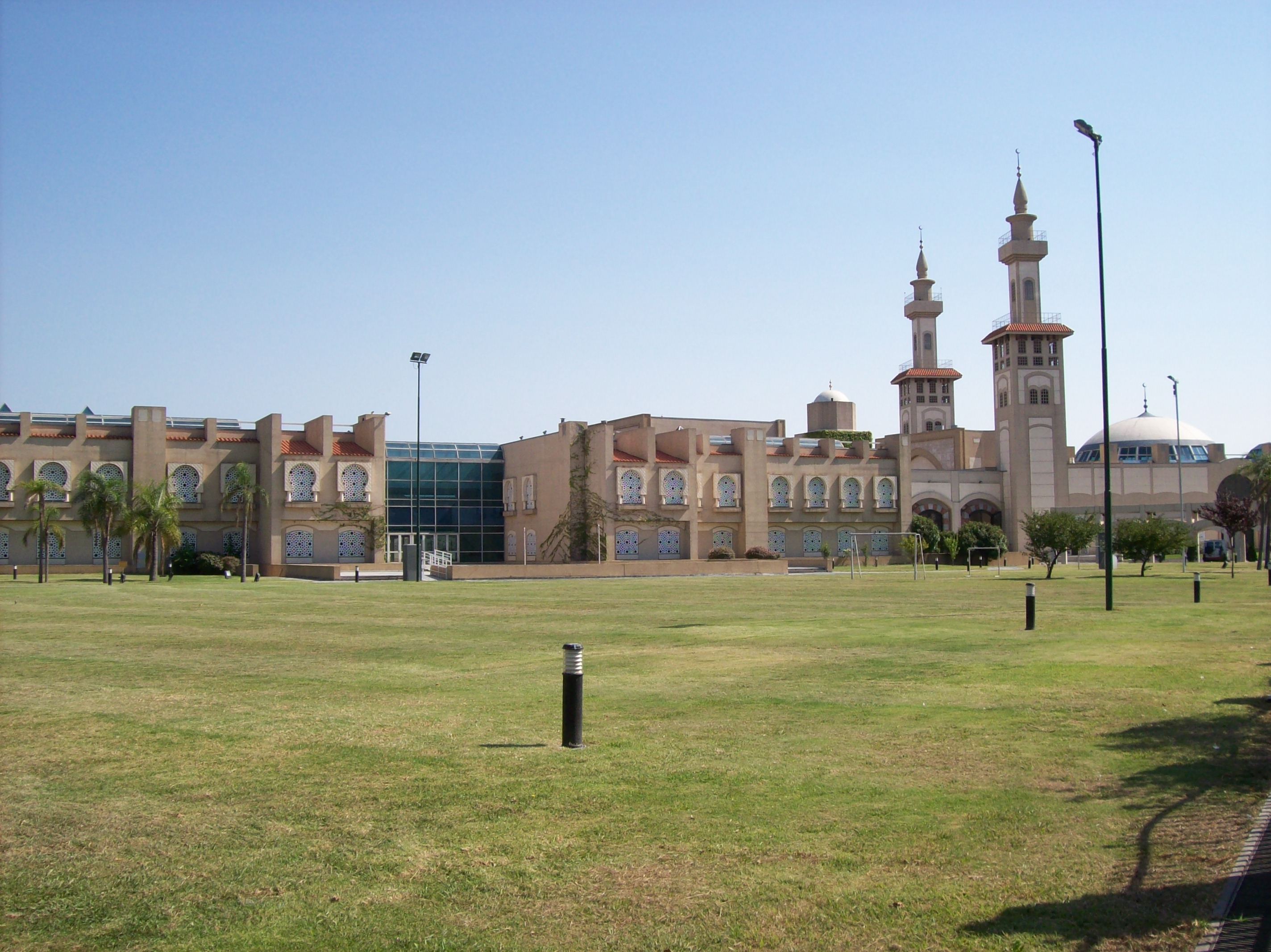
Исламский культурный центр имени короля Фахда
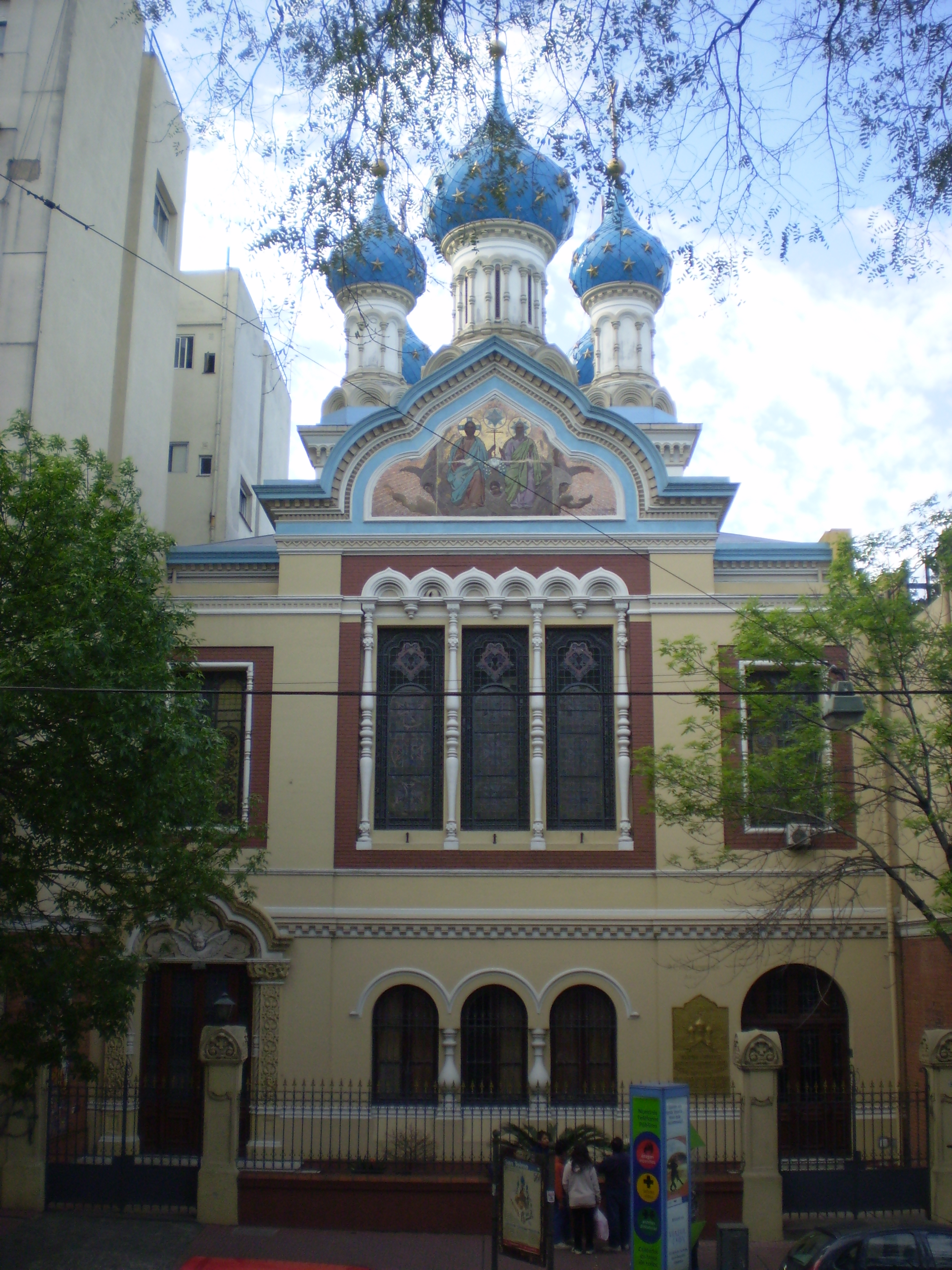
Свято-Троицкая церковь

Аргентинская и Южноамериканская епархия — каноническое и структурно-территориальное подразделение Русской православной церкви, объединяющее приходы в государствах Центральной и Южной Америки.
- Кафедральный город — Буэнос-Айрес (Аргентина).
- Кафедральный собор — Благовещенский (Буэнос-Айрес).
- Управляющий епархией — Юстиниан (Овчинников) (с 26 июля 2012) (временно управляющий)

Епархия образована в 1946 году решением Священного Синода Русской православной церкви. В настоящее время епархия объединяет приходы в государствах Центральной (за исключением Мексики) и Южной Америки. В епархии действует Бразильский Благочиннический округ. По статистике в епархии 18 приходов; 13 священнослужителей (12 священников и 1 диакон).
Еврейская диаспора Аргентины является третьей по величине еврейской общиной в Америке (после США и Канады), а также самой большой в Латинской Америке. Она составляет около 0,5 % от общей численности населения Аргентины, на 2010 год насчитывалось около 182 300 аргентинцев еврейского происхождения. Из них в Буэнос-Айресе в 2010 году проживало около 165 000 человек В Буэнос-Айресе есть районы, в которых проживает большое количество еврейского населения, такие как Бальванера, Вилья-Креспо, Бельграно. В городе есть несколько синагог и еврейских клубов. Наиболее известен еврейский центр AMIA в Буэнос-Айресе. 18 июля 1994 года он был разрушен в результате террористического акта и погибло 85 человек. С его восстановлением, он вновь стал одним из центров еврейской общины города
В Буэнос-Айресе расположены три центра исламской культуры: Исламский культурный центр имени короля Фахда, Исламский центр в республике Аргентина и Исламская организация Аргентины. Исламский культурный центр имени короля Фахда был открыт 25 сентября 2000 года в районе Палермо, он является вторым по величине исламским религиозным сооружением в Латинской Америке, уступая мечети в Каракасе (Венесуэла). Исламский центр в республике Аргентина (Centro Islámico de la República Argentina), расположен в районе Флореста. Исламская организация Аргентины (Organización Islámica Argentina) находится в районе Парк Патрициев.

## Органы власти

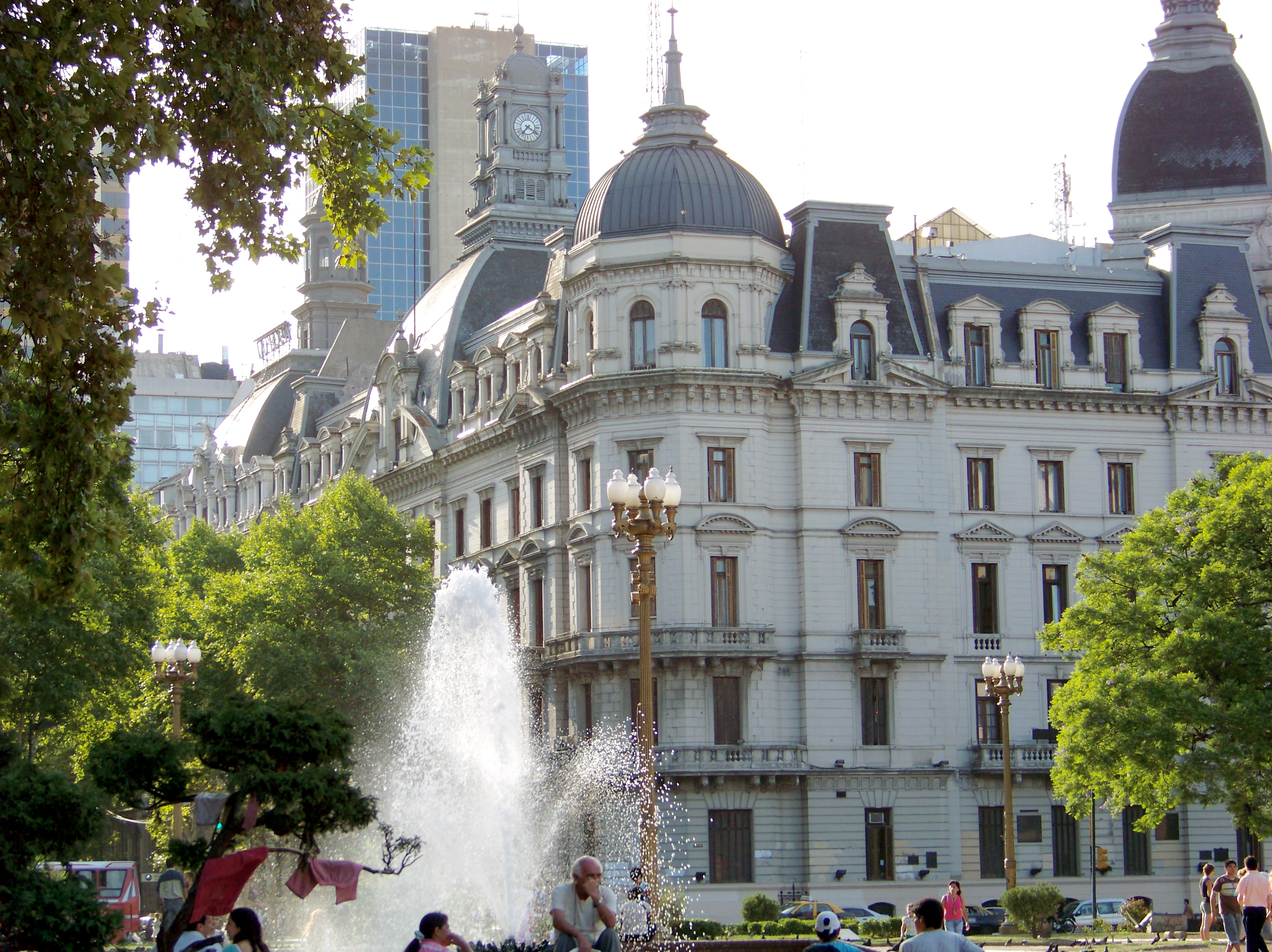
Резиденция главы города

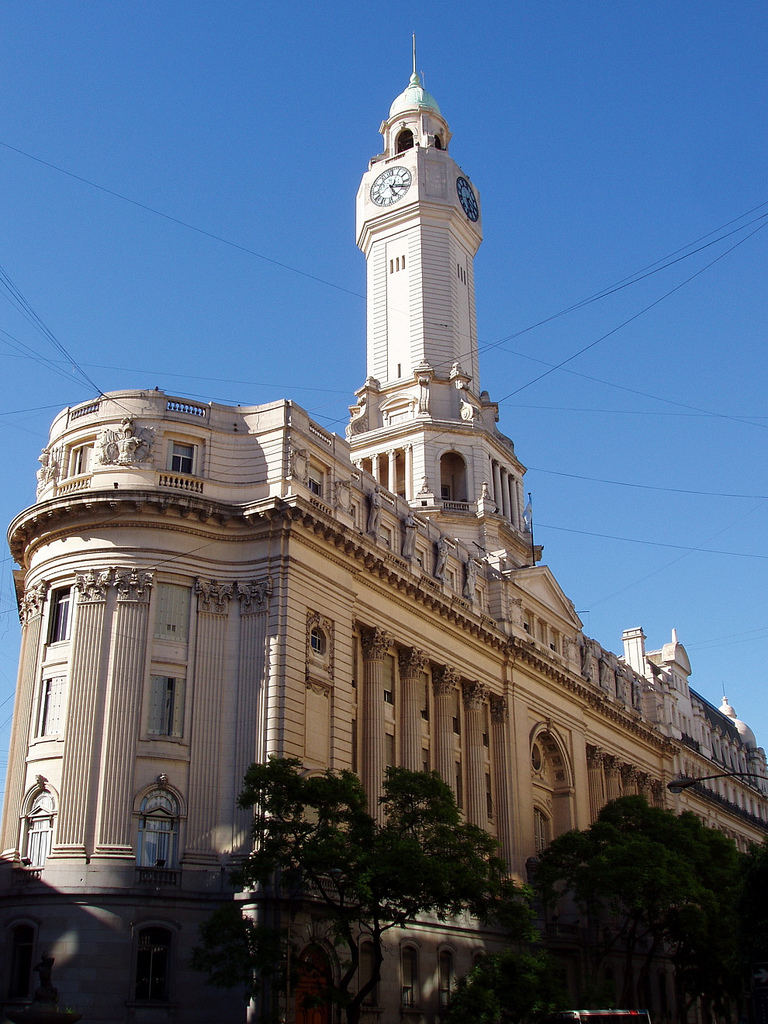
Дворец Законодательного собрания Буэнос-Айреса

Законодательная власть города представлена Законодательным собранием города Буэнос-Айрес, состоящего из шестидесяти депутатов. Каждый депутат избирается на четыре года прямым голосованием, через каждые два года половина состава Законодательного собрания меняется.
В соответствии с Законом Буэнос-Айреса № 24588 судебная власть города состоит из Верховного суда, Совета судей, прокуратуры и районных судов города.
Тем не менее, в принятии решений судебная власть города обладает меньшим количеством полномочий, чем в любой из провинций Аргентины.

### Федеральные органы власти в Буэнос-Айресе
В городе располагаются:
- Национальный конгресс на Площади Конгресса
- Каса-Росада — официальная резиденция президента Аргентины, расположенная в центре Буэнос-Айреса, на восточной стороне площади Пласа-де-Майо. Хотя Каса-Росада является местом работы президента, он(а) живёт в резиденции Кинта-де-Оливос в окрестностях города. В городе также расположен ряд министерств и ведомств:
- Министерство обороны Аргентины
- Министерство сельского хозяйства и животноводства Аргентины
- Министерство культуры Аргентины
- Министерство социального развития Аргентины
- Министерство экономики Аргентины
- Министерство федерального планирования и государственных инвестиций Аргентины
- Министерство промышленности Аргентины
- Министерство образования Аргентины
- Министерство внутренних дел и транспорта Республики Аргентина
- Министерство юстиции и прав человека
- Министерство здравоохранения Аргентины
- Министерство труда, занятости и социальной защиты Аргентины

### Городская администрация
Главой исполнительной власти является мэр города, который избирается путём прямого голосования сроком на четыре года. Он также является председателем Законодательного собрания города Буэнос-Айрес.
С 7 декабря 2023 года мэром города является Хорхе Макри

### Полиция Буэнос-Айреса
По закону № 24 588 Буэнос-Айреса в городе работает Федеральная полиция Аргентины. Аргентинская федеральная полиция (АФП) является основными внутренними силами безопасности Аргентины. Она была создана 24 декабря 1943 года, указом номер 17 750 на базе полиции, существовавшей с 1880 по 1943 год. Началом её деятельности стало 1 января 1945 года. Министерство внутренних дел имеет подразделения во всех провинциях страны, в том числе в городе Буэнос-Айрес, где она также выполняет местные полицейские функции, в сочетании со столичной полицией города Буэнос-Айрес, согласно статье 7 Закона о национальной безопасности номер 24588 (также называемый закон Cafiero). Для выполнения дополнительных мер по охране правопорядка была создана Столичная полиция Буэнос-Айреса (исп. Policía Metropolitana de la Ciudad de Buenos Aires), согласно закону 28 941, принятому Законодательным собранием города Буэнос-Айрес 28 октября 2008 года. Столичная полиция начала работать 5 февраля 2010 года В её обязанности вошла охрана порта, взаимодействие с береговой охраной Аргентины.

## Экономика

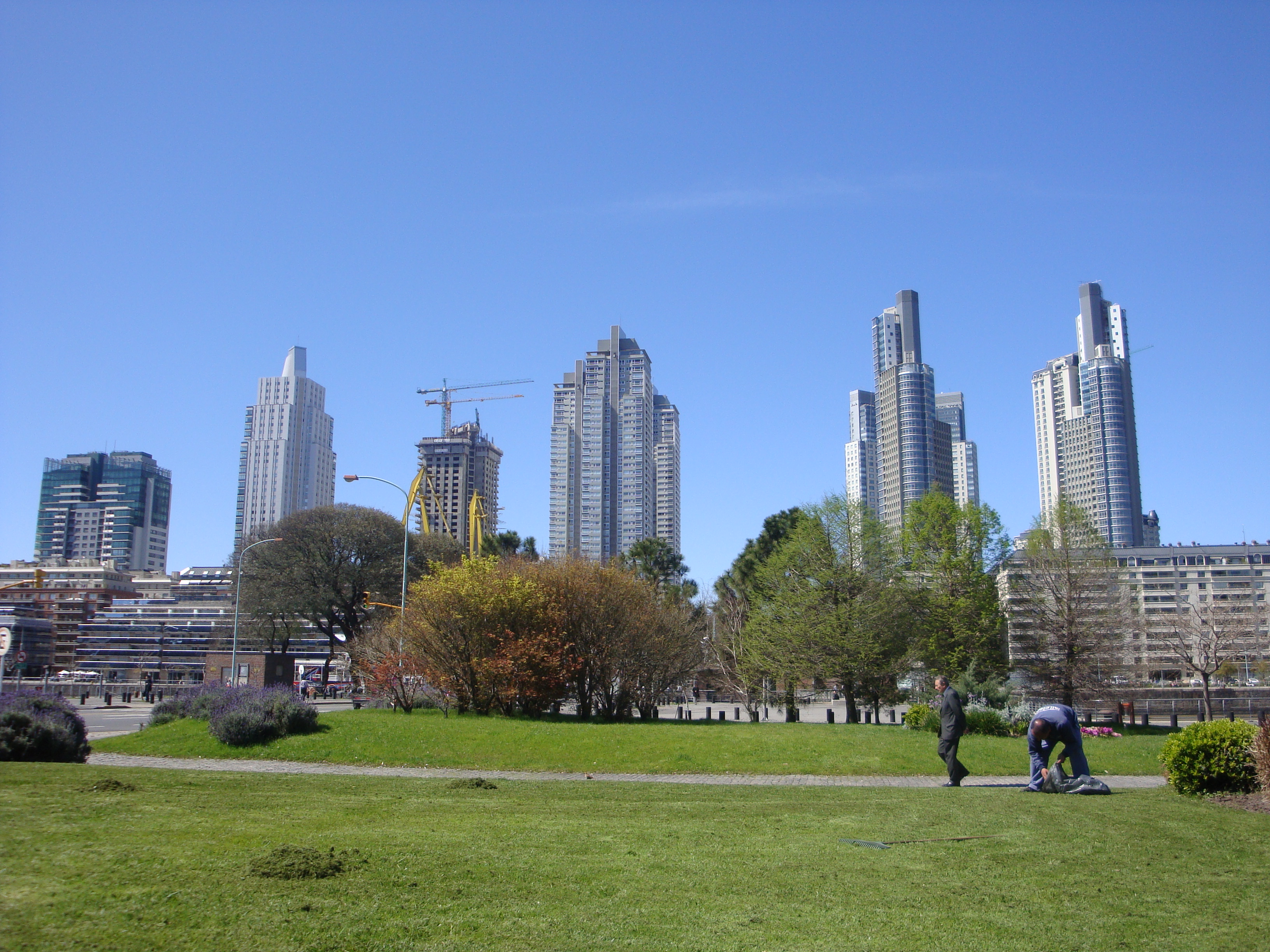
Сектор строительства динамично развивался в 2006 году

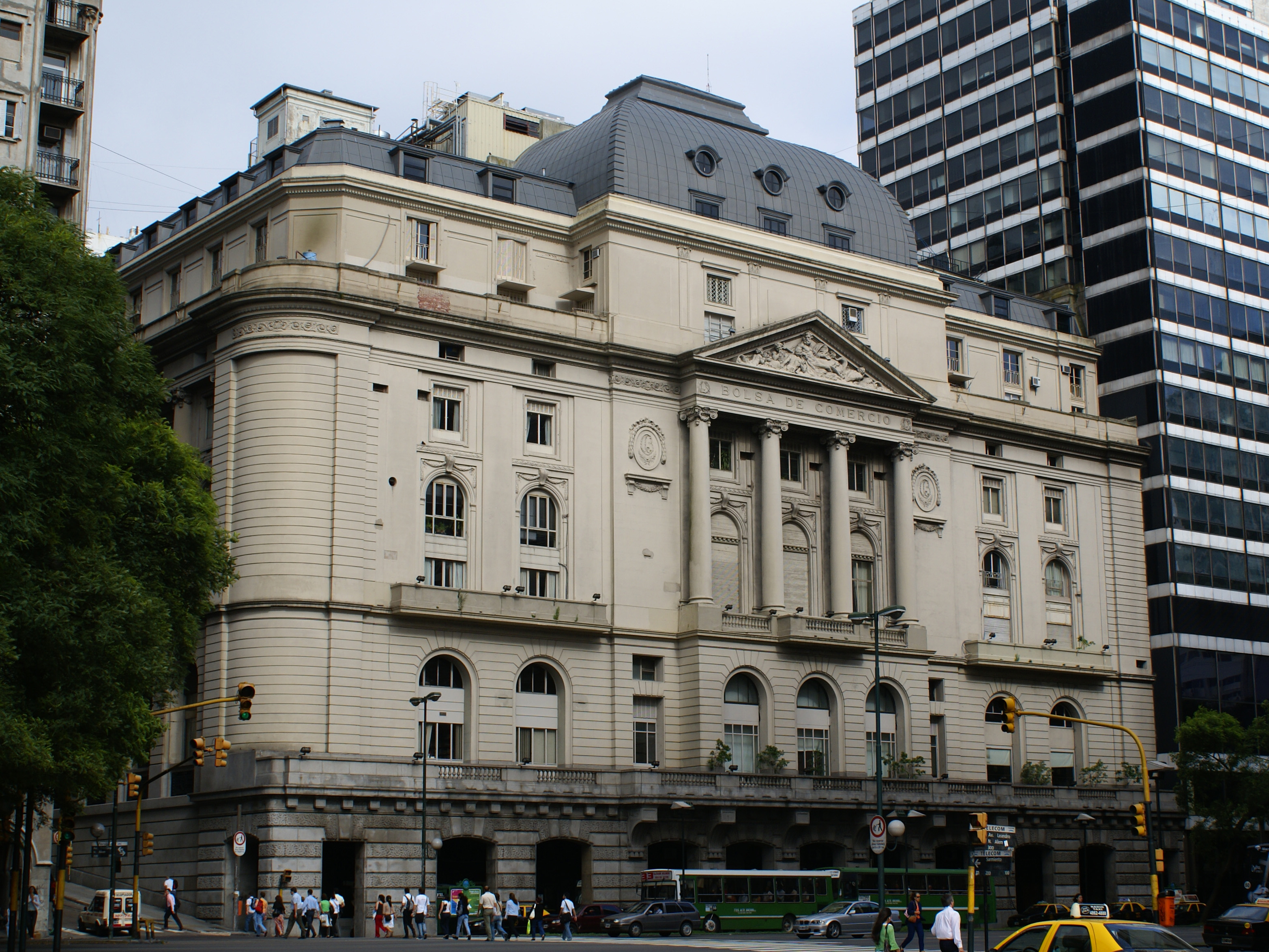
Здание Фондовой биржи

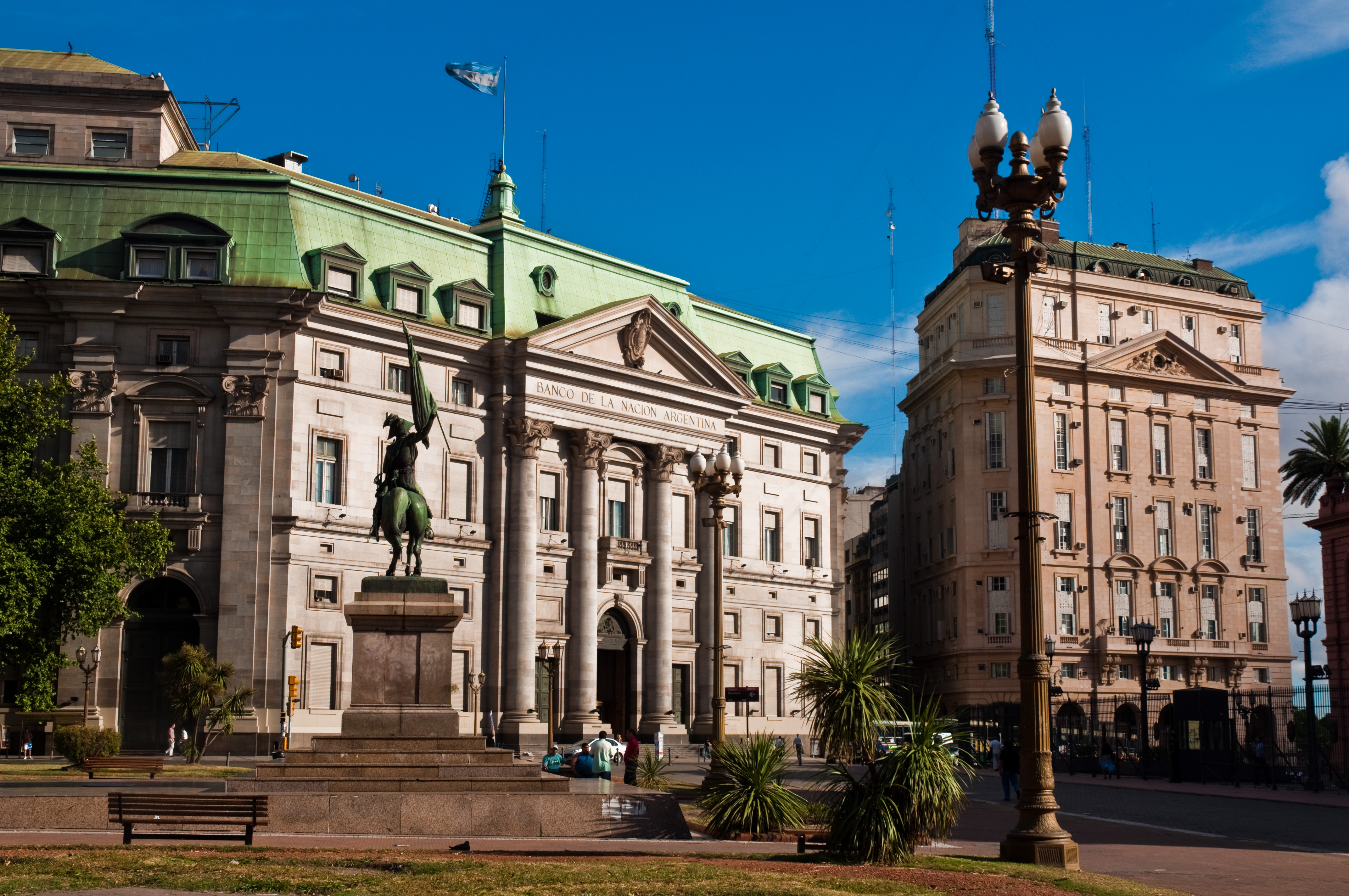
Здание Национального банка Аргентины

Буэнос-Айрес — крупнейший порт в Аргентине, один из крупнейших в Южной Америке. Город является важнейшим финансово-промышленным центром страны. В Буэнос-Айресе расположены главные офисы компаний Bridas Corporation, Enarsa, Zanella, YPF, Aluar и др. Буэнос-Айрес — центр машиностроения, лёгкой и полиграфической промышленности. В городе расположены известные издательства: «Clarin» и другие.
В последние годы в городе активно развивается туризм. Количество гостиниц увеличилось на 10,7 % и составило около 300, на 42,9 % возросло число используемых номеров.
Бюджет города на 2011 год составил: доходы — $ 5,9 млрд США и расходы — 6,3 млрд долл. США. Ожидается дальнейший прирост доходов бюджета на 61 %, из которых 11 % составят налоги на имущество, 9 % налоги на транспортные средства. Прочие доходы включают платы, штрафы и налоги на азартные игры. Город выделяет 26 % своего бюджета на образование, 22 % на здравоохранение, 17 % государственные услуги и инфраструктура, 16 % на социальное обеспечение и культуру, 12 % административные расходы и 4 % для финансирование правоохранительных органов. Буэнос-Айрес поддерживает низкий уровень дефицита бюджета и его обслуживание требует менее чем 3 % бюджета города.

### Занятость и уровень жизни
В 2008 году валовой продукт Буэнос-Айреса составил примерно 400 455 000 аргентинских песо, средний годовой доход составил 80 400 аргентинских песо для работающих граждан (около 23 400 долларов США). Минимальная заработная плата в Аргентине, с 1 сентября 2011 года составила 2,3 тысячи песо (около 550 долларов).
Буэнос-Айрес — второй город в Латинской Америке, после Мехико, по сумме доходов на душу населения. Это связано с обменным курсом аргентинского песо: с учётом покупательной способности, Буэнос-Айрес имеет самый высокий ВВП на душу населения в регионе Латинской Америке. Фактически ВВП в 2006 году вырос на 11,4 % по сравнению с 2005 годом.

### Производство
Большую роль в экономике играет машиностроение. На территории Большого Буэнос-Айреса расположены предприятия автомобилестроения (заводы концернов: Ford, Chrysler, Toyota, Peugeot и др.), сельскохозяйственного машиностроения, производства оборудования для пищевой промышленности, бытовой и компьютерной техники (заводы IBM, Siemens). Большое развитие получили предприятия пищевой промышленности: производство растительных масел, мукомольная отрасль, виноделие. Кроме того, в городе работают предприятия плодоовощной, консервной, сахарной отрасли промышленности, производства напитков. Большая часть мясохладобоен располагаются в Буэнос-Айресе и в непосредственной близости (в Ла-Плате, Сарате). Город является центром судостроения, судоверфи принадлежат государственным компаниям — Astillero Río Santiago, комплекс минобороны CINAR (исп. Complejo Industrial Naval Argentino), объединяющий верфи Tandanor и Astillero Almirante Storni. Одна из важных отраслей промышленности города — кожевенно-обувная.
Одним из наиболее динамичных секторов экономики является строительство, число строящихся объектов возросло благодаря увеличению числа разрешений на строительство (на 44 %). Коммуны 6, 8 и 11 стали одними из самых быстрорастущих (процент строящегося жилья увеличился на 164 %, 132 % и 130 %, соответственно). Инвестиции в строительный сектор в 2006 году достигли 7 млрд 480 млн песо.

### Сфера услуг
Одним из основных секторов экономики Буэнос-Айреса является сектор услуг. Наиболее важными отраслями этого сектора являются услуги в сфере недвижимости, информационные технологии, профессиональные услуги, бизнес-услуги и аренда, а кроме того услуги по финансовому посредничеству. На IV квартал 2011 года в сфере торговли Буэнос-Айреса работало 316 046 человек, средняя заработная плата в этой сфере составила 3 439 аргентинских песо. На территории Буэнос-Айреса насчитывается около 15 крупных торговых центров. Наиболее известны: Galerías Pacífico, Abasto Shopping, Alto Palermo, Patio Bullrich. Также в городе работают 10 крупных рынков, 65 продуктовых ярмарок, и более ста зарегистрированных специализированных мини-рынков («блошиных», книжных и прочих). Крупнейший рынок Буэнос-Айреса — Ла Салада — возник на юге города на берегу реки Риачуэло в начале 1990-х годов вследствие реформ президента Карлоса Менема. На рынке действует 30 000 торговых точек с ежедневным оборотом около $50 млн. Основу ассортимента составляет одежда, большую часть которой шьют на месте. На рынке работают около 6000 человек, не считая арендаторов и продавцов. Кроме того, в городе есть обширная сеть магазинов разных направлений: начиная от продуктовых и магазинов, ориентирующихся на продажу бытовой техники, вплоть до магазинов торгующих спортивной одеждой, парфюмерией и косметикой и т.д. Порт Буэнос-Айреса является крупнейшим в стране и главными морскими воротами Аргентины. В настоящее время через них проходит 70 % аргентинского импорта и приходится около 40 % от общего объёма внешней торговли Аргентины.

Торговые центры Буэнос-Айреса
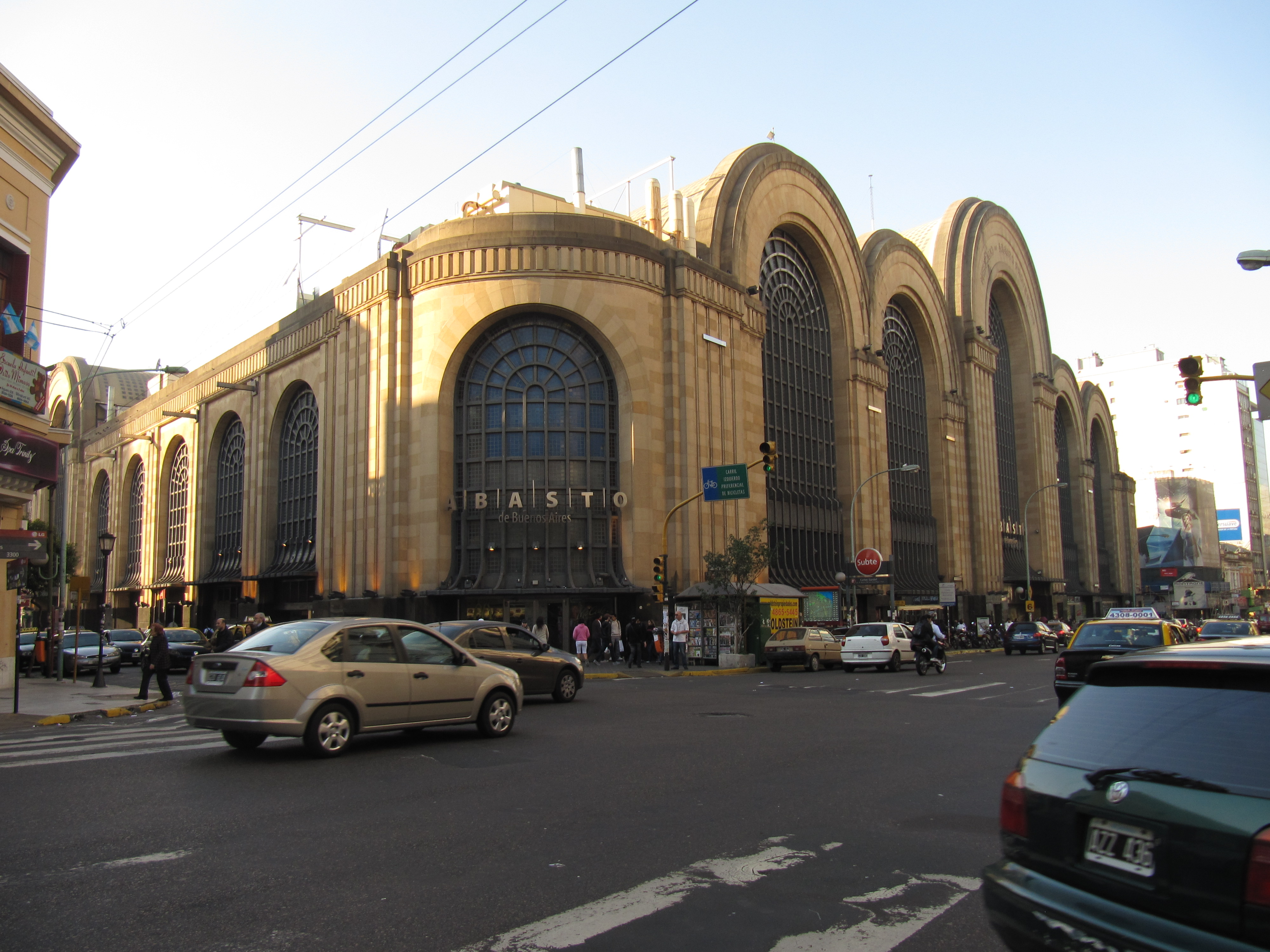
Abasto Shopping
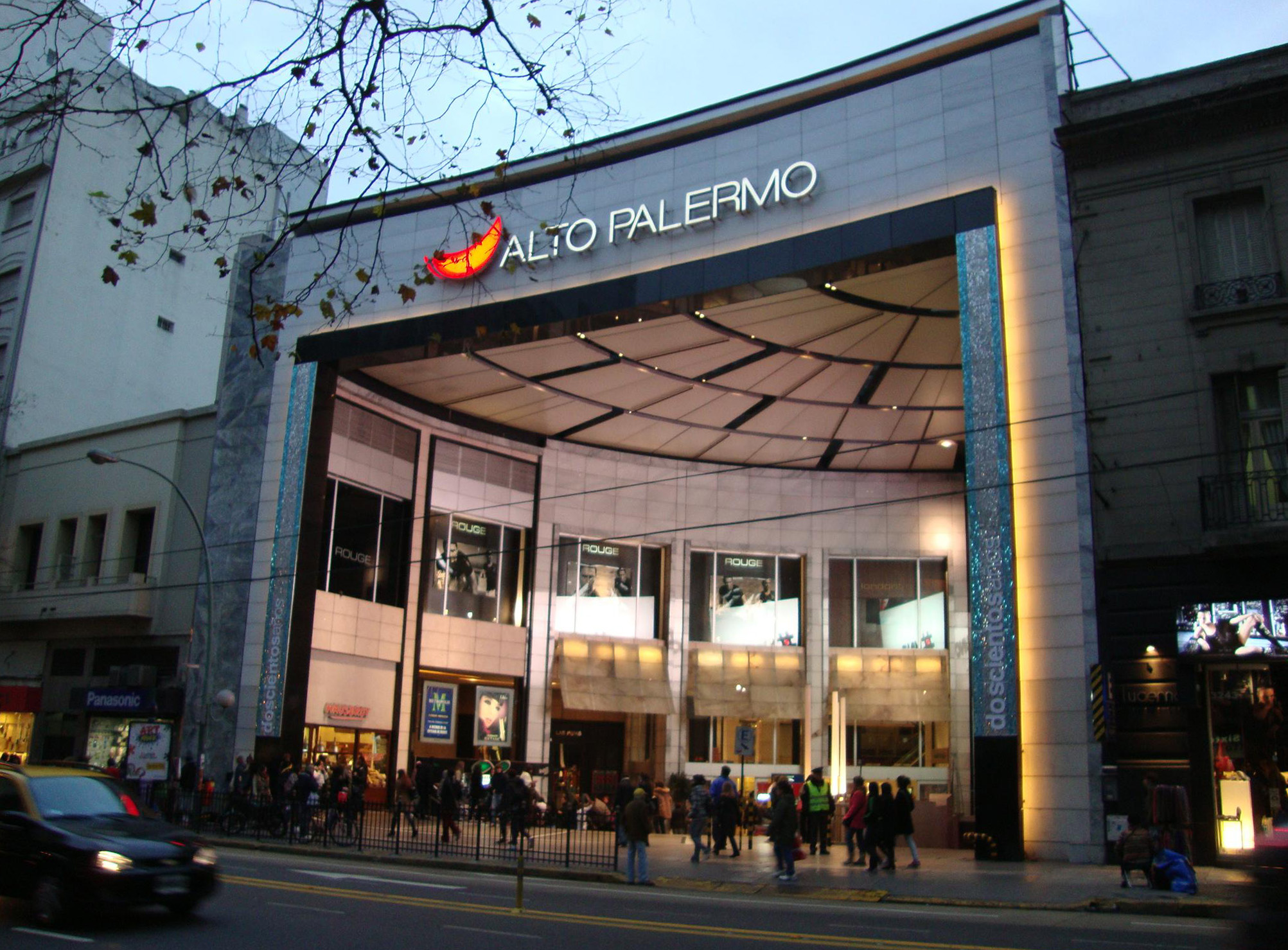
Alto Palermo
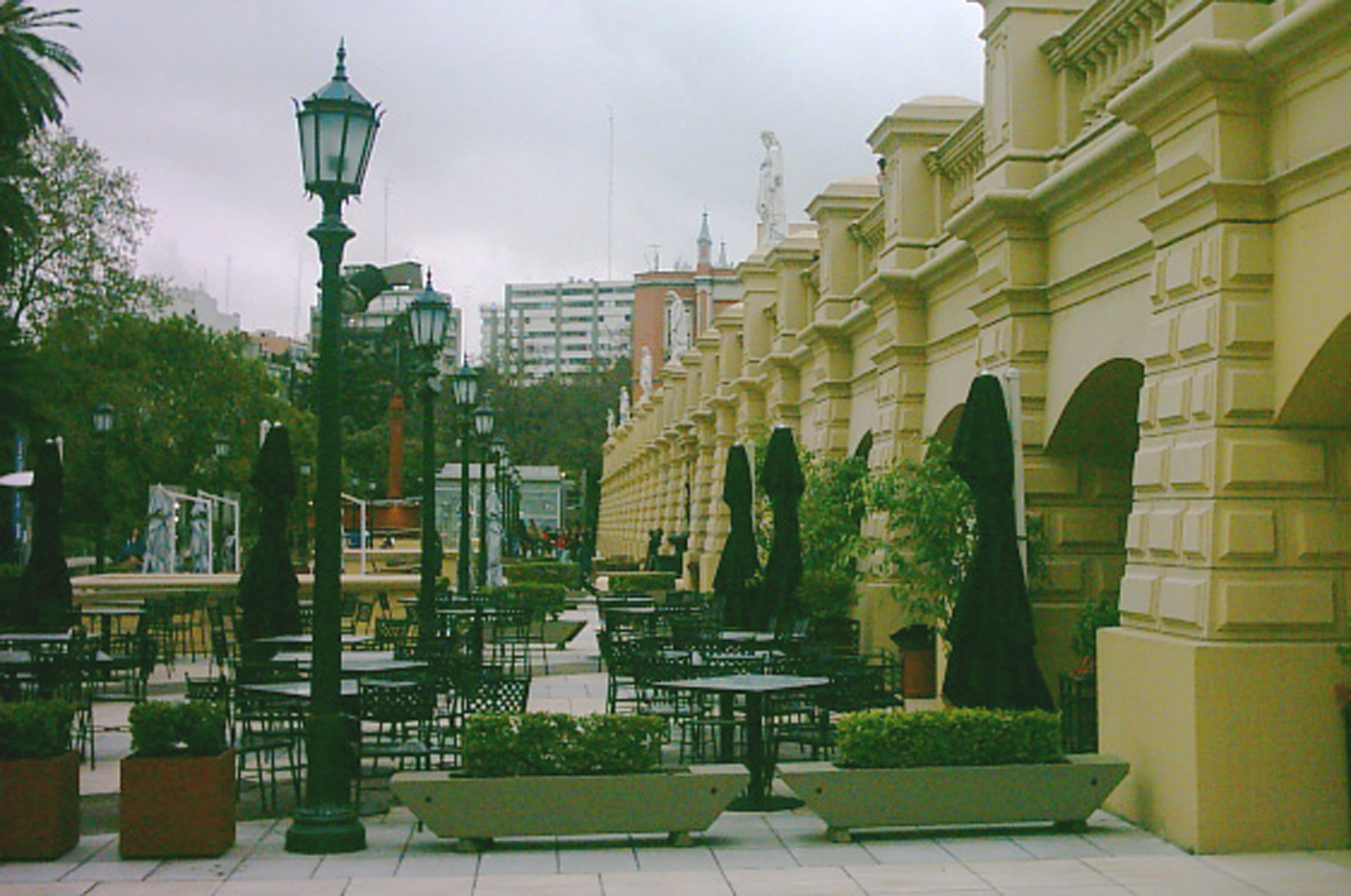
Buenos Aires Design
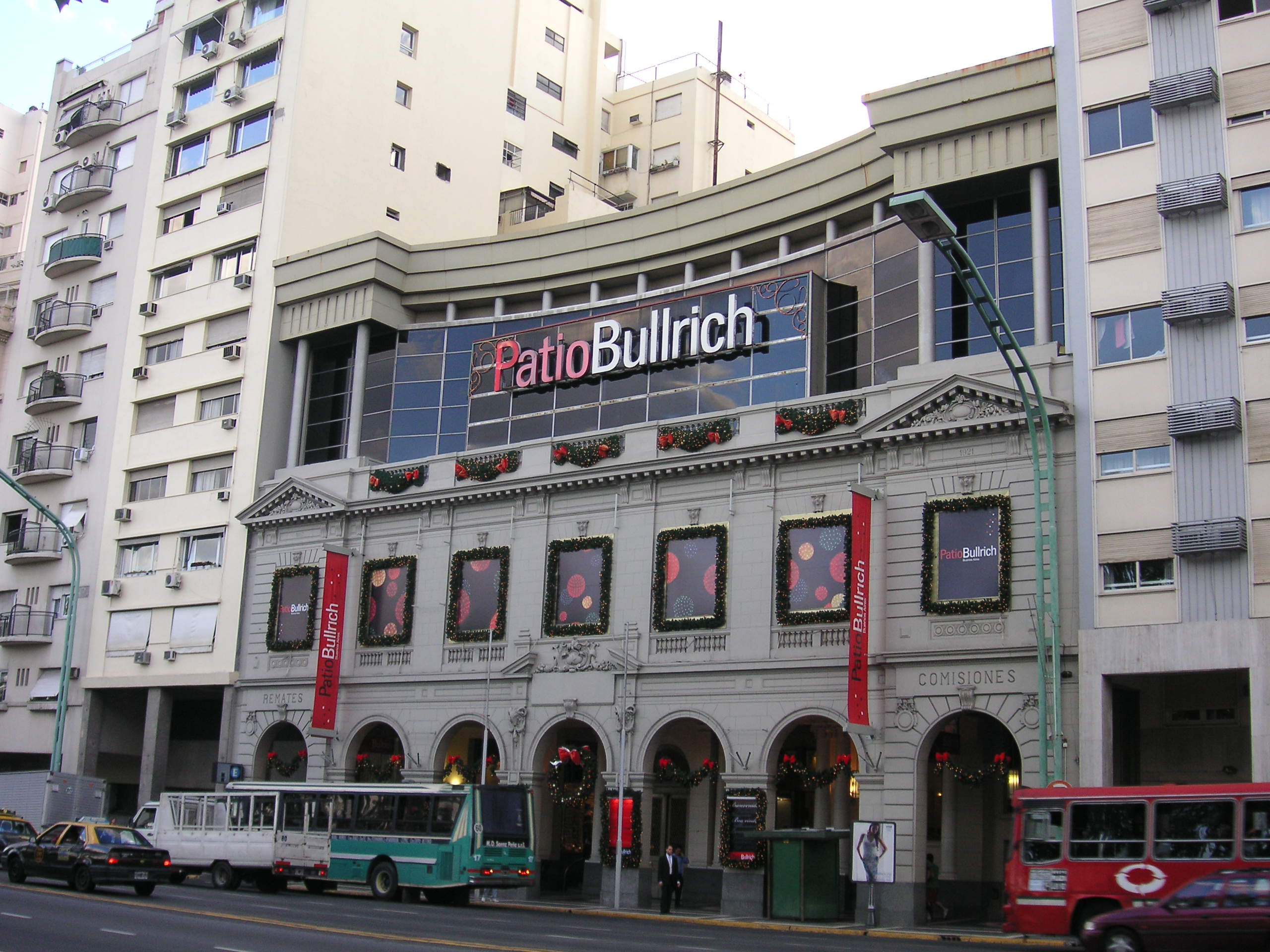
Patio Bullrich

### Телекоммуникации
Интернет

В начале 2010 года, 64,4 % населения Аргентины были подключены к Интернету, в стране насчитывается около 26 миллионов пользователей. На декабрь 2010 года 4 507 703 аргентинцев (примерно 11,2 % населения) перешло на широкополосный интернет. В Буэнос-Айресе на декабрь 2009 насчитывалось 955 548 пользователей широкополосного интернета, а в декабре 2010 их число составило 1 173 304 (прирост 22,8 %). Число сайтов, зарегистрированных с кодом страны (.ar) в августе 2008 года было почти 1 700 000. Число учётных записей электронной почты оценивается примерно в 4 390 000. Ежемесячный трафик, составляет примерно 2351 млн сообщений электронной почты.

### Коммунальное хозяйство
В период с 1993 по 2006 год компания Aguas Argentinas оказывала городу услуги водоснабжения и канализации. В марте 2006 контракт с этой компанией был расторгнут. Правительство города создало государственную систему AYSA. Эти услуги предоставляют два очистных сооружения на заводе General San Martín и очистные сооружения на заводе General Belgrano. Очистные сооружения завода General San Martín были открыты в 1913 году. Они расположены в районе Палермо, площадью 28,5 га, с производственной мощностью 3100000 м3 воды в сутки. Очистные сооружения завода General Belgrano расположены в провинции Буэнос-Айрес, в городе Берналь. Они были открыты в 1978 году и занимают площадь 36 га и дают городу 1700000 м3 в сутки. Природный газ подаётся компанией MetroGAS с декабря 1992 года. В 2006 году потребление газа составило в общей сложности 4398286000 м3 газа, из них 1031385000 м3 для населения, 169 264 000 м3 для коммерческих пользователей, 173 411 000 м3 для промышленности, 2629972000 м3 для электростанций и 55007000 м3 для государственных органов.
Электричество городу предоставляется двумя компаниями: Edesur и Edenor. У компании Edenor зона покрытия ограничена: она охватывает территорию от побережья, далее по улицам Авенида Пуэйрредон, Авенида Кордоба, Авенида Хенераль Сан Мартин, Авенида Хенераль Пас до Рио-де-Ла-Плата. В то время компания Edesur охватывает остальную часть города. По предварительной оценке в 2004 году было произведено 14 783 018 кВт, а потребление составило 9 689 504 152. Также в южной части города есть тепловая электростанция «Костанера» (исп. Central térmica Costanera), производящая 2304 кВт.
Стационарная телефонная сеть города обеспечивается компаниями Telecom Argentina и Telefonica de Argentina. Эти компании предоставляют услуги связи после приватизации компании Entel в 1990 году. В 2006 году в эксплуатации насчитывалось 1 604 750 телефонных линий, в 2005 году было зарегистрировано 9 491 787 абонентов мобильной связи.
Услуги по сбору отходов предоставляются в расчёте того, что город разделён на шесть зон:
- Зона 1 услуги предоставлены компанией Cliba
- Зона 2 услуги предоставлены компанией EASA
- Зона 3 услуги предоставлены компанией URBASUR
- Зона 4 услуги предоставлены компанией Níttida
- Зона 5 услуги предоставлены компанией Entity Urbana
- Зона 6 услуги предоставлены компанией INTEGRA[142].

Жители Буэнос-Айреса имеют все услуги, предоставляемые государством: 99,9 % населения имеет водопроводную воду, такое же количество имеет доступ к электроэнергии, 92,8 % жителей снабжены газом, 99,6 % домов имеют уличное освещение и 89,7 % семей имеют телефоны. Ситуация для населения, проживающего в пригородах выглядит более проблемной, хотя все жители имеют водопровод, 99,5 % получают электричество, 93,1 % домов имеют уличное освещение, у 87,8 % населения вывозят мусор.

### Туризм

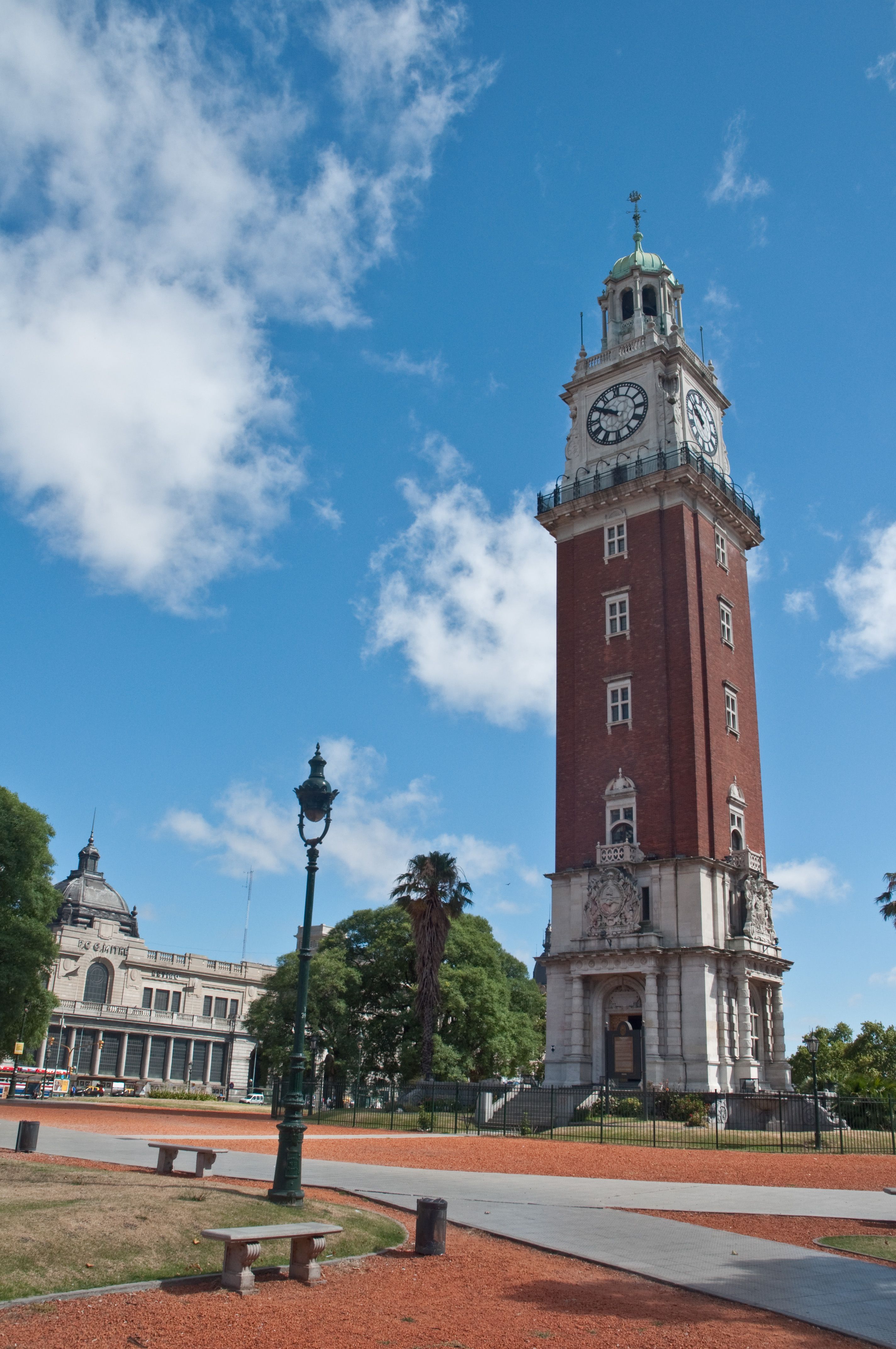
Торре Монументаль

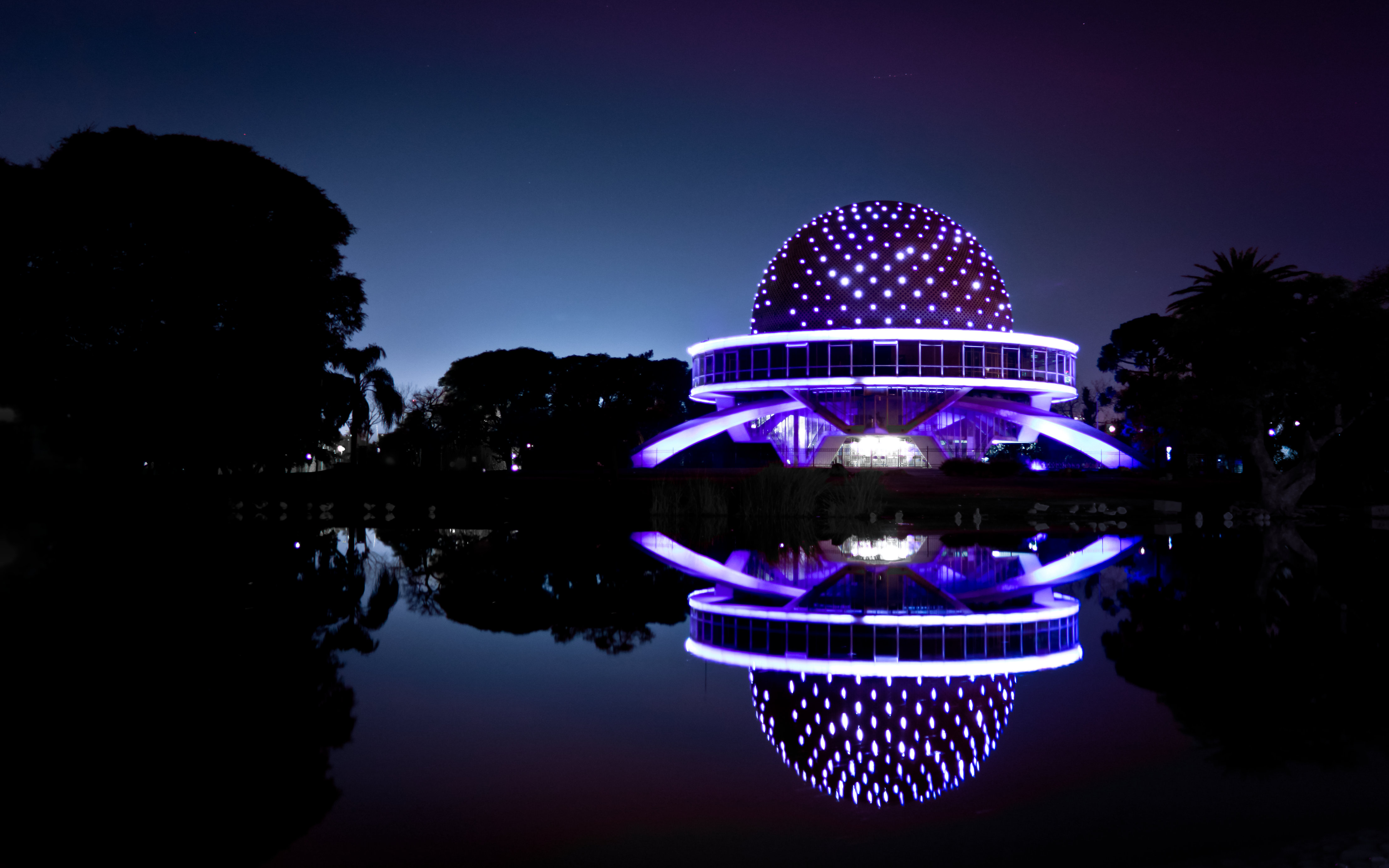
Планетарий Галилео Галилей

В Буэнос-Айрес ежегодно приезжают более 10 млн туристов, он является одним из самых посещаемых городов в Южной Америке. По состоянию на 2017 год Буэнос-Айрес располагает 60 тысячами койко-мест в своих отелях. В столице Аргентины работают 3000 ресторанов, 288 театров и 130 музеев. В город еженедельно прилетает более 700 международных рейсов.
Основные туристические достопримечательности Буэнос-Айреса находятся в историческом центре города, в коммунах Монсеррат и Сан-Тельмо, а также в районах Реколета и Палермо. Буэнос-Айрес начал свою историю с площади Пласа Майор (в настоящее время Пласа-де-Майо), на которой расположены административные учреждения. Восточную часть площади занимают здания исполнительной власти Аргентины, на месте которых был расположен форт. К северу от площади находится Кафедральный собор Буэнос-Айреса, и здание Национального банка Аргентины. Другим важным институтом была не сохранившаяся в первоначальном виде ратуша, расположенная к западу от площади. Наиболее посещаемые туристами улицы центра города Авенида де Майо и Авенида Хулио Рока.
В южной части исторического центра расположено здание бывшего Национального конгресса, где в настоящее время находится Национальная академия истории. На проспекте Авенида де Майо расположены Каса Росада, Дворец Национального конгресса Аргентины. Также на проспекте располагаются другие культурные и исторические здания: Каса-де-ла-Культура, паласио Бароло, кафе «Тортони» и ряд других.
Проспект Авенида де Майо украшают несколько памятников и скульптур, среди которых можно выделить копию скульптуры «Мыслитель» Огюста Родена расположенную в непосредственной близости от Дворца Национального конгресса и Конфитериа «Эль Молино».
В историческом центре также расположены исторические здания: Манзана де лас Лусес, Коллехио Насиональ де Буэнос Айрес и здание, где с 1894 по 1931 годы располагался городской совет. В коммуне Сан-Тельмо расположена старинная площадь Пласа Доррего, Национальный исторический музей, церковь Паррокилья де Сан Педро Тельмо и Парк Лесама.
В районе Реколета располагаются множество туристических объектов, многие из них также имеют большое культурное значение. Там расположен Национальный музей изобразительных искусств, Национальная библиотека, культурный центр, факультет права университета Буэнос-Айреса, Базилика Нуэстра Сеньора де Пилар, Палас де Глейс и кладбище Реколета (где захоронены большинство национальных героев и видных деятелей страны).
|                                              |                   |                   |                                    |  |
| Вид на оперный театр «Колон» (Театр Колумба) | Кладбище Реколета | Galerías Pacífico | Дворец Паласио де Агуас Корриентес |  |

## Транспорт

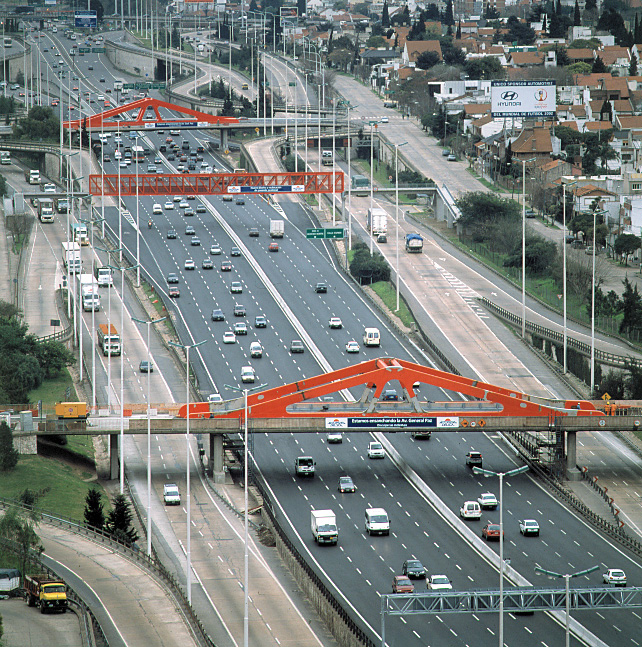
Шоссе Авенида Хенераль Пас, основная транспортная магистраль между городом и провинцией Буэнос-Айрес

Буэнос-Айрес — столица страны и имеет обширную транспортную систему. Услугами транспортной системы города пользуются не только жители города, но и жители граничащей с ним провинции Буэнос-Айрес, которые приезжают в федеральную столицу на работу или учёбу.
К городу ведут несколько шоссе, основным из них является Авенида Хенераль Пас. Это шоссе окружает город с трёх сторон. Другими шоссе, ведущими к Буэнос-Айресу, являются шоссе Буэнос-Айрес — Ла-Плата, шоссе Рикхери, Шоссе Оесте и Шоссе Норте. Наличие нескольких автомагистралей из провинции Буэнос-Айрес, снижает транспортную нагрузку и количество пробок на выезде из города.

### Общественный транспорт
Одним из наиболее развитых видов общественного транспорта является «колекти́во» — городской автобус, насчитывающий 135 маршрутов. Колективо позволяет добраться не только в различные части города, но и в соседнюю провинцию Буэнос-Айрес. Другой вид общественного транспорта — железнодорожный. Он позволяет добраться из города в пригороды Буэнос-Айреса электричками, и который также используется жителями как средство быстрого перемещения в пределах города. В городе существует семь железнодорожных вокзалов.
Метрополитен Буэнос-Айреса (су́бтэ) активно развивается. На сегодняшний день в эксплуатацию введено Семь линий, длина самой протяжённой из которых, линии «B», составляет 11,8 км. Кроме того, идёт строительство: линия F. линия B пройдёт в район Вилья-Уркиса и соединится с линией E на станции Ретиро. Кроме того, планируется построить два новых линии (G и I).
В 2009 году введены карты SUBE («СУБЭ») для оплаты поездок в метро, автобусе, поезде, и на других видах общественного транспорта.
С 31 мая 2011 на одном из маршрутов, Метробус был заменён на Аутобус артикулядо (двухсекционный автобус), для которого были выделены специальные полосы на улице Авенида Хуан Б. Хусто. Автобус идёт от района Палермо до района Линьерс. В прошлом трамвай был очень популярным видом общественного транспорта, теперь в городе осталось два маршрута: Преметро, который проходит через южную часть города и трамвай Буэнос-Айреса идущий из района Пуэрто-Мадеро до вокзала Ретиро. В октябре 2012 года движение трамваев было остановлено, а в 2017 году начался демонтаж оставшейся инфраструктуры трамвая.

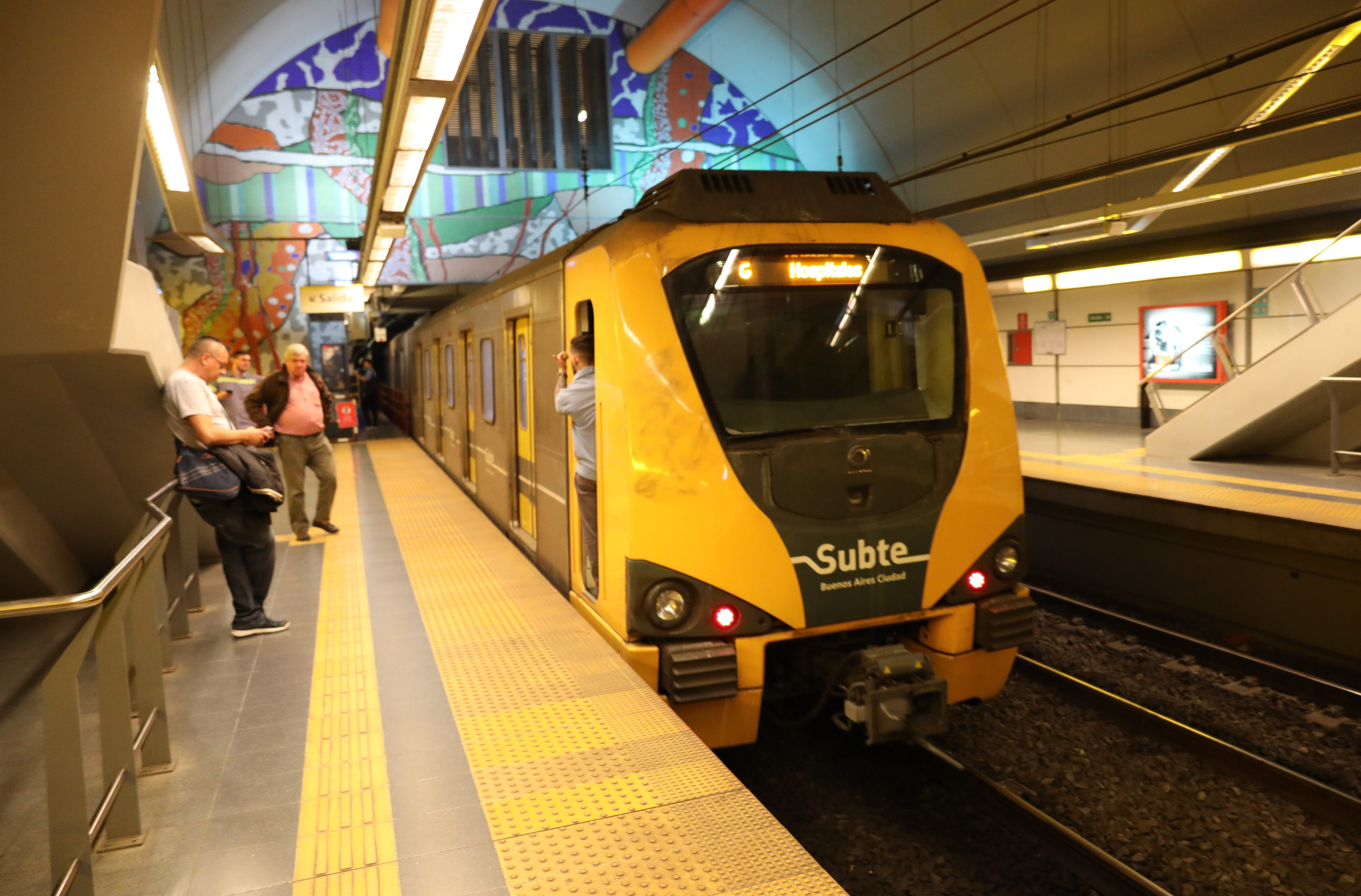
Линия H метро Буэнос-Айреса
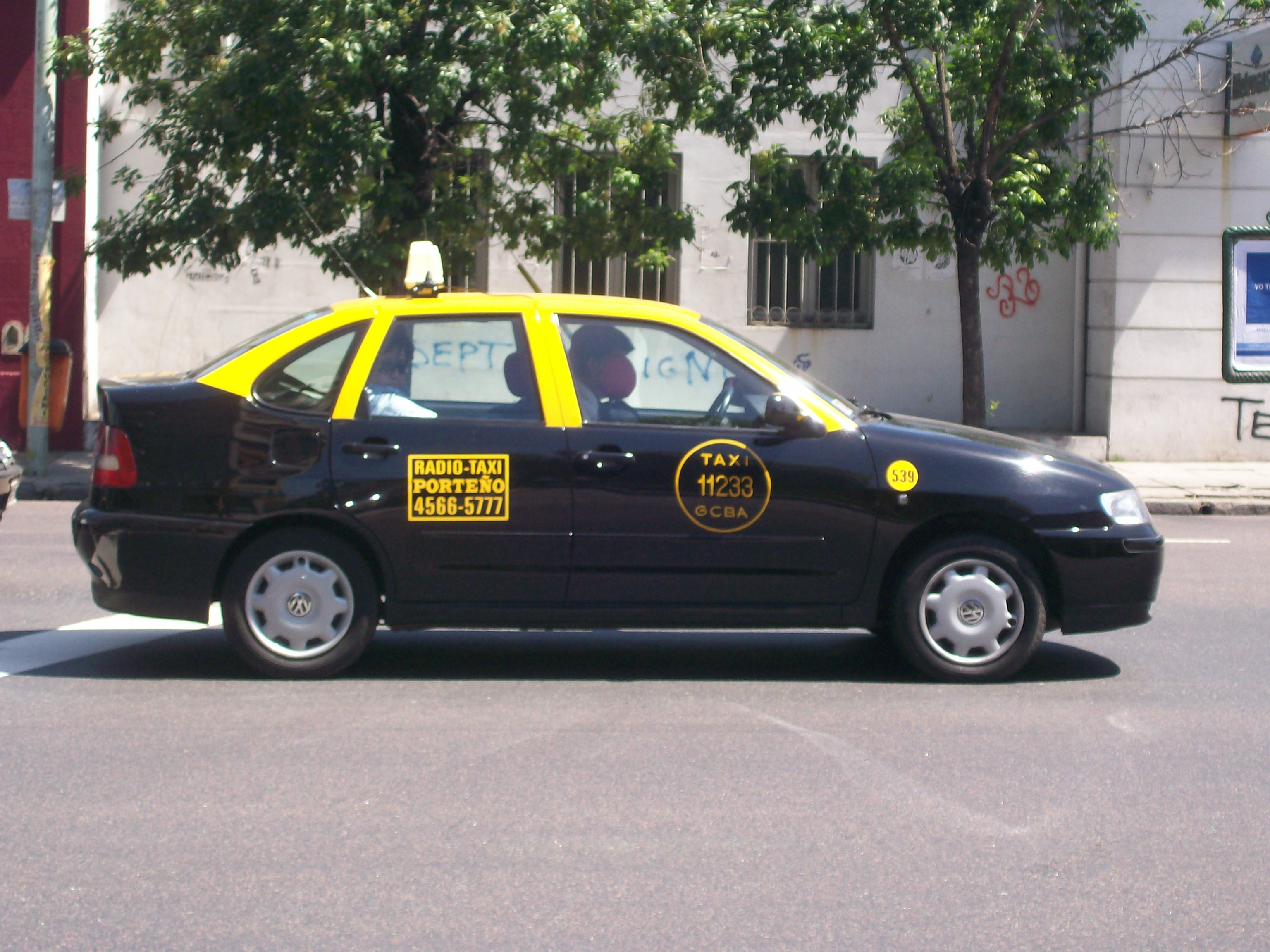
Такси в Буэнос-Айресе
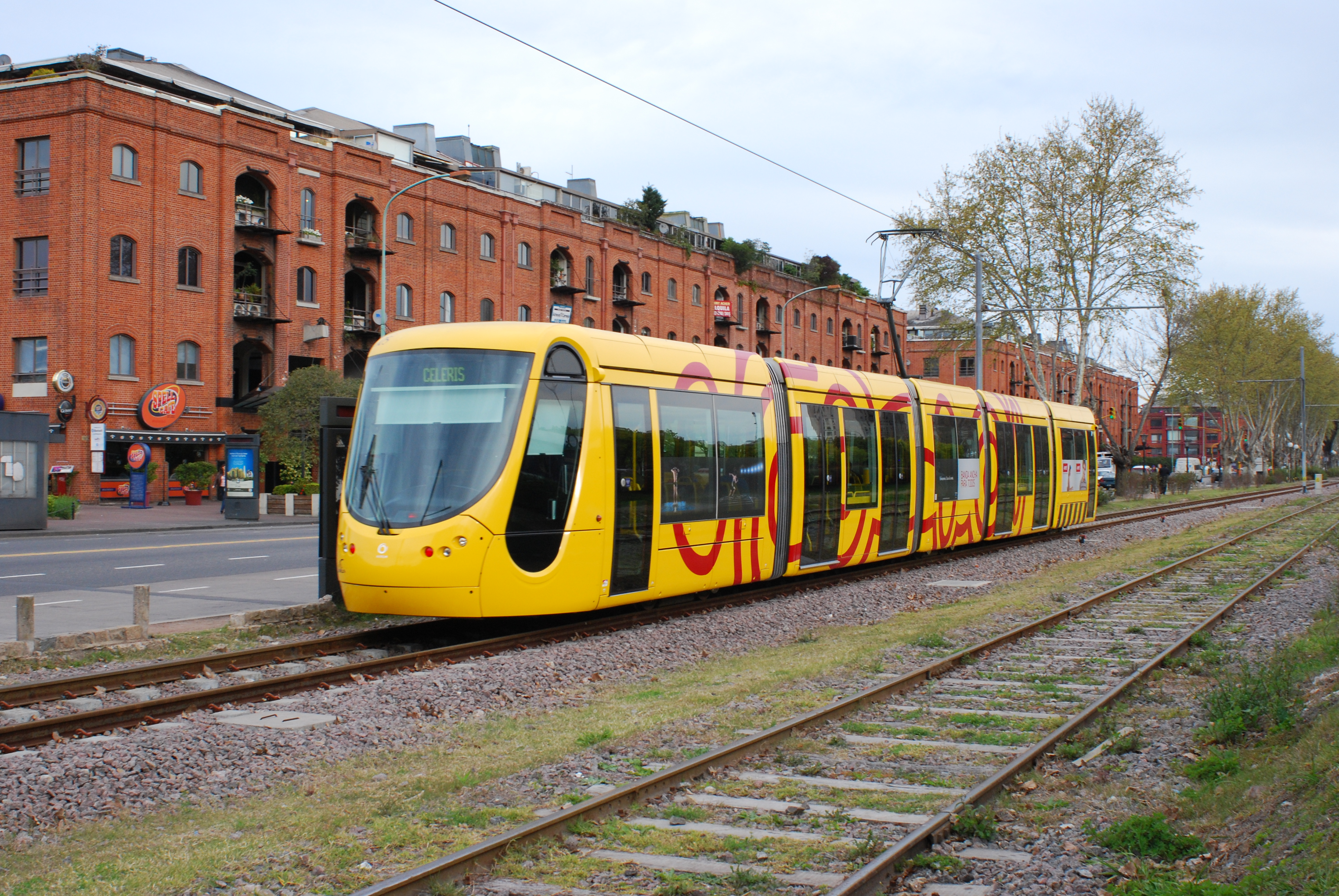
Трамвай Буэнос-Айреса
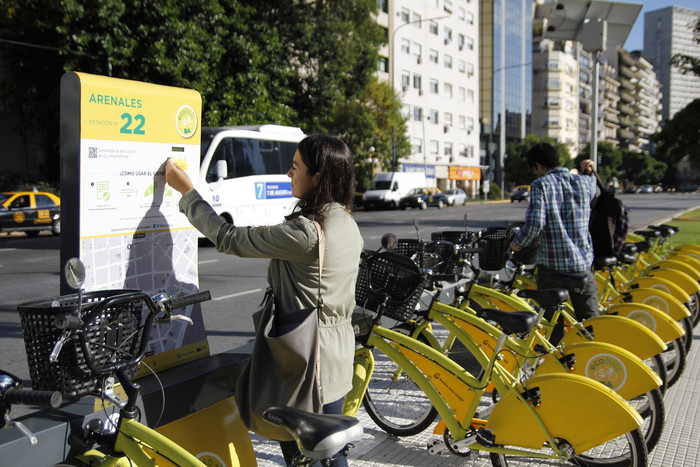
Эко-бичи
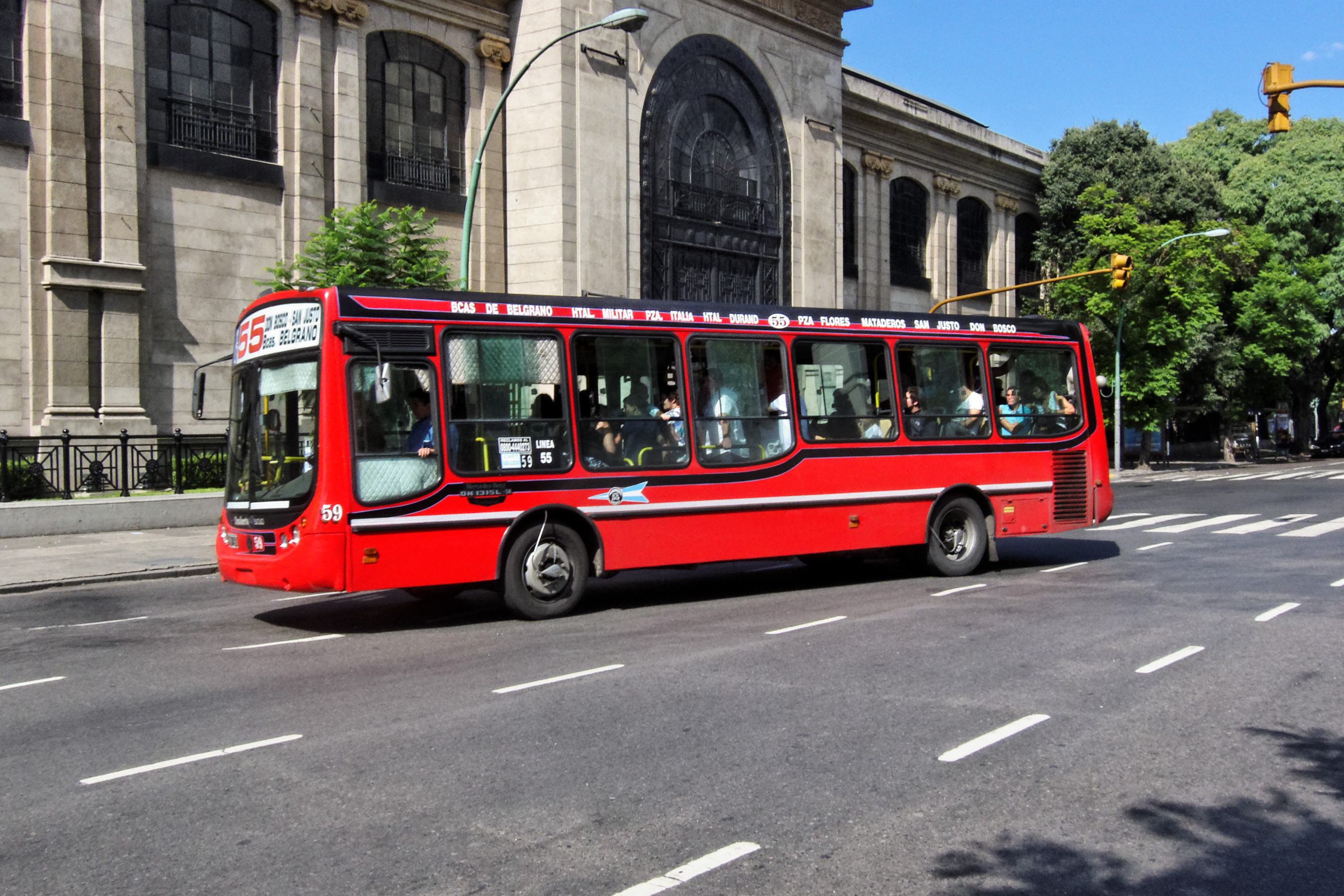
Автобус Буэнос-Айреса ("colectivo")

### Автомобильный транспорт и междугородное автобусное сообщение
В Буэнос-Айресе насчитывается около 1 320 000 транспортных средств, из которых около 800 000 составляет частный автомобильный транспорт. Кроме того в городе насчитывается 36 000 такси, 9800 колективо (автобус), 330 000 мотоциклов и 50 000 грузовых автомобилей. В первом квартале 2010 года на 7 % снизилось число пассажиров, пользующихся общественным транспортом. Согласно исследованию проведённому компанией IBM, 34 % респондентов ездят на работу на личном автотранспорте. Наличие такого количества автотранспорта приводит к пробкам и росту количества аварий. По данным одного опроса в Буэнос-Айресе 43 % респондентов ответили, что стояли в пробках до 30 минут в сутки.
Буэнос-Айрес имеет сеть шоссе, которые связывают город с одноимённой провинцией: шоссе Буэнос-Айрес — Ла-Плата, которое соединяет столицу с городом Ла-Плата, пересекается с шоссе № 2, идущее до города Мар-дель-Плата. Шоссе Рикхери начинается от автомагистрали Авенида Хенераль Пас и доходит до международного аэропорта «Эсейса». Шоссе Оесте (Запад) проходит через город Лухан. Шоссе Норте (Север) соединяется с Панамериканским шоссе.
В городе есть также шесть автострад: Дельепиане, Нуэве-де-Хулио-Сур, Президент Эктор Кампора, Вейнтисинко-де-Майо, Перито-Морено и Артуро Ильиа. Первые три бесплатные, остальные — скоростные шоссе (аутопи́стас) являются платными.
Сеть городских и пригородных автобусных маршрутов, выполняемых городскими автобусами («колекти́во») охватывает столицу и пригороды Буэнос-Айреса. Местными автобусными маршрутами столица также связана с рядом городов соседней провинции Буэнос-Айрес.
Автовокзал Рети́ро (исп. Terminal de Ómnibus de Retiro) является основным автовокзалом Буэнос-Айреса и крупнейшим в Аргентине. Он находится в 300 метрах от железнодорожной станции Ретиро. К автовокзалу прибывают автобусы и отправляются во все части страны. Кроме того с автовокзала совершаются регулярные рейсы в города соседних стран, в основном: в Монтевидео, Сантьяго, Санта-Крус-де-ла-Сьерра, Асунсьон и бразильские города: Фос-ду-Игуасу, Порту-Алегри и Сан-Паулу.

### Железнодорожный транспорт

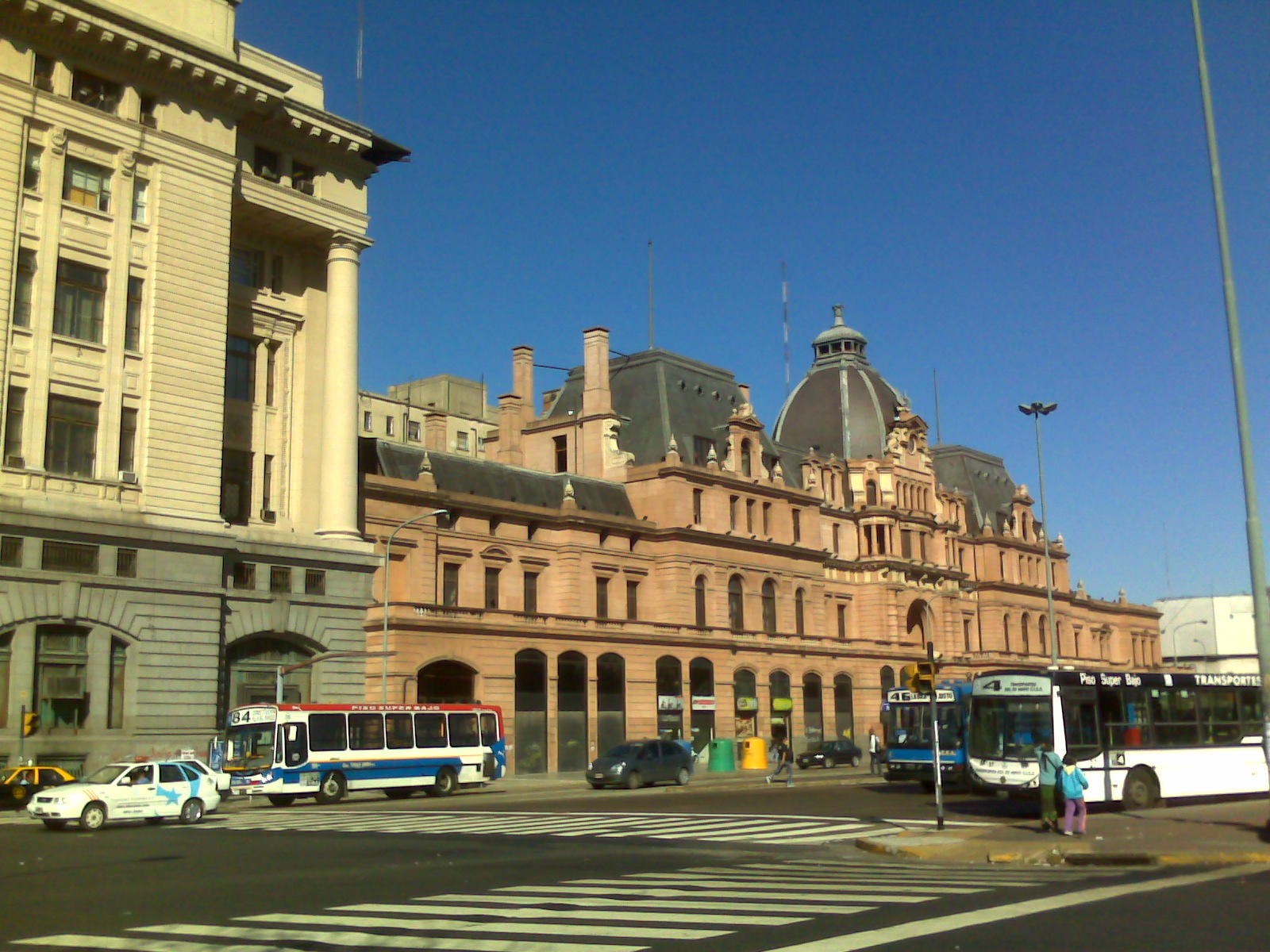
Вокзал Конститусьон

Буэнос-Айрес имеет развитую сеть пригородного железнодорожного транспорта, соединяющего город с провинцией Буэнос-Айрес. Этот вид транспорта массово используется жителями провинции, работающими в Буэнос-Айресе. Кроме того, железнодорожный транспорт используется в качестве городского транспорта. Железнодорожный транспорт также позволяет делать пересадку на метро, что позволяет в кратчайший срок достигать различных районов Буэнос-Айреса. Три наиболее важные железнодорожные станции широко известны как Constitución («Конститусьон», обслуживающая южную зону), Retiro («Ретиро», северная зона) и Once «Онсе» (западная зона); оплатить проезд наличными невозможно с 2015 года. Разрабатываются планы строительства скоростной железной дороги TAVe (Буэнос-Айрес — Росарио — Кордова), но, в связи с плачевным финансовым положением страны, дальше изыскательских работ проект пока не продвинулся

### Воздушный транспорт
На территории Большого Буэнос-Айреса несколько аэропортов — пять военных и два гражданских.
Наиболее известные из них Международный аэропорт имени министра Пистарини, также известный под названием «Эсейса» расположен в 35 километрах от города, в городке Эсейса и аэропорт «Хорхе Ньюбери» расположенный в районе Палермо. Из аэропорта «Эсейса» совершаются рейсы в Южную Америку, Северную Америку, Европу, Африку, Азию и Австралию. Из аэропорта «Хорхе Ньюбери» совершаются внутренние рейсы, а также международные рейсы в Парагвай, Чили, Бразилию и Уругвай.

### Велосипедисты и пешеходы

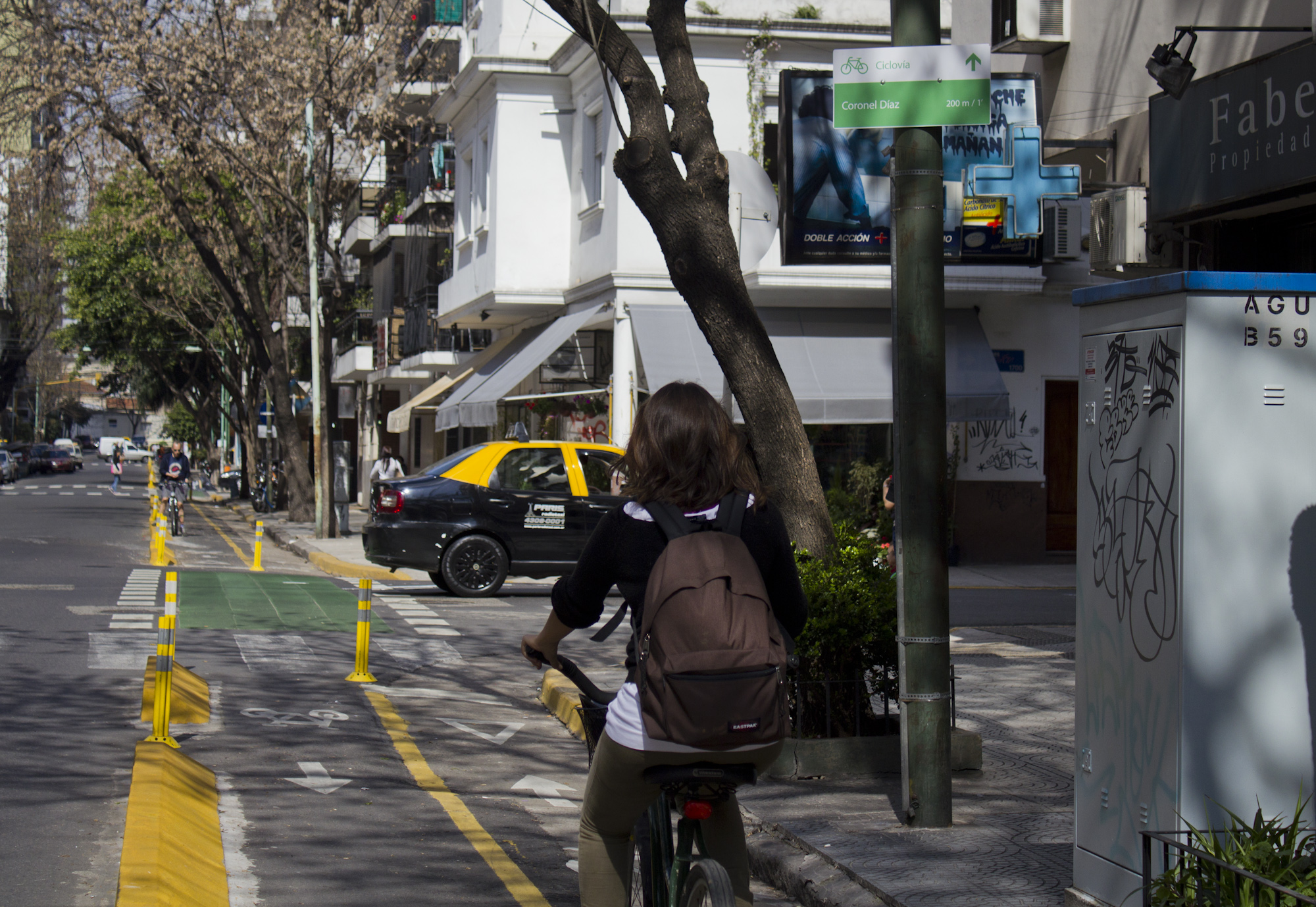
защищенных велосипедных дорожек, по всему городу

Администрация Буэнос-Айреса поощряет использование велосипеда как средства экологического транспорта. В декабре 2010 года городское правительство запустило программу совместного использования велосипедов под названием EcoBici, в рамках которой велосипеды предоставляются бесплатно пользователям после регистрации. Расположенные в основном в центральных районах, по всему городу имеется более 360 пунктов проката, которые предоставляют более 3700 велосипедов, которые можно забрать и оставить на любой станции в течение часа. По состоянию на 2024 год в городе было построено 308 км защищенных велосипедных дорожек. В 2015 году станции были автоматизированы, и обслуживание стало круглосуточным благодаря использованию смарт-карты или приложения для мобильного телефона. В 2018 году National Geographic выбрал Буэнос-Айрес одним из 10 лучших городов для езды на велосипеде. Рейтинг учитывает инфраструктуру, дружелюбие к велосипедистам и визуальную привлекательность.

## Культура и общество

### Культурное значение
Буэнос-Айрес называют культурным городом, город является одним из важнейших культурных центров Южной Америки и крупнейшим культурным центром страны. Культурное значение города вызвано наличием множества музеев, театров и библиотек. Также в городе сложилась культурная самобытность, нашедшая отражение в ежегодных мероприятиях, таких как Филетеадо, Лунфардо, Танго и карнавалы. В городе имеется Библиотека Конгресса, консерватория (1893 год, основана композитором Альберто Вильямсом), Национальная библиотека, технологический институт, несколько научно-исследовательских учреждений. В городе располагаются главный университет Аргентины — Университет Буэнос-Айреса, здания Южноамериканского и Лондонского банков, созданные в 1966—1967 годах. Основными архитектурными достопримечательностями Буэнос-Айреса являются старая ратуша (1724—1754 годы) и церкви Эль-Пилар (1716—1732 годы) и Сан-Игнасио (1710—1734 годы). В числе самых красивых улиц столицы можно назвать парадные магистрали Авенида де Майо (1889 год), Проспект 9 июля (1930 год) и Авенида Генераль Пас (1937—1941 годы).

### Архитектура

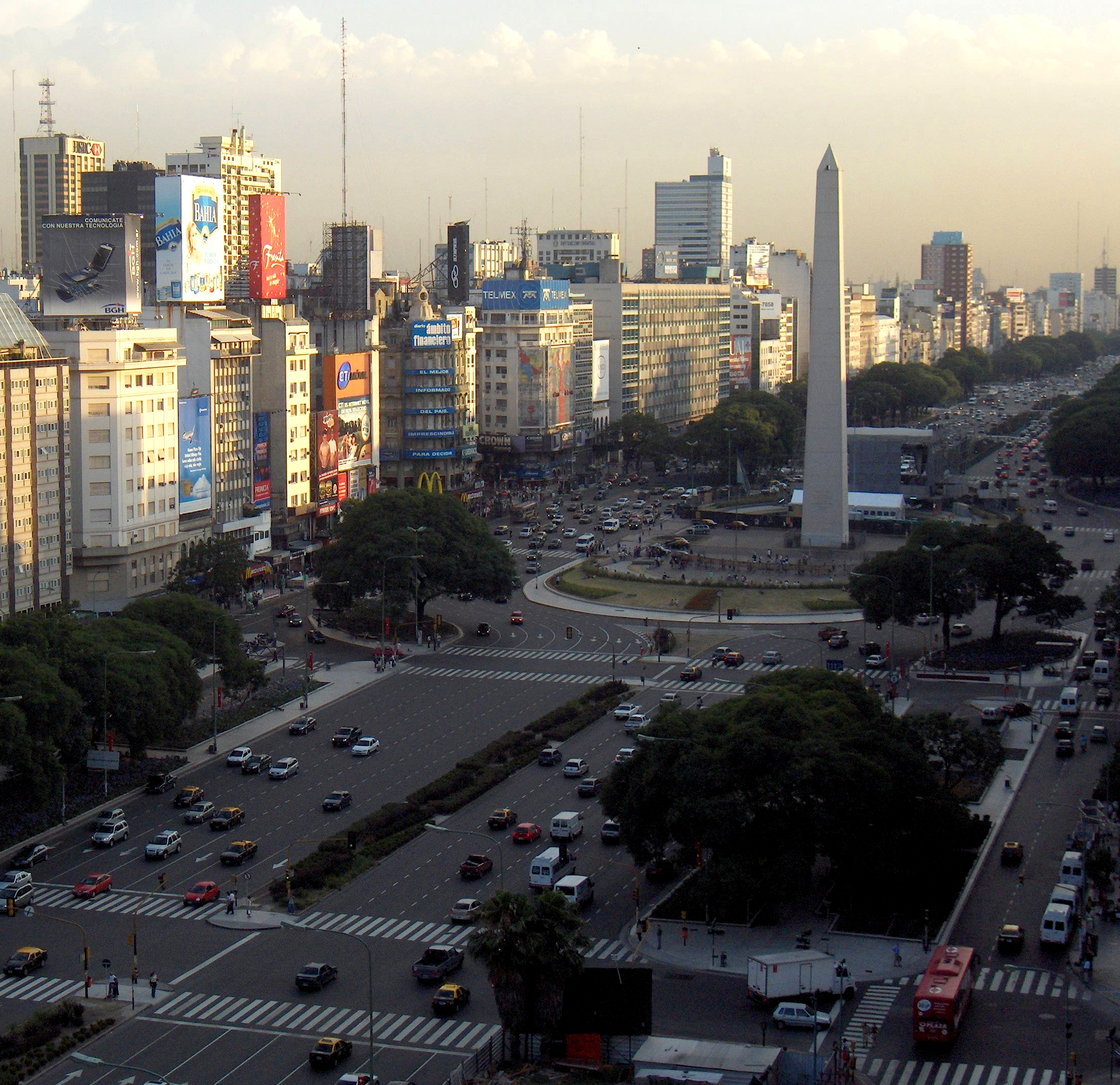
Проспект 9 июля, Площадь Республики и Обелиск — три вехи архитектуры города

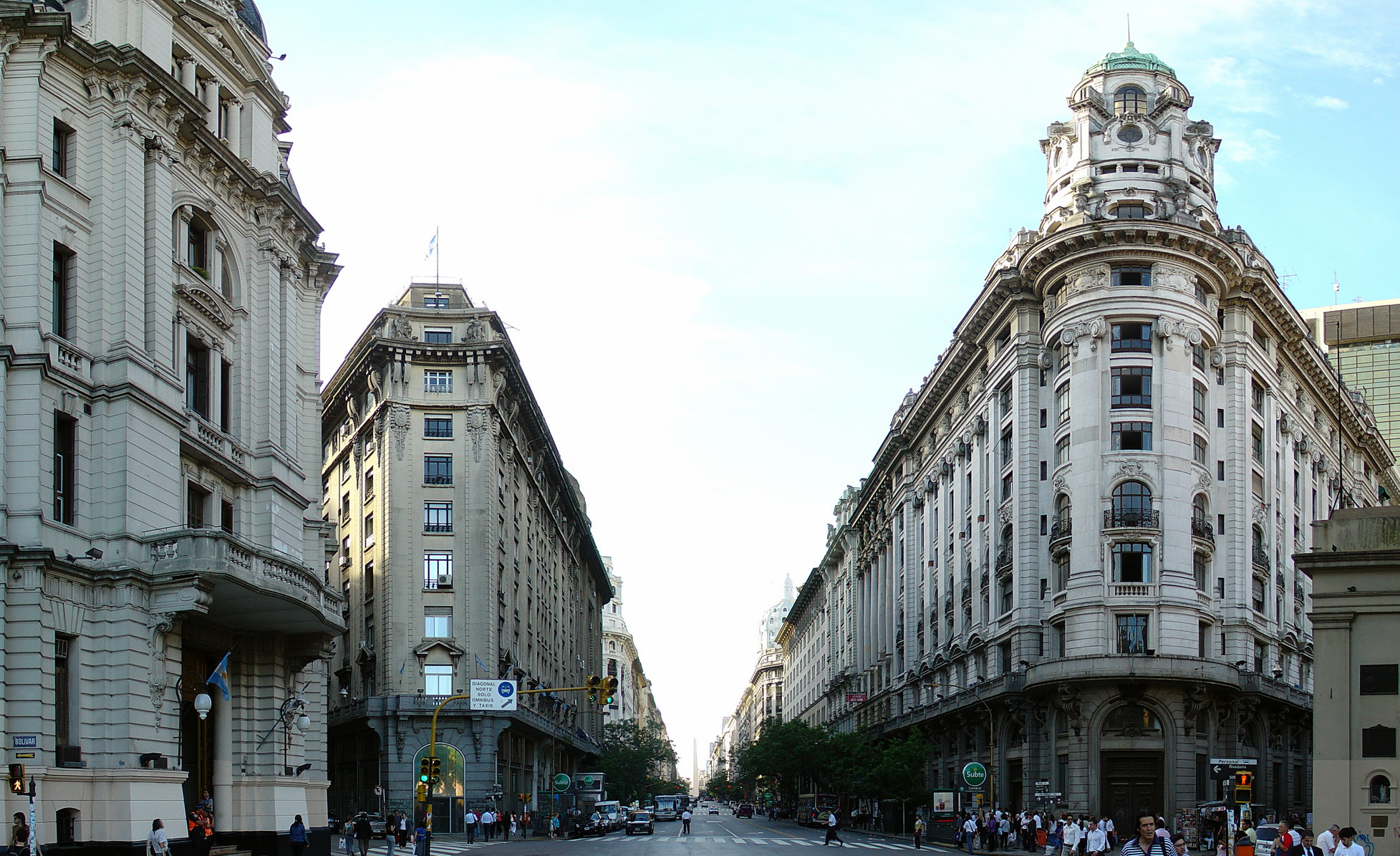
Диагональ Норте

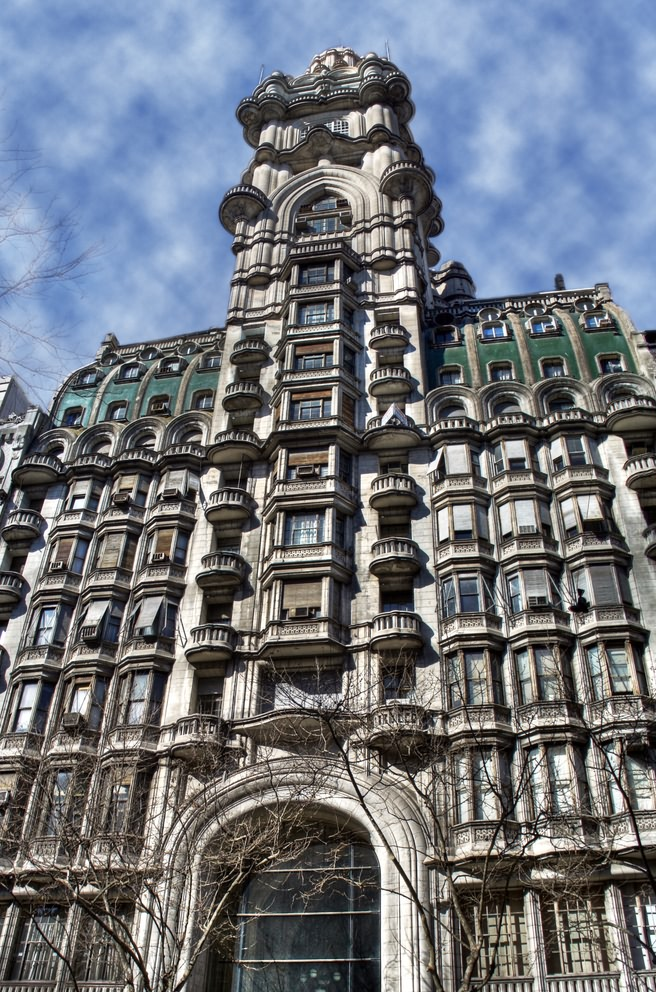
Паласио Бароло

#### Планировка
В XIX веке город разделили на 48 районов, а за основу застройки города использовали гипподамову систему — способ планировки с пересекающимися под прямым углом улицами, равными прямоугольными кварталами, отводимыми под общественные здания и рынки, кратными стандартным размерам квартала.
Исторический и деловой центр города разделён на примерно одинаковые квадраты, идущие с севера на юг и с востока на запад. Кварталы расположены в шахматном порядке, на основе которого построены и другие города Аргентины. В Буэнос-Айресе 2113 улиц, считая переулки. В южной части города, около порта расположены промышленные предприятия; в центре города находятся деловая и торговая часть города, центр является местом расположения правительственных учреждений, резиденции президента, банков, и множества магазинов.
Размер каждого квартала Буэнос-Айреса составляет 100×100 м, а нумерация домов представляет собой метраж квартала, например адрес «Бельграно, 611» не о 611 по счёту доме, а о конкретном расположении входной двери в определённом квартале, на указанной улице. Подобная система используется, к примеру, в Нью-Йорке.
Проходных дворов, как в Санкт-Петербурге, в этом городе нет: все дома стоят вплотную друг к другу. Такая застройка города очень живописна: новостройки сливаются со старыми домами в колониальном стиле, а непримечательная постройка плавно переходит в здание с яркими тонами и с завитушками в лучших традициях старого Парижа. Это объясняется тем что, когда застраивали город, иммигранты постарались воссоздать родные дома, которые они покинули.
Ещё одна особенность Буэнос-Айреса, в том, что богатые и бедные районы города зачастую сливаются друг с другом. При этом трущобы и особняки могут находиться фактически рядом, поскольку респектабельные кварталы чередуются с бедными. Может быть, в этом и заключается очарование латиноамериканского Парижа. Например, аргентинский аналог Бродвея, улица Корриентес, на которой стоит несколько театров с неоновыми вывесками, поздно вечером и ночью становится прибежищем нищих.
О контрастах города можно говорить много: пешком из района Ла-Бока можно дойти до Пуэрто-Мадеро. Если район Ла-Бока застроен одно-двухэтажными домами из жестяных листов, то район Пуэрто-Мадеро — полная ему противоположность. В небоскрёбах района живут аргентинские миллионеры. Часто вечерами их можно наблюдать в многочисленных ресторанах, расположенных рядом со старым портом. Довольно долго на этом месте был пустырь, пока в конце 80-х годов XX столетия было решено застроить этот квартал. С момента, когда пустующее пространство заняли будущие владельцы ресторанов и владельцы строительных компаний, район Пуэрто-Мадеро стал респектабельным.

#### История застройки
Архитектура Буэнос-Айреса — это история его жителей. Многие из них являются потомками иммигрантов из различных культур, которые нашли своё отражение в архитектуре города. Архитектура Буэнос-Айреса содержит элементы напоминающие Барселону, Париж и Мадрид. Архитектура Буэнос-Айреса многоплановая, от холодного академизма или ар-деко, зданий в стиле модерн, неоготика и до современных небоскрёбов из стекла и бетона. Или свой неповторимый своеобразный стиль, например в районе Ла-Бока, а также здания периода колониальной эпохи. Итальянское и французское влияние на архитектуру возросло в начале XIX века, хотя академический стиль сохранялся до первого десятилетия XX века.
В 1912 году была открыта базилика Дель Сантисимо Сакраменто. Она была построена на пожертвование госпожи Мерседес Анхонера де Кастельянос, представительницы одной из самых известных семей в Аргентине. Базилика является прекрасным примером французского неоклассицизма. Внутренняя часть базилики отделана мрамором, в ней находится крупнейший в Латинской Америке орган Mutin-Cavaillé.
В 1919 году по проекту итальянского архитектора Марио Паланти началось строительство Паласио Бароло. В то время оно являлось самым высоким зданием в Южной Америке, и стало первым аргентинским небоскрёбом, построенным с применением бетона (1919—1923). Паласио Бароло построено в неоготическом стиле, высота здания 100 метров и оно насчитывает 22 этажа. Паланти составил проект здания, опираясь на «Божественную комедию» Данте Алигьери. Этажи здания архитектор разделил на три части: подвал символизирует ад, этажи со 1-го по 14-й являются аллегорией чистилища в свою очередь этажи с 15-го по 22-й — рай. Здание оборудовано 9 лифтами, в нём находится 20-метровый зал, в котором расписан потолок. В верхней части здания установлен маяк, благодаря которому здание видно даже из Уругвая. В 2009 году здание было реставрировано.
Во второй половине XX века в городе продолжилось строительство зданий в стиле французского неоклассицизма: штаб-квартиры Национального банка Аргентины (архитектор — Алехандро Бустилло) и Испано-Американский музей Буэнос-Айреса (архитектор — Мартин Ноэль). Однако, начиная с 1930-х годов на архитектуру города оказывал влияние архитектор Ле Корбюзье и европейский рационализм, подражая которым составляли свои проекты молодые аргентинские архитекторы. Строительство небоскрёбов продолжалось в Буэнос-Айресе до 1950 года. В последнее время были построены новые современные высокотехнологичные здания по проектам аргентинских архитекторов: Torre Le Parc, архитектора Марио Альвареса, Torre Fortabat, Санчеса Элия и Repsol-YPF tower, Сесара Пелли.

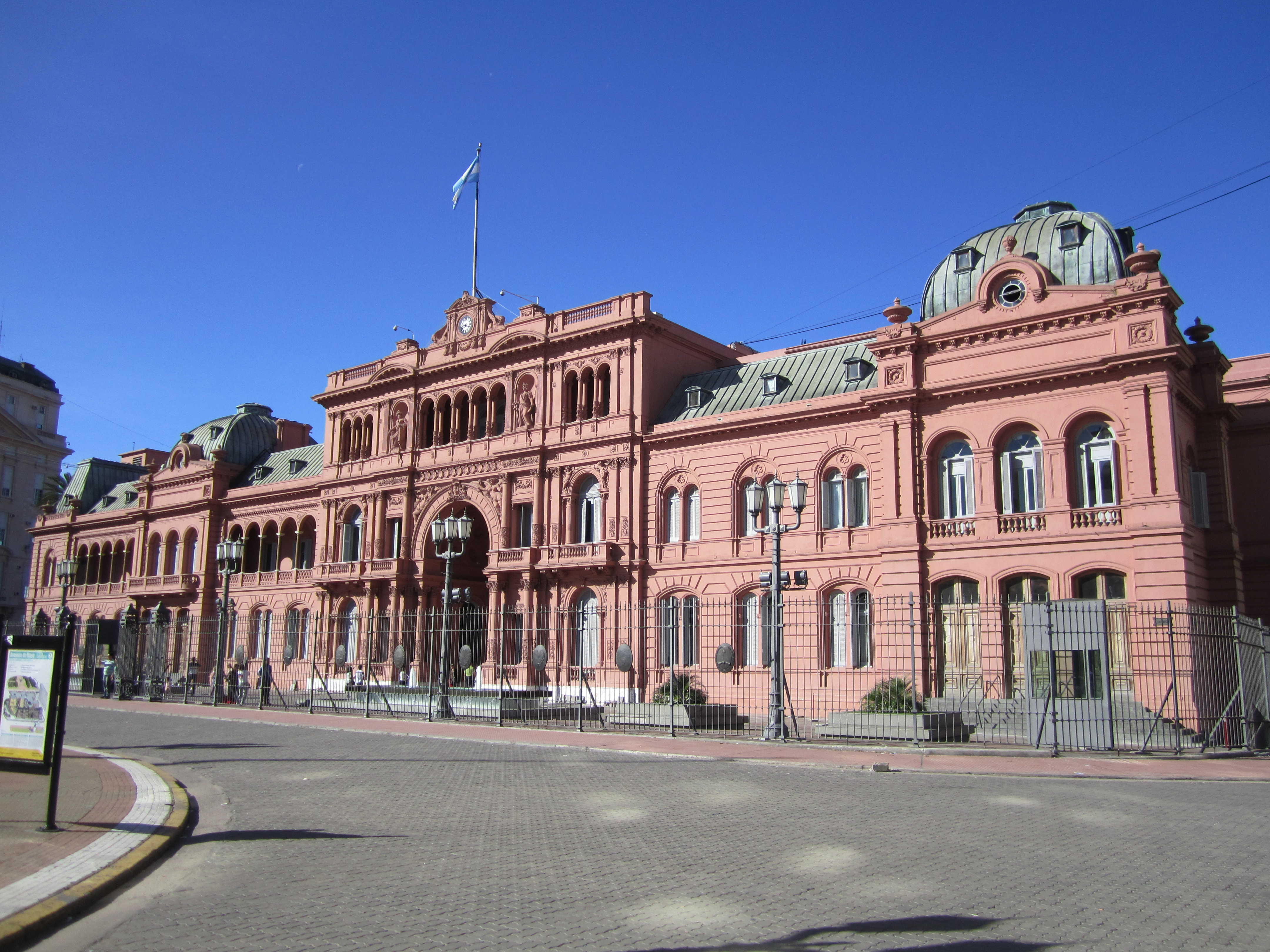
Каса-Росада - резиденция президента Аргентины
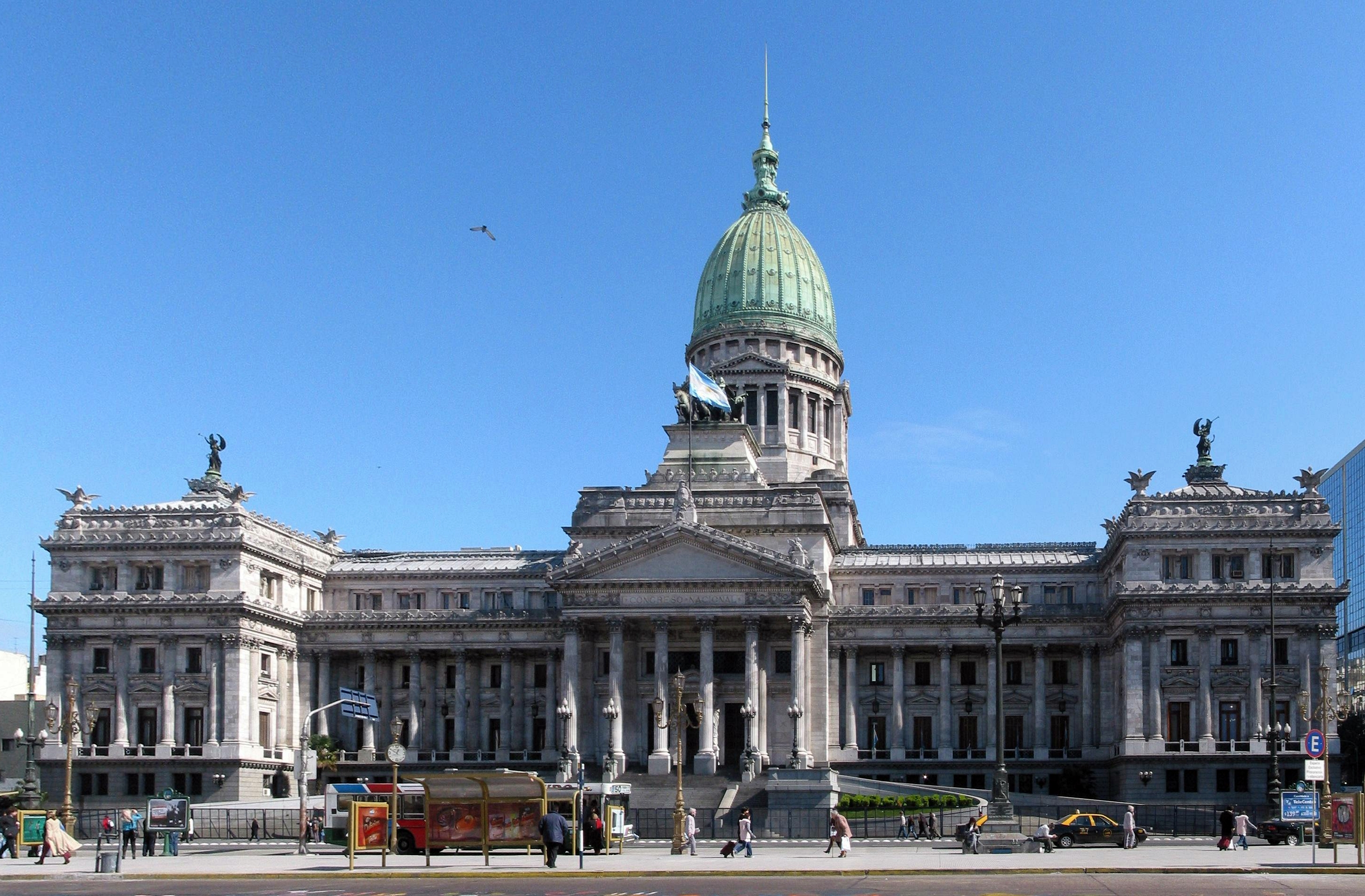
Национальный конгресс
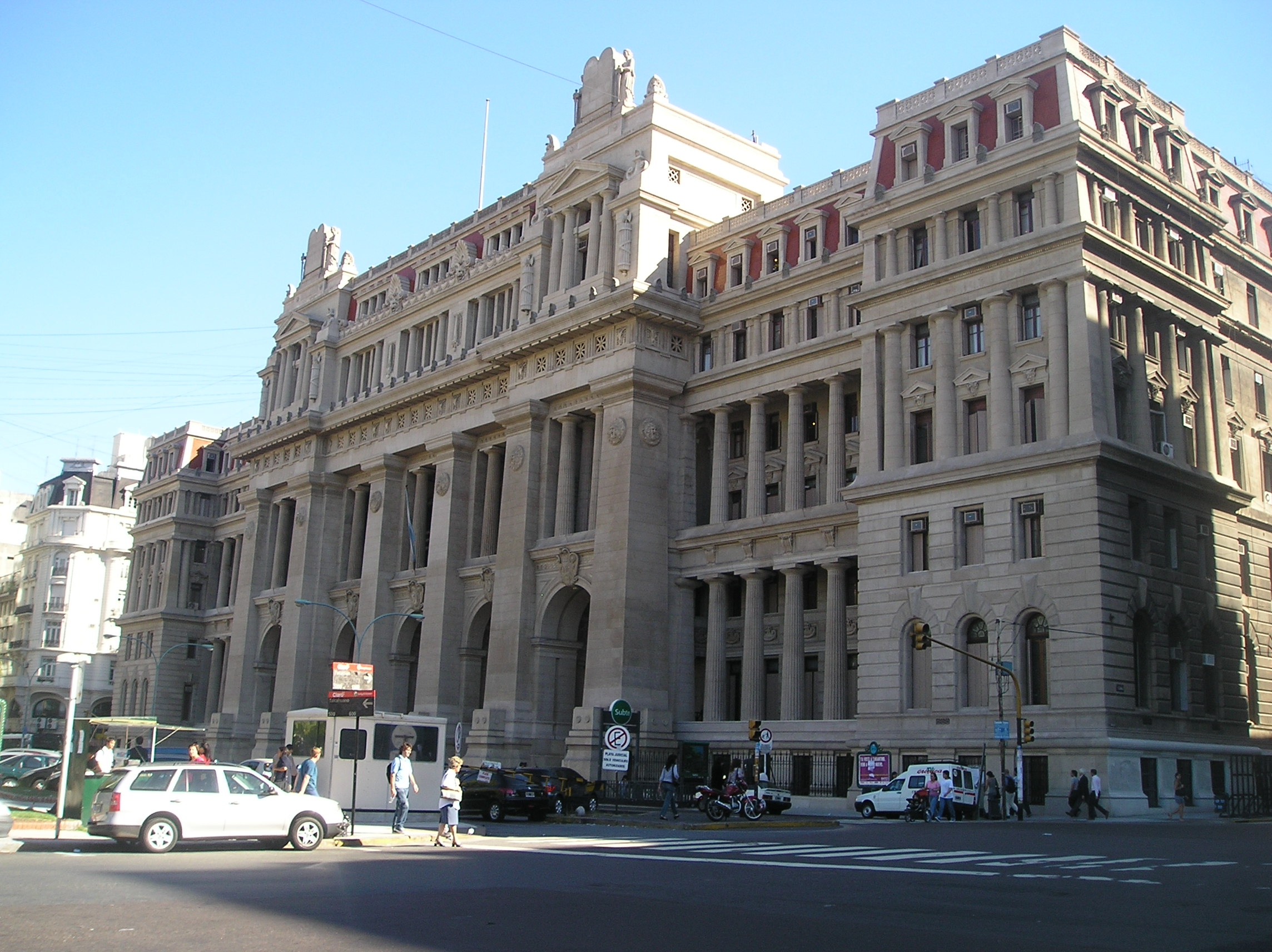
Верховный суд Аргентины
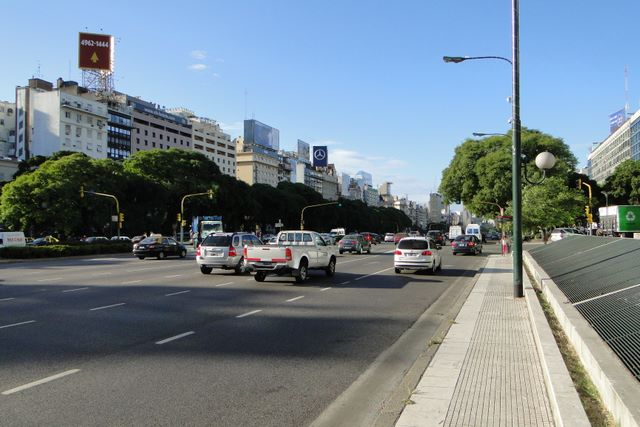
Авенида Нуэве де Хулио (9 июля)

### Монументальная скульптура
Монументальная скульптура в Буэнос-Айресе представлена целым рядом памятников, на площадях и улицах в центре города. Наиболее известным произведением монументальной скульптуры является Обелиск. Он находится в центре Республиканской площади, в том месте, где впервые в городe был вывешен аргентинский флаг, на пересечении с проспекта 9 июля и Авениды Корриентес. Высота Обелиска — 67 метров, площадь основания — 49 квадратных метра. Спроектированный архитектором Альберто Пребишем, он был построен всего за 4 недели.
Монумент Испания, открыт в 1936 году в Пуэрто-Мадеро. Поставлен как дань уважения аргентинской нации к Испании, как символ духовного единения двух народов. Монумент построен из красного гранита под руководством аргентинского архитектора Артуро Дреско. Барельеф состоит из 29 фигур знаменитых испанцев, связанных с историей Аргентины, начиная с испанского завоевания и колонизации территории страны.
Также известны Пирамида Мая, Памятник генералу Бельграно, Памятник Карлосу Мария де Альвеару, Памятник Христофору Колумбу, Памятник Педро де Мендосе, Памятник Тарасу Шевченко и множество других.

### Парки

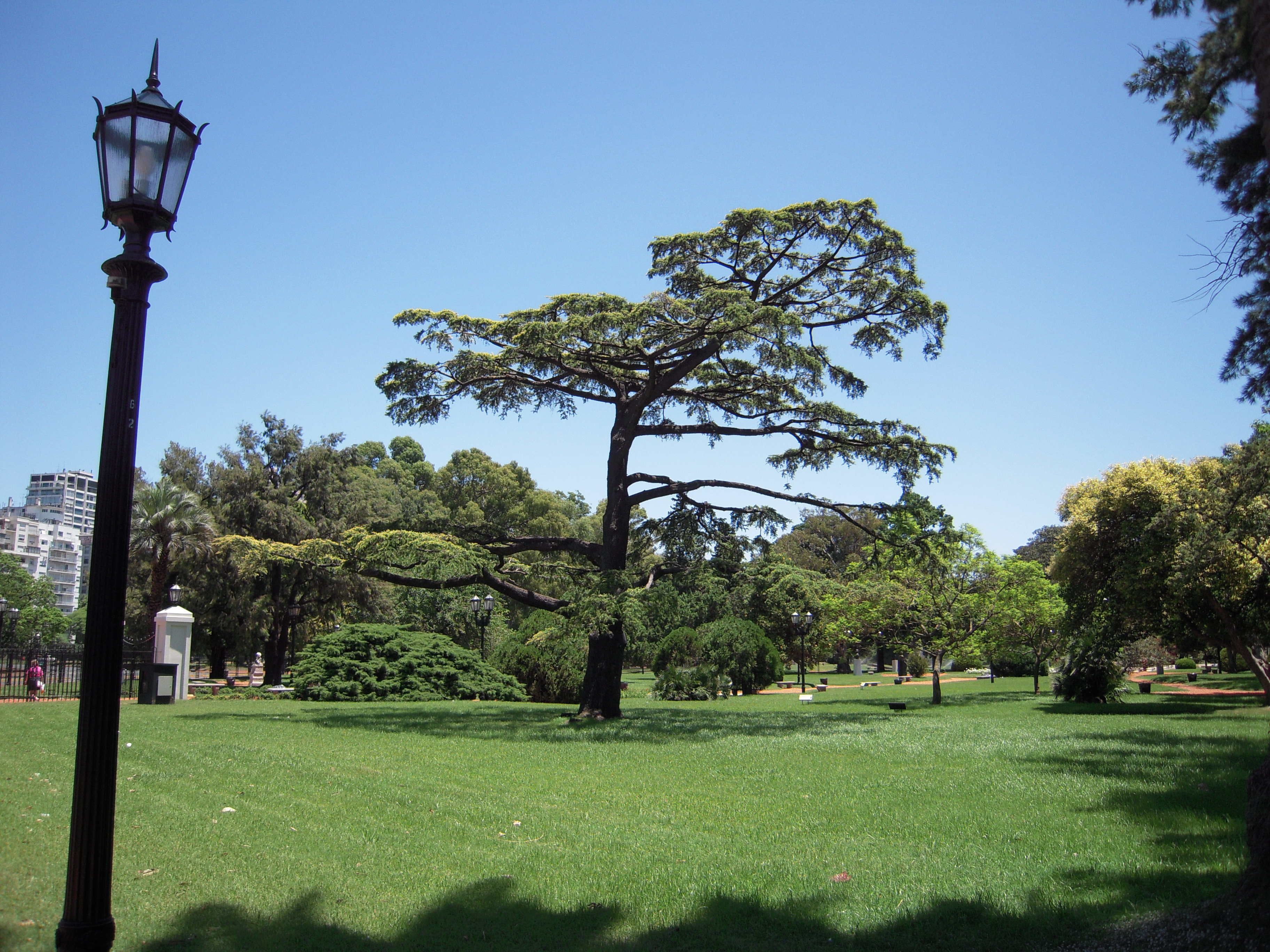
Парк Трес де Фебреро

Буэнос-Айрес имеет около 640 парков и площадей. Наиболее известные парки — Озёра Палермо, Парке Патрисиас, Трес де Фебреро, Альмиранте Браун и Костанера Сур. Одной из особенностей города является разнообразие видов растений. В значительной степени это связано с Карлосом Тайсом, который основал Ботанический сад Буэнос-Айреса. Он посадил такие растения как Типуана типу, Жакаранда, Табебуйя.

### Музеи и художественные галереи
Городское правительство управляет десятью музеями разных направлений: от изящных искусств (Музей изобразительных искусств Эдуардо Сивори) и истории (Национальный исторический музей Аргентины) до кино (Музей кино Пабло Дюкро Хикена). Есть также много музеев, зависимых от правительства (в том числе, Музей Каса Росада) или фондов (такие, как Латиноамериканский музей). Кроме того, в городе расположены Музей современного искусства, Аргентинский музей естественных наук, Национальный музей изящных искусств, Муниципальный музей изящных искусств и национального искусства, этнографический, Национальный музей декоративного искусства, где находится коллекция предметов искусства и императорские портреты, вывезенные в Аргентину потомками последнего фаворита Екатерины II, графа Зубова, а также корабль-музей «Президент Сармьенто». В городе 26 публичных библиотек, в которых хранится 317 583 книг.
В 2014 году власти города официально выделили место для строительства музея геноцида армян.

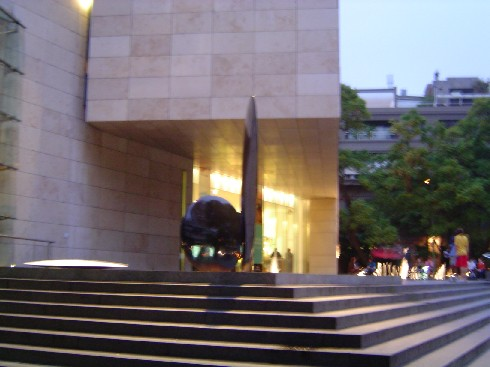
Латиноамериканский музей
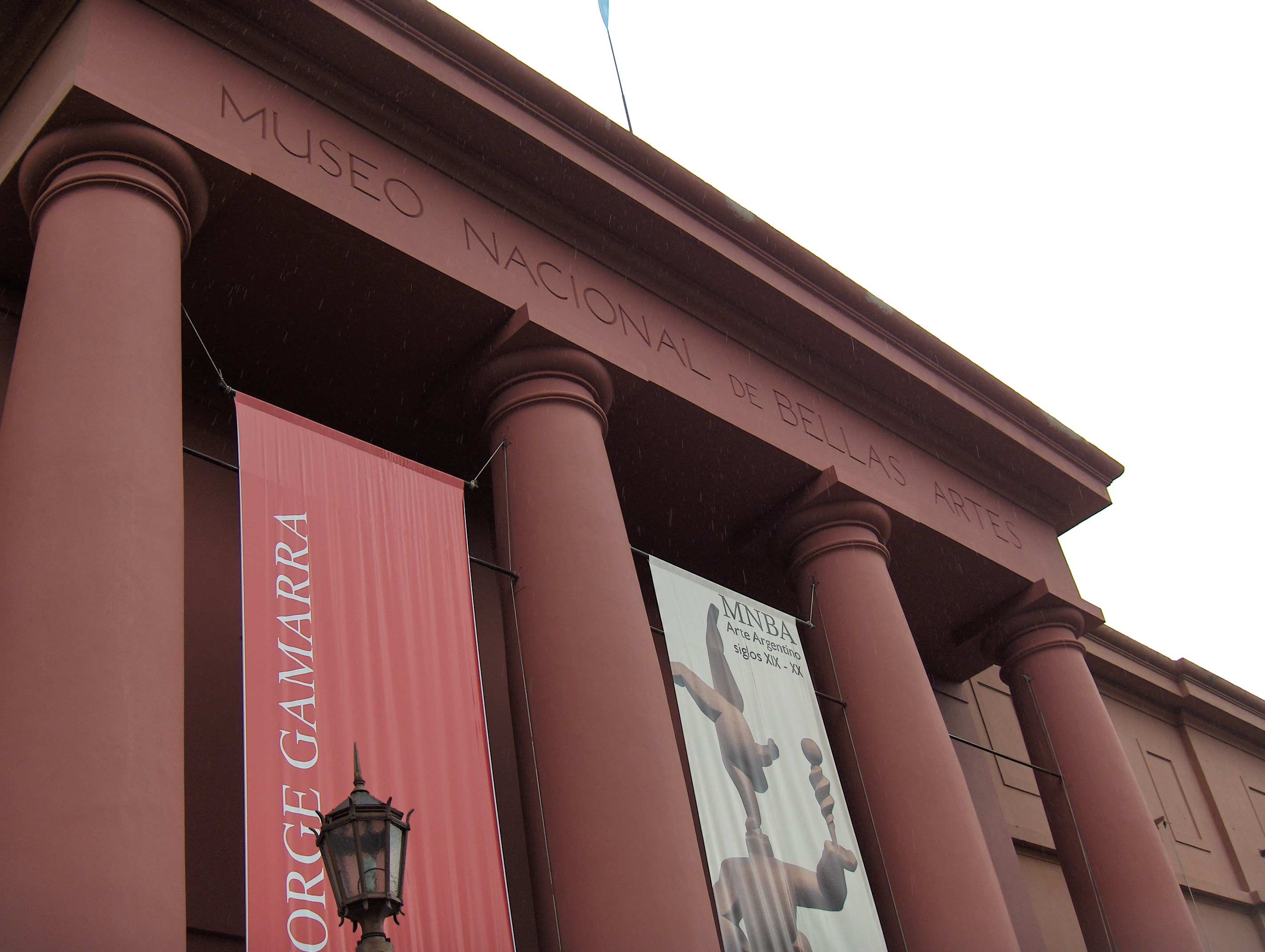
Музей изобразительных искусств
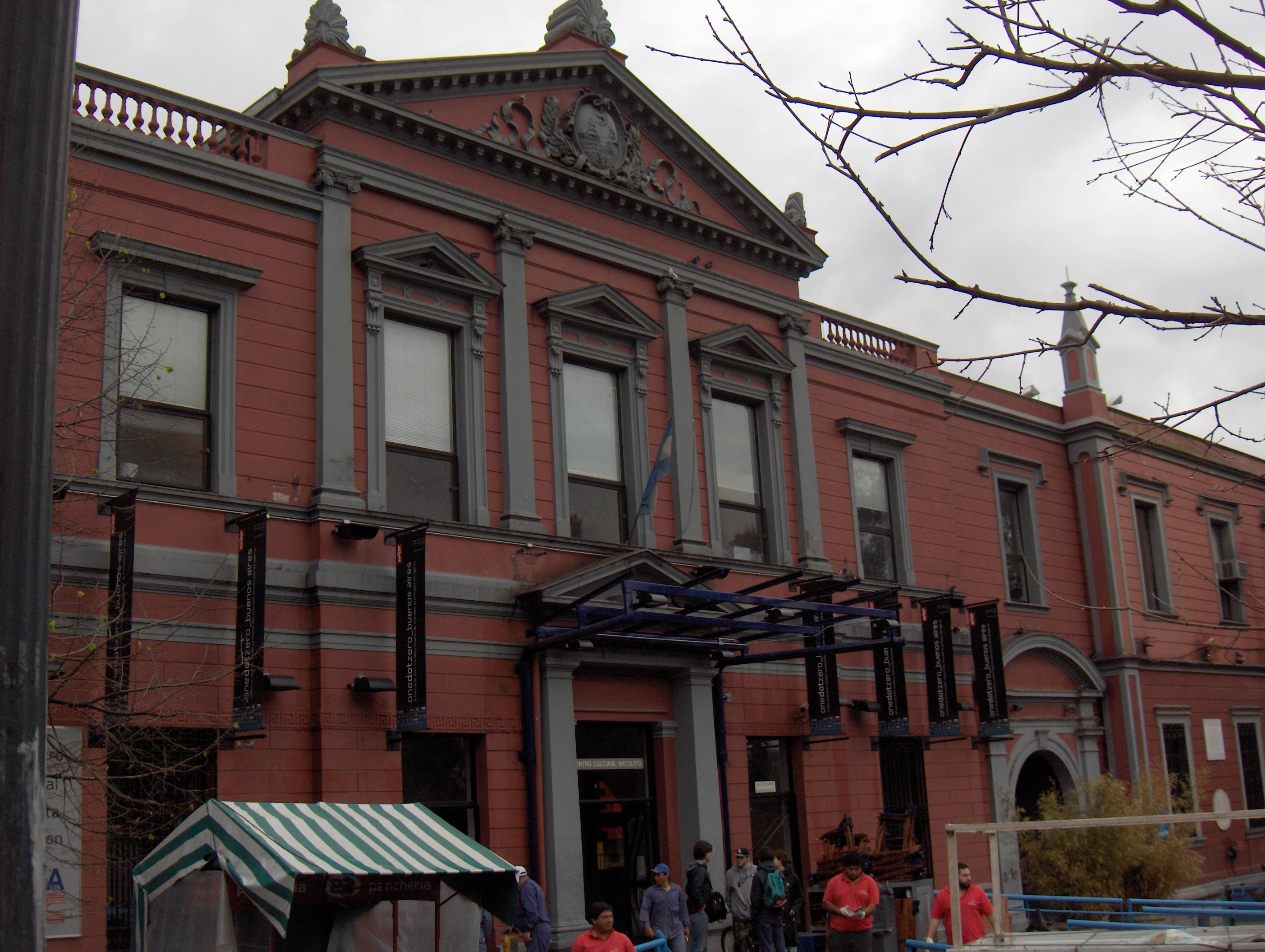
Культурный центр Реколета

### Театры и концертные залы
Театр «Колон» является одним из пяти самых знаменитых оперных театров страны. Он построен по проекту архитектора Витторио Меано в 1909 году. Кроме того, в городе расположены Театр Генерала Сан-Мартина, Театр Президента Альвеара, Театр Регио, Театр Сармьенто и Театр де ла Рибера. Кроме того в городе находятся Национальный театр имени Сервантеса, Культурный центр Реколета, Культурный центр Генерала Сан-Мартина, Театр Майпу и многие независимые театры в различных кварталах города. Всего в городе более 300 театров. В 1958 году в список архитектурных достопримечательностей Буэнос-Айреса вошло здание Муниципального театра. В городе присутствуют 60 наиболее известных баров страны, которые причастны к истории города, они получают помощь от правительства Буэнос-Айреса.

### Библиотеки

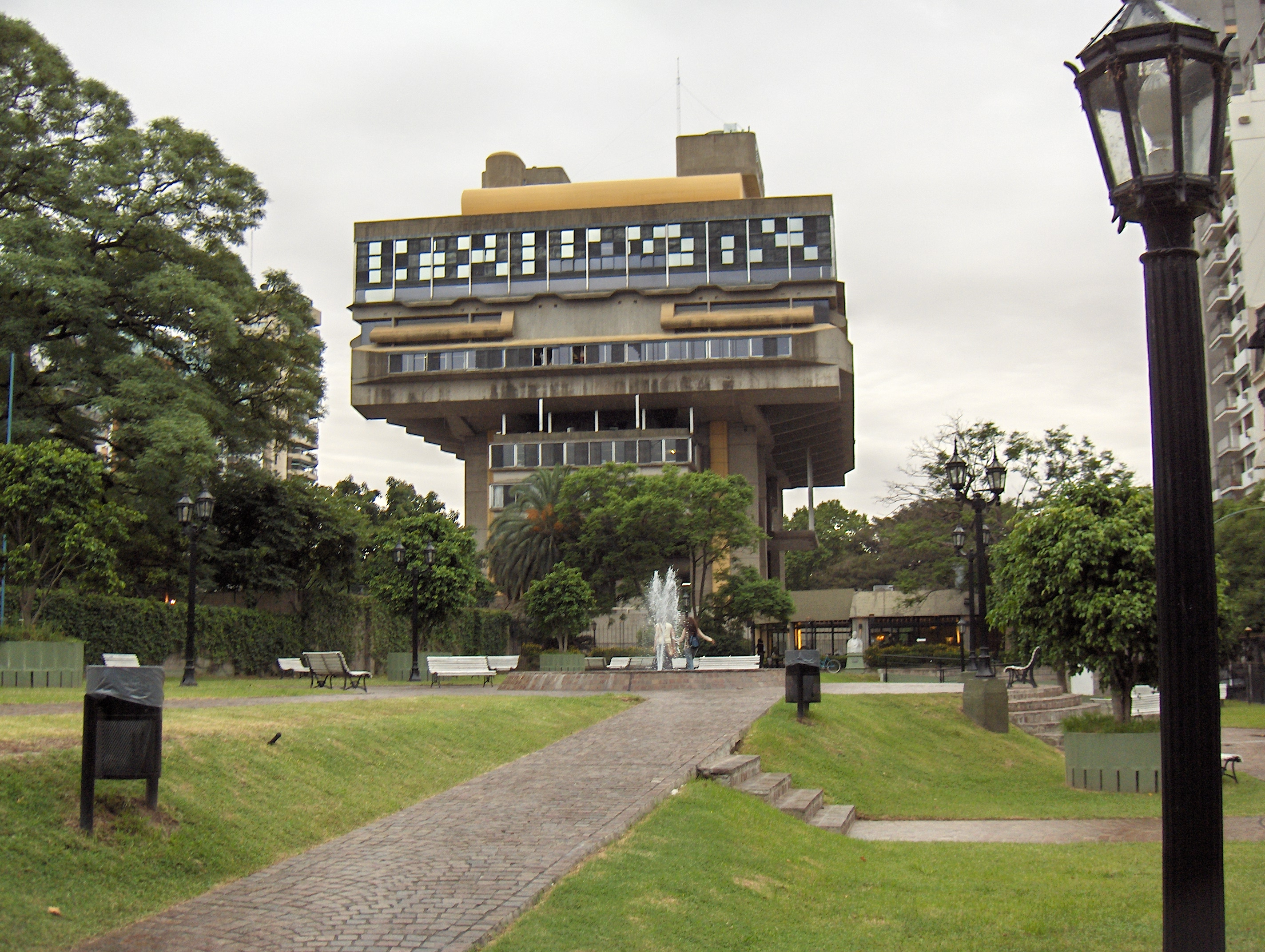
Национальная библиотека Аргентины

В Буэнос-Айресе, как и в любом крупном городе, целая сеть библиотек. Наиболее известна Национальная библиотека Аргентины, которая является крупнейшей библиотекой в стране. В настоящее время библиотека находится в районе Реколета, в момент своего основания в 1810 году располагалось в Ратуше Буэнос-Айреса.
Также наиболее известны: библиотека Конгресса (основана в 1859 году) расположенная на площади Конгресса, CONABIP (сеть национальных библиотек) созданная в 1870 году, по указу президента Доминго Фаустино Альбаррасина Сармьенто, библиотека национальной медицинской ассоциации Аргентины, библиотека Национал де Маэстрос (основана в 1870 году), а также Центр документации Министерства Культуры республики Аргентина.

### Музыка
Танго — старинный аргентинский народный танец свободной композиции, отличающийся энергичным и чётким ритмом. Танго распространился из окраин Буэнос-Айреса. В первые годы XX века танцоры и оркестры из Буэнос-Айреса и Монтевидео отправились в Европу, и первый европейский показ танго состоялся в Париже, а вскоре после этого в Лондоне, Берлине и других столицах. В Буэнос-Айресе несколько школ танго (известных как академий), как правило, только для мужчин. 11 декабря ежегодно празднуется в городе как «День танго». 30 сентября 2009 года, Межправительственный комитет ЮНЕСКО по нематериальному наследию объявил танго частью мирового культурного наследия.
В Буэнос-Айресе вырос и жил известный певец танго Карлос Гардель. Также город известен такими певцами как Анибаль Троило, Освальдо Педро Пульезе, Энрике Сантос Дисеполо и Омеро Манци. В середине двадцатого века стали известны новые певцы — Хулио Соса, Эдмундо Риверо и Роберто Гойенече. Широкую известность получил композитор Астор Пьяццолла. В конце 1960-х годов появился аргентинский панк-рок. Город также стал местом зарождения стиля кумбия, появившегося в конце XX века в бедных районах города.

### Фестивали
Фестиваль танго. Буэнос-Айрес является столицей танго. Ежегодно 14-31 августа, в городе проходит фестиваль танго, проводимый Министерством Культуры Аргентины с 1999 года. Посещение фестиваля стало для местных жителей стилем жизни. В дни фестиваля большая часть населения города танцуют танго — кто-то только начинает освоение танца, опытные мастера участвуют в мастер-классах. Уроки танго различаются по категориям мастерства участников — начальная, средняя и продвинутая группы, а также маэстро. Выбор, в какой группе заниматься, делают сами участники. Уроки для новичков бесплатны и проводятся по графику, но занятие может быть отменено из-за дождя. Занятия для опытных участников проводятся за отдельную плату и требуют предварительной регистрации пар. Сами горожане говорят, что уровень уроков танго зачастую невысок, а с прославленными мастерами можно встретиться и в обычной обстановке. Многие приезжают на фестиваль именно из-за атмосферы праздника и занятий по танго (милонг).

 Фестиваль независимого кино 2013. Около 370.000 человек присутствовали на 15-м Международном фестивале независимого кино Буэнос-Айреса (BAFICI), это одно из самых престижных культурных событий в Латинской Америке. Фестиваль проводился в районе Реколета, и длился в течение 12 дней. В рамках фестиваля были показаны 473 фильма (165 короткометражек и 272 полнометражных фильма).

В Буэнос-Айресе проходит много других фестивалей. Их организатором является муниципалитет города или частные организаторы. Многие из этих фестивалей, вызывают большой интерес не только у жителей города, но также и у туристов.

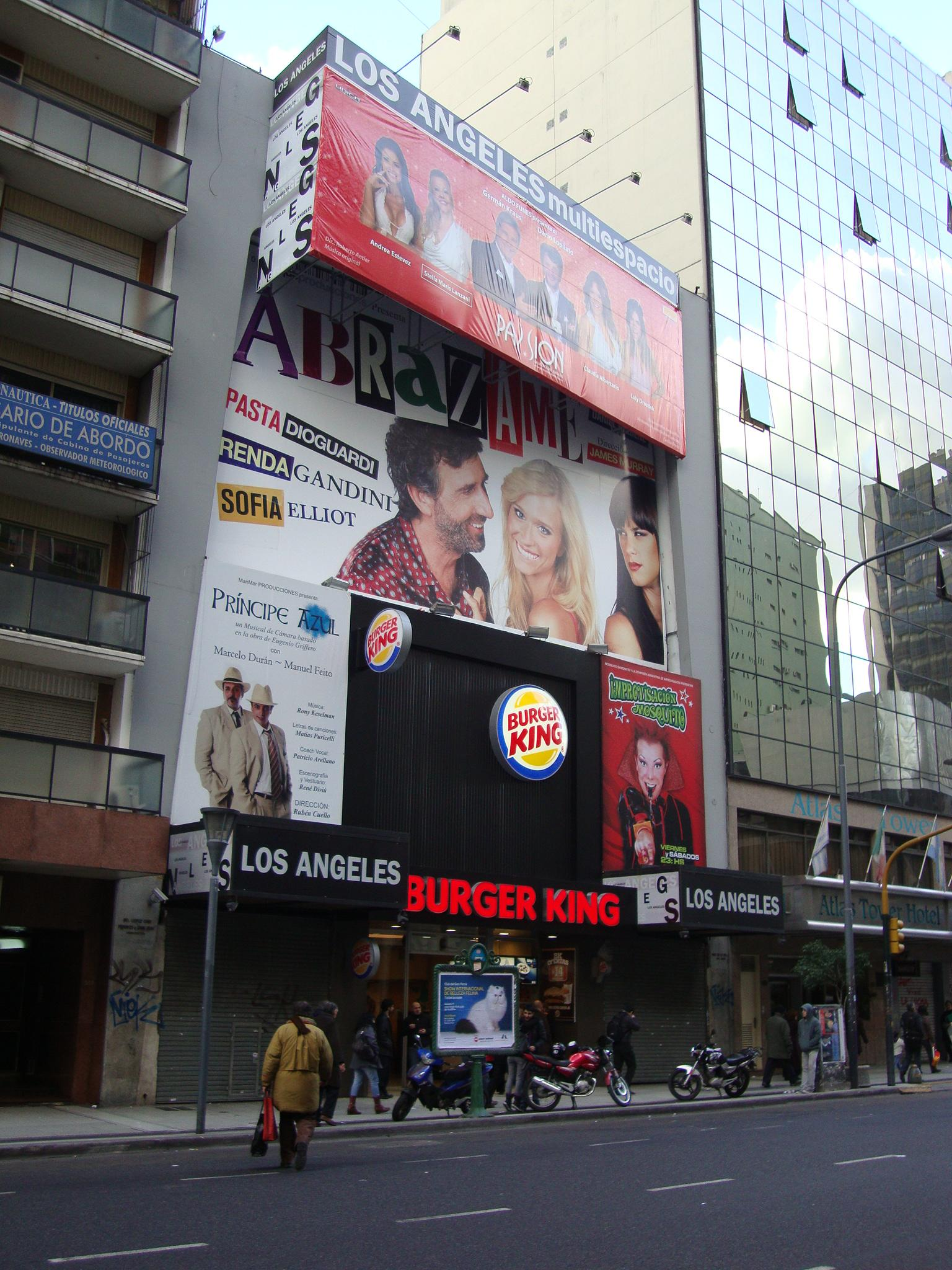
«Лос-Анхелес» —- один из старейших кинотеатров Буэнос-Айреса

### Кино
Кино впервые появилось в Буэнос-Айресе в 1896 году. Город был центром аргентинской киноиндустрии более 100 лет. Первой работой аргентинского кинематографа считается снятая французским кинооператором Эженом Пи в 1897 году документальная лента, где показан флаг Аргентины, который реет над Площадью мая Буэнос-Айреса. Двумя крупнейшими кинопроизводителями Аргентины считаются компании Lumiton (образована в 1931 году, закрыта в 1950-х из-за экономических проблем, выпущено 180 фильмов) и Argentina Sono Film (1933 год — настоящее время, 220 фильмов).
В процессе выпуска кинематографической и телевизионной продукции в Аргентине принимают участие около 20 компаний, среди которых: Patagonik Film Group (создана в 1996 году, более 50 фильмов), Gorevision Films (2001 год, около 10 фильмов), Rosstoc (2005 год), Pampa Films (2006 год, около 10 фильмов), 100 Bares (2000 год). 100 Bares создана специально для обслуживания творческих проектов Хуана Хосе Компанельи.

### Мода
Наиболее значительное событие в мире Аргентинской моды — это Неделя моды в Буэнос-Айресе (Buenos Aires Fashion Week), которая два раза в год проходит с 2001 года. Это мероприятие отражает последние тенденции на весну-лето и осень-зиму. В рамках недели моды проходит работа международных дизайнеров, но в показах участвует и отечественная продукция, так как это хорошая возможность представить обзор лучших образцов аргентинской индустрии моды.

### Средства массовой информации

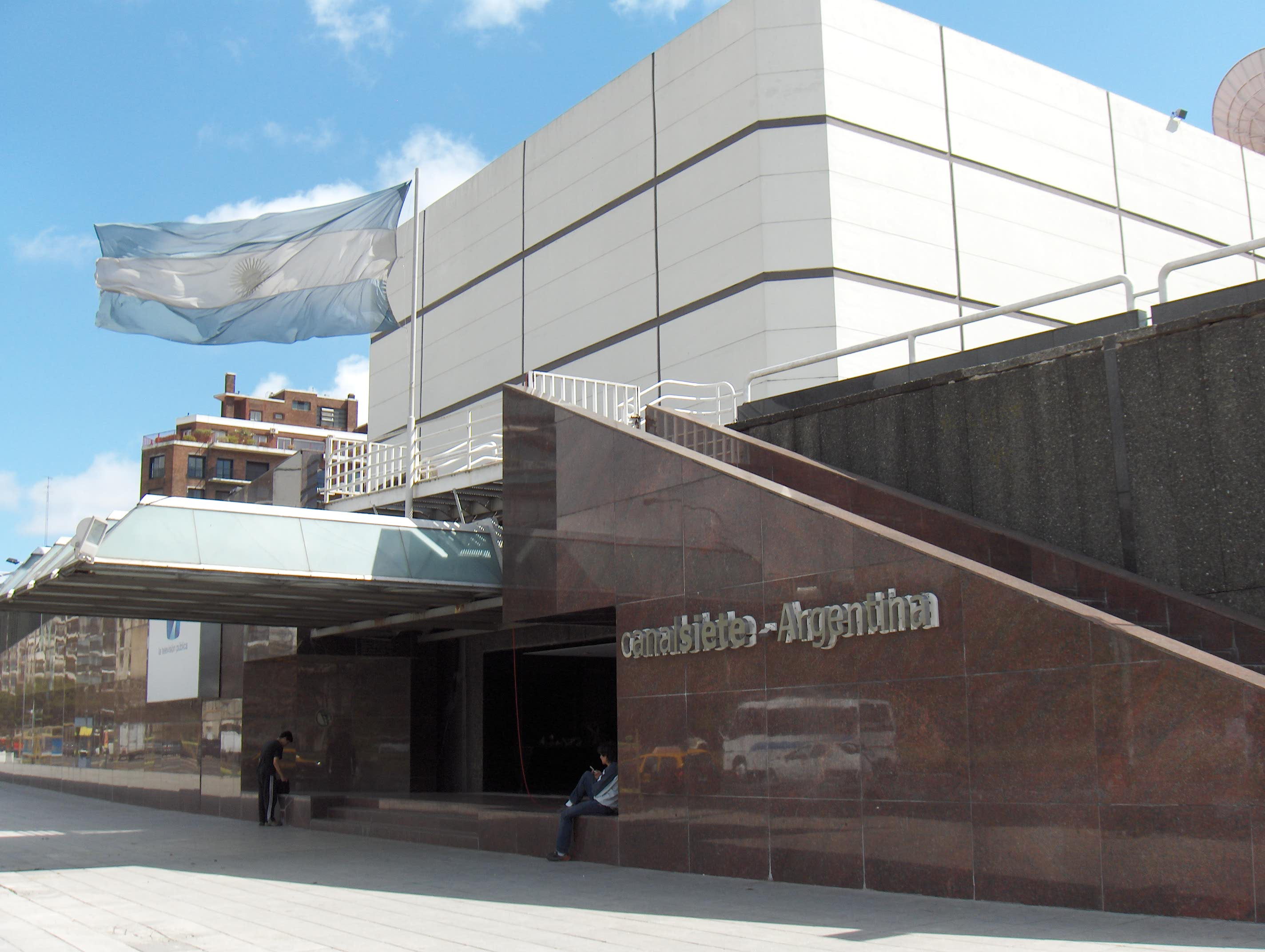
Здание 7 канала

Издательская индустрия в Буэнос-Айресе является одним из наиболее конкурентоспособных в регионе. Столица является крупнейшим издательским центром страны, где живут и работают журналисты и редакторы выходящих большим тиражом газет и журналов. Например, издательство Clarin выпускает самую популярную газету в Аргентине, являющуюся также одной из основных испаноговорящих газет в мире. Её тираж в 2011 был 300 837 экземпляров ежедневно. Первый номер газеты, которая является одной из старейших на планете, вышел 4 января 1870 года.
Телевидение
В Буэнос-Айресе основными каналами телевизионного вещания являются: канал 2 — Америка (LS86), Национальный государственный канал 7 — Общественное телевидение (LS82), канал 9 (LS83), канал 11 — Федеральное Телевидение (TELEFE, LS84), канал 13 — «Аргентинское радио и телевидение» (ARTEAR, LS85) и другие каналы (21, 26, 31). В городе расположены офисы 9, 11, 13, 26, и 31 каналов. В 2006 году насчитывалось 2.752.323 абонентов сети кабельного телевидения.
Радиостанции

Буэнос-Айрес имеет множество радиостанций, АМ и FM диапазона. Как и в остальном мире, FM является наиболее развитой сетью радиостанций. Среди 15 самых популярных радиостанций вещающих на FM: La 100, Pop Radio, Rock & Pop, FM Metro, Los 40 Principales, Radio Disney, FM Aspen, Mega, Vale, Radio 10, Radio Mitre, Continental, La Red y Radio Nacional. Radio El Mundo и Radio Rivadavia, являются одними из старейших радиостанций Аргентины.

## Спорт

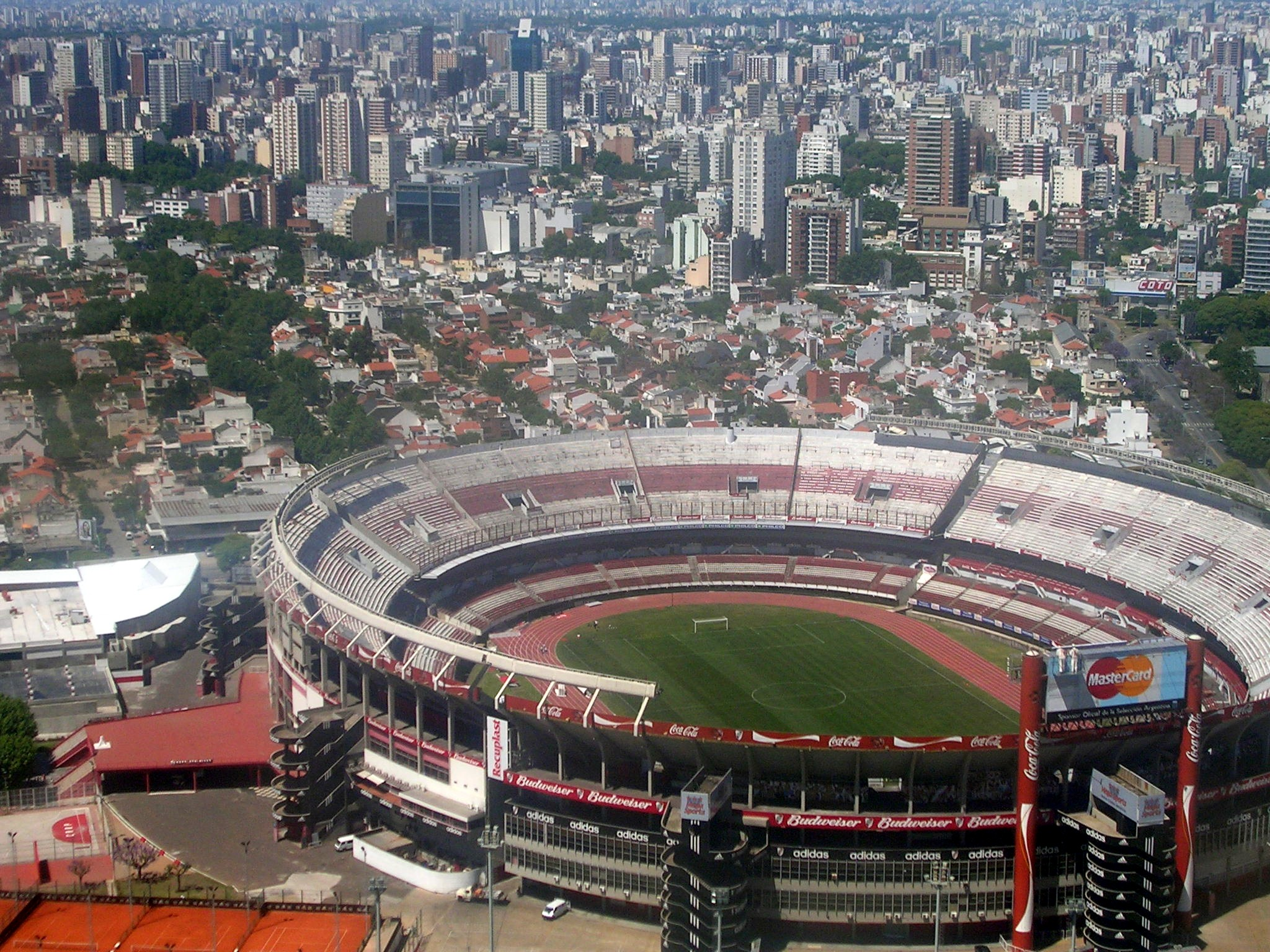
Панорама стадиона «Монументаль Ривер Плейт»

Футбол — самый популярный вид спорта в городе. Буэнос-Айрес является городом с самой высокой концентрацией футбольных команд в мире (по крайней мере, 24 профессиональные команды). Противостояние местных клубов «Ривер Плейт» и «Бока Хуниорс» носит непримиримый характер. Чемпионат Аргентины и сборная страны являются одними из сильнейших в мире, Буэнос-Айрес же занимает первое место в мире среди всех городов по суммарной вместимости футбольных стадионов.
В 1950 и 1990 годах в городе проходили чемпионаты мира по баскетболу, а в 1978 году в Аргентине проводился чемпионат мира по футболу, финальный матч которого был сыгран в Буэнос-Айресе. 25 июня в финальном поединке турнира сборная Аргентины со счётом 3:1 переиграла команду Нидерландов и впервые в своей истории стала лучшей на планете. В период с 1953 по 1998 год в городе было проведено 20 этапов гонок автомобилей класса «Формулы-1». Гран-при Аргентины проводились на автодроме имени Оскара Гальвеса, в 1998 году данный этап гран-при был вычеркнут из календаря чемпионатов «Формулы-1» в связи с финансовыми затруднениями хозяев трассы, тем не менее, практически каждые выходные на этом автодроме проходят заезды менее значимых гоночных турниров, как национальных, так и международных. Так же в городе популярны такие виды спорта, как теннис, хоккей на траве и регби. На стадионе Rock Park проходили матчи Кубка Дэвиса.
В Буэнос-Айресе несколько раз проходил Кубок Америки по футболу, состоялись первые Панамериканские игры (с 25 февраля по 9 марта 1951 года), этот город был одним из 5 претендентов для проведения летних Олимпийских игр 2004 года, проводил чемпионат мира 1987 года по поло. В городе располагаются CeNARD (Национальный центр повышения квалификации), спортивный комплекс, две беговые дорожки, секции по многим видам спорта: футболу, хоккею, гандболу, теннису, волейболу, катанию на коньках, плаванию, регби, тяжёлой атлетике.

## Социальная сфера

### Наука и образование
Начальное или дошкольное образование в Аргентине предназначено для детей в возрасте до 5 лет. Его получают дети начиная с возраста 2 или 3 лет.
Первичное образование получают дети в возрасте с 6 до 12 лет, и является обязательным для всех граждан Аргентины. В рамках этого образования, дети начинают учить второй язык с 4-го класса (кроме английского языка, изучают французский и итальянский). Также в городе работают 22 учреждения для дополнительного обучения иностранным языкам.
Среднее образование получают дети, в возрасте от 13 до 18 лет. Такое обучение организовано в основной цикл, который включает в себя обязательные 3 года, а также специализированное образование, которое учащиеся проходят наряду с профессиональным образованием. В отличие от процесса обучения во многих провинциях Аргентины, Буэнос-Айрес сохранил профессиональные технические училища, которые работают в соответствии с законом города № 898 124, по окончании которых выпускники получают среднее образование.

Университет Буэнос-Айреса, основанный в 1821, является одним из крупнейших и наиболее престижных университетов в Южной Америке

Буэнос-Айрес имеет самый высокий уровень грамотности в Аргентине.
Согласно опросу, проведённому Департаментом статистики и переписи населения в 2006 году, в образовательных учреждениях училось: 96,5 % детей в возрасте 5 лет, 98,6 % в возрасте от 6 до 12 лет и 87,0 % в возрасте от 13 до 17 лет. Кроме того, количество учащихся постоянно растёт, достигнув в 2006 году 656 571 в 2318 образовательных учреждениях.
В Буэнос-Айресе много учебных заведений. За исключением начальных школ, которые в основном являются государственными, количество частных средних и высших учебных заведений превышает количество государственных. Тем не менее, число учащихся в частных учебных заведениях несколько ниже, чем в государственных учреждениях.
Также в Буэнос-Айресе проходят обучение жители провинции Буэнос-Айрес, в 2005 году процент учащихся из этой провинции, которые посещали государственные школы города, составил: 4,5 % для начального уровня, 11,8 % для первичного уровня и 19,5 % для среднего уровня.
В дополнение к различным формам высшего образования, в городе расположены ведущие вузы страны. Наиболее известен Университет Буэнос-Айреса, один из самых знаменитых в Латинской Америке. Также в городе расположены: Национальный технологический университет, Национальный университет имени генерала Сан Мартина, Национальный университет искусства, Университет Сальвадора. В городе имеются многочисленные частные колледжи.

Панорама Университета Буэнос-Айреса, расположенного в районе Реколета

### Здравоохранение и медицина
В Буэнос-Айресе есть 34 бесплатные больницы, действующие в системе здравоохранения, 114 консультаций. В 2011 году 181.923 жителей города проходили бесплатное лечение в больницах города.
По статистике, бесплатными медицинскими услугами пользуются 55,6 % населения, проживающего в городе, а также 41,2 % жителей провинции Буэнос-Айрес и 3,2 % жителей других городов.
Система оказания первой медицинской помощи состоит из первичной медико-санитарной помощи по месту жительства, центров оказания первой медицинской помощи и врачей первичного звена. Наряду с ними существует профилактическая помощь, которую оказывают врачи общей практики, педиатры, психологи и социальные работники, которые осуществляют различные профилактические программы. Районные центры здоровья выполняют те же функции — профилактики и лечения, но кроме этого осуществляют бесплатную доставку лекарств населению. Среди медиков такая работа считается рискованной. Врачи вторичной медицинской помощи оказывают медицинские услуги в больницах и осуществляют бесплатную выдачу лекарств.
В городе есть много частных клиник, среди которых можно выделить клинику Госпиталь Итальяно, проводящую операции по трансплантации органов; клинику Maternidad Suizo Argentina, Hospital Universitario de la Fundación Favaloro, CEMIC (Центр медицинского образования и клинических исследований Norberto Quirno) и FLENI (Фонд по профилактике заболеваний для детей и неврологических заболеваний).
В столице в последние десятилетия сохраняется низкая, по сравнению с другими городами Аргентины рождаемость. В 2008 году в городе произошло 45 820 родов, общий коэффициент рождаемости составил 15,1 ‰. Смертность составила 32 074 человека, общий коэффициент смертности составил 10,5 ‰. В результате, очень низкий естественный прирост населения составил 4,6 ‰ в год (0,46 %), аналогично тому, которое наблюдалось в странах Европы.
 Младенческая смертность
Младенческая смертность является показателем социально-экономических условий в обществе, особенно в наиболее уязвимых слоях. В период 1990—2007 годов младенческая смертность в городе снизилась на 51 %. В то время, как в 1990 году этот показатель составил 16 смертей на тысячу новорождённых, в 2007 году он сократился до 7,9.

### Проблемы города

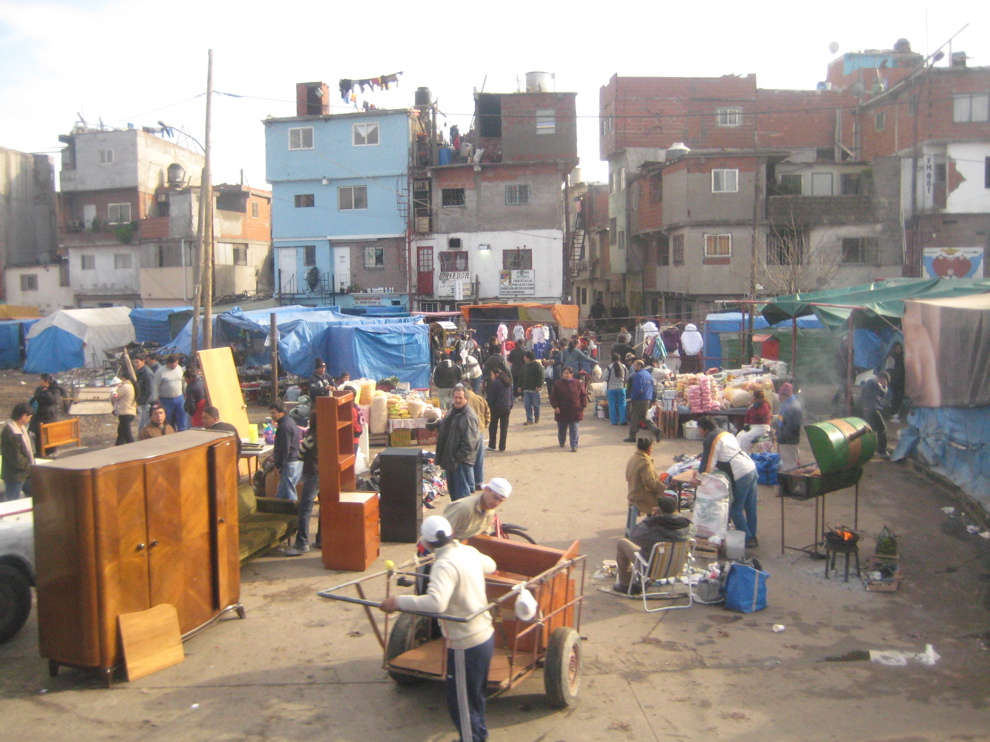
Villa 31 в Ретиро

Трущобы (вилья мисериа — по аналогии с бразильскими «фавелами»), существуют с XIX века за счёт притока людей из провинции, а также мигрантов из соседних стран. Хотя различные правительства страны и прилагали усилия по их искоренению, проблема не решена до сих пор.
Северная часть города (Буэнос-Айрес разделён на север и юг, проспектом Ривадавия) характеризуется высокой плотностью населения. Квартал вдоль реки Риачуэло (одна из самых загрязнённых рек в мире), застроен преимущественно трущобами. Этот квартал расположен южнее основного района, застроенного трущобами, в котором застройка хаотична. Однако и в других частях города есть трущобы, например в непосредственной близости от Ретиро.
В районах, застроенных трущобами, есть острая проблема поддержания здоровья населения, и она усугубляется растущим загрязнением реки Ла-Плата).
Решающим фактором в увеличении количества трущоб города стал экономический кризис в 2001 году, который снизил доходы значительной части населения города. Количество трущоб осталось прежним, даже несмотря на недавний экономический рост.

### Преступность
Буэнос-Айрес трудно отнести к наиболее криминальным городам, тем не менее в городе сильно распространены мелкие кражи. Происходят вооружённые ограбления магазинов.
Один из распространённых видов преступлений — кражи, совершаемые с мотоциклов. Этот вид краж принял такой размах, что законодательное собрание Буэнос-Айреса вынуждено было принять закон, запрещающий мотоциклистам осуществлять перевозки пассажиров в рабочее время в центре столицы Аргентины; подобный запрет призван сократить объём преступлений, совершаемых при помощи этого транспортного средства.
Один из самых неблагополучных и криминогенных пригородов Буэнос-Айреса — Эхерсито де лос Андес (Ejército de los Andes), более известный как «Фуэрте-Апаче» (Fuerte Apache, такое прозвище района произошло от названия фильма Пола Ньюмена «Форт Апач, Бронкс»).

## Города-побратимы[224]
| - Альмерия, Испания (2008) - Андалусия, Испания (провинция) - Асунсьон, Парагвай (2002) - Афины, Греция (1992) - Базиликата, Италия (область) - Бангкок, Таиланд (2006) - Барранкилья, Колумбия - Барселона, Испания (1985, 1990) - Бейрут, Ливан (2006) - Белград, Сербия (1990) - Бергамо, Италия - Берлин, Германия (1994) - Бильбао, Испания (1992) - Богота, Колумбия (1986) - Бразилиа, Бразилия (1986, 1997) - Варшава, Польша (2004) - Виго, Испания (1992) - Гавана, Куба - Галисия, Испания (провинция) - Гвадалахара, Мексика (1996) - Генуя, Италия (1991) - Гуадикс, Испания (1987) - Дамаск, Сирия (1989) - Ереван, Армения (2000) - Женева, Швейцария - Загреб, Хорватия (1998) - Иерусалим, Израиль (сотрудничество) | - Кадис, Испания (1975) - Каир, Египет (1992) - Калабрия, Италия (область) - Кальяри, Италия - Каракас, Венесуэла (1982) - Кейптаун, ЮАР - Киев, Украина (1993) - Кито, Эквадор - Кордова, Аргентина (2012) - Корриентес, Аргентина (2009) - Куско, Перу (1986) - Куэрнавака, Италия (2012) - Ла-Пас, Боливия - Лима, Перу (1983) - Лиссабон, Португалия (1992) - Лондон, Великобритания - Лукка, Италия (2003) - Мадрид, Испания (1975) - Майами, США (1978) - Манагуа, Никарагуа - Мачупикчу, Перу - Медельин, Колумбия - Мехико, Мексика (1997) - Милан, Италия (1998) - Монтевидео, Уругвай (1975) - Морелос, Мексика (штат) - Москва, Россия (1990) - Мумбаи, Индия - Неаполь, Италия (1990) | - Нью-Джерси, США (штат) - Нью-Йорк, США - Овьедо, Испания (1982) - Огайо, США (штат) - Осака, Япония (1990) - Оттава, Канада (1998) - Палермо, Италия (2014) - Париж, Франция (1999) - Пекин, Китай (1991, 1993) - Порту-Алегри, Бразилия (1995) - Прага, Чехия (1992) - Рейкьявик, Исландия - Рим, Италия (1987) - Рио-де-Жанейро, Бразилия (1996) - Роттердам, Нидерланды (1990) - Саламанка, Испания (2006) - Сан-Паулу, Бразилия (1999) - Сан-Педро-Сула, Гондурас (2000) - Сан-Хосе, Коста-Рика - Санта-Крус-де-ла-Пальма, Испания - Санто-Доминго, Доминиканская Республика (1991) - Сантьяго, Чили (1992) - Сантьяго-де-Компостела, Испания - Севилья, Испания (1976) - Сеул, Республика Корея (1992) - Сеута, Испания - Стамбул, Турция - Тариха, Боливия - Тель-Авив, Израиль (1958) - Тулуза, Франция (1990) - Феррара, Италия (2004) |